# Яси
Яси (угор. Jászok, осет. Ястæ) — одне з аланських племен, яке прийшло на територію Угорщини в XIII ст. Вони розселилися на рівнині на схід від Дунаю. Ця область, розташована за 70 км на схід від Будапешта, на Великій Угорській низовині, отримала назву Ясшаґ (угор. Jászság) і протягом декількох століть користувалася особливими привілеями. Мешканці Ясшаґу з часом стали угорцями за своєю мовою. Їхні побут і звичаї зблизилися або стали тотожними з угорськими. Хоча в Угорщині в жодному переписі населення вони не виділялися, зі слів самих ясів можна вважати, що наразі їх налічується в Угорщині понад 200 тис. осіб.

## Рання історія іранських племен у Паннонії

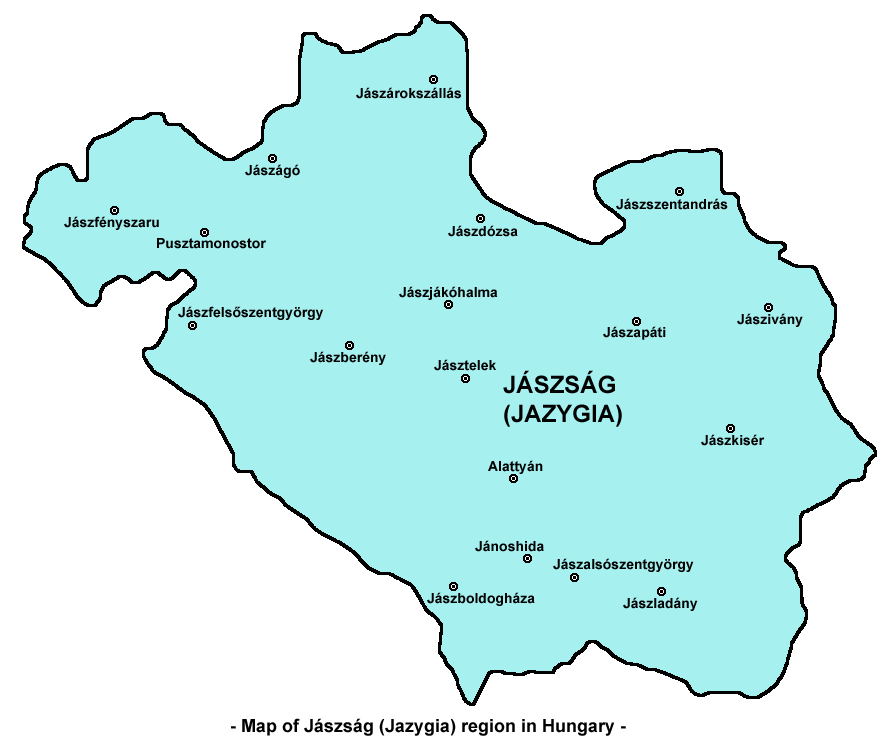
Ясшаг

Контакти аланів з угорцями мають давню історію. Глибокі історико-культурні зв'язки між територією сучасної Угорщини і Південно-Східною Європою — Північним Кавказом намітилися вже за доби бронзи — раннього заліза (II тис. до н. е.). Культури епохи раннього заліза Угорщини зазнали, як це визнано в науковій літературі, впливу синхронних культур Північного Кавказу. За посередництва племен Північного Причорномор'я і Молдови ці зв'язки стали особливо активними в VIII — VI ст. до н. е., коли на Північному Кавказі квітнула яскрава кобанська культура, що базувалася на місцевій традиції металовиробництва, а в Центральній Європі склалася не менш видатна гальштатська культура. Взаємопроникнення елементів цих бронзових культур показано в дослідженнях угорських і російських археологів. Багато з них вважають, що кобанська культура була створена індо-іранцями (аріями) або просто іранцями.
У VI —III століття до н. е. на території Східної Європи набувають поширення предмети, цілком типові для культури скіфів — іраномовних рухливих номадів, що кочували в степах Північного Причорномор'я. На угорській рівнині Альфельд з'являються скіфські кургани з окремими кінськими похованнями — Тепіоселе, Гевеш, Сентеш-Векерзуг, Артанд, але скіфське вторгнення не призвело до зміни населення, про що свідчить збережена спадкоємність культурних традицій місцевих племен. Зі скіфами була пов'язана наступна хвиля проникнення іраномовних етнічних елементів в Угорщину.
На межі нашої ери на території сучасної Угорщині виникла римська провінція Паннонія, що включала в себе також північні області східної Хорватії, частково, Словенії і Сербії і східні області Австрії. Паннонія мала величезне військово-стратегічне значення для Рима, входячи в його лімес — захисну буферну зону уздовж північно-східного кордону Імперії і призначену насамперед для відбиття східних кочівників. Лімес, укріплений системою фортець з гарнізонами, відділив римський світ від варварського.
З останнім пов'язане подальше проникнення давніх іранців в Паннонію. У середині I ст. н. е. в межиріччі Дунаю і Тиси з'явилося сарматське плем'я язигів, потіснивши даків. Незабаром весь Альфельд аж до нинішньої південної межі Угорщини опинився в руках язигів. У 1943 р. на березі озера Фехер експедиція Сегедського університету розкопала поселення I—II ст., приписуване вченими язигам. Ними були відкриті підвалини трикутної в плані невеликої будівлі, викладені кам'яними плитами. Археологи зближують цю цікаву споруду з очеретяними «юртами» угорських пастухів — «kontyos kunyho», що дожили в Альфельді до XX ст., що видається цілком припустимим в умовах кочового пастушого побуту, який відзначався певною консервативністю. За Яношем Харматтою, з кінця II ст. для сарматів Угорщини настав новий період, який відрізнявся в матеріальній культурі від більш раннього появою металевих предметів і типів перлового намиста, доти невідомих у Карпатському басейні. Найближчі аналогії цим предметам дає Ольвія — антична колонія на Бузькому лимані, що входила в римську провінцію Мезія. Це наводить на думку, що головною базою чорноморської торгівлі язигів, які не втратили зв'язку з Північним Причорномор'ям, була саме Ольвія.
На початку II ст. коло східних кордонів Дакії з'явилося інше сарматське плем'я — роксолани (іран. 'світлі алани'). Роксолани були відокремлені від язигів даками, але римський імператор Марк Аврелій після закінчення Маркоманських воєн дозволив язигами зсилатися зі своїми одноплемінниками роксоланами через територію Дакії. Мабуть, цією обставиною і пояснюється спрямування східних зв'язків язигів на Ольвію, яка в II—III ст. перебувала в оточенні роксоланів. За висновком Яноша Харматти, до III ст. роксоланів потрібно вважати головним фактором на території Північно-Західного Причорномор'я. Він же відзначає появу в сарматських похованнях Угорщини з кінця III ст. роксоланських рис (панцирі з кістяних лусочок, невідомі язигам довгі мечі). Отже, до кінця III ст. роксолани з'явилися в Паннонії, очевидно, зрушені на захід вторгненням готів. Вдерлися великі маси роксоланів, які, об'єднавшись із язигами, стали головною небезпекою для Риму. У III ст. лімес Нижньої Паннонії отримав навіть назву «сарматського берега» і займав лівобережжя Дунаю від Естергома до Костолаца в сучасній Сербії. У 70-х роках III ст. сармати беруть участь у війні проти Риму разом з германським плем'ям вандалів; зазнавши поразки, вони беруть участь у тріумфі Авреліана. В особі роксолан іраномовні алани в Паннонії фіксуються з III ст., а акумуляція східних кочівників тут, особливо в східній і південній частинах, посилюється. Дослідники вбачають у роксоланах одне з аланських племен, які увійшли до складу аланського племінного об'єднання.
Присутність сармато-ранньоаланського населення на території Альфельда підтверджується їхніми археологічними пам'ятками, які отримали розробку в працях угорських учених. Вони представлені головним чином могильниками — такими, як Якабсаллаш, Сентеш-Кіштеке, Яношсаллаш, Монор, Фелшейож, Чонград-Венделхалом, Дебрецен, Ясалшосентдьйордь, Хортобадь та ін. Сарматська матеріальна культура, принесена з Північного Причорномор'я, зазнала впливу з боку культури кельтів, даків і римлян. Група поховань IV — першої половини V ст., на думку вчених, в етнічному відношенні цілком може бути аланською.
Близько середини IV ст. на Альфельді осіла нова група сарматів, що прийшли з районів на схід від Карпат, тобто з території України. Відтоді язиги і роксолани в джерелах більше не згадуються, і в них починають фігурувати сармати-аргараганти і сармати-ліміганти (що, мабуть, підпорядкували старе сарматське населення).
У 372 році кочовики-гуни вдерлися в землі аланів-танаїтів, що жили в Нижньому Подонні. Алани були розбиті і вступили в спілку з гунами, а потім спільно з ними напали на готів. Рятуючись від гунів, вестготи переселилися в межі Римської імперії, а незабаром на нижньому Дунаї з'явилися переслідуючі готів гуни зі своїми союзниками аланами. Нова хвиля сармато-аланських переселенців, ймовірно, об'єдналася з більш раннім сарматським населенням Паннонії і утворила тут значний етнічний масив. Так, у 376 р., почався 50-річний період панування гунів у Паннонії. 378 року гуни і алани були вже на Тисі. В 380 р. імператор Граціан поселяє частину готів і аланів на правах федератів у Південній Паннонії; вождями аланів Йордан називає Алафея і Сафрака. За оцінкою вчених, аланів у групі Сафрака було до 20 тисяч воїнів. Це була значна маса населення (з урахуванням родин). За словами римського панегіриста Паката (391 р.), колишній ворог Риму «наповнив міста Паннонії… Гот, гун, алан стали до лав військ, змінювалися на варті, боялися виявитися несправними по службі».
Імператор Граціан розселив аланів Сафрака у південній частині Паннонії, неподалік від Савії; пізніше алани під керівництвом префекта Саула були розселені в провінції Валерія, на захід від сучасного Будапешта. Після смерті Аттіли і поразки гунів при Недао готи в 471 р. полишили Паннонію, а їхнє місце було передане новим федератам: скірам, герулам, гепідам і аланам. Усі колись підвладні гунам народи поспішили зайняти свої землі або ті, які були втрачені Східною чи Західною імперіями. Сармато-алани Заходу після відходу їхньої частини в Галлію і Іспанію, а звідти (разом з вандалами) в Карфаген (Північна Африка), все ще залишалися на колишніх місцях, тобто між середнім Дунаєм і Дністром, у значній кількості. У той же час частина аланів, які брали участь у битві народів при Недао на чолі з царем Кандагом, отримала при розподілі земель краю Мезії (у Болгарії) і Малої Скіфії (Добруджа). Трохи пізніше частина їх разом із остготами переселилася до Фракії. Алани-язиги, крім того, заволоділи на короткий час на середньому Дунаї колишньою римською фортецею Сінгідуном (Белградом). Однак у 473 р. король середньодунайських язигів Бабай на зворотному шляху після успішного бою зі східноримським генералом Камундом був убитий із засідки остготським конунгом Теодоріхом Великим. Після цього угорські язиги втратили контроль над Сінгідуном. Та їхня частина, яка мешкала в його околицях, в VI ст. була відтіснена гепідами і склавинами на схід за Траянів міст до р. Алут — колишньої західного кордону роксоланів. Згідно з Йорданом, північна межа аланів у VI ст. проходила у верхів'ях Дністра, в районі української Садгори (тоді Садагора — від племені садагаріїв). Письменник V ст. Стефан Візантійський зафіксував появу в «Скіфії» (тобто в межиріччі Дністра — Нижнього Дунаю) народу «аса» і села того ж назви. А її мешканців називав «ассаіоі». Страбону також був відомий цей «народ», який він зараховував до одного з масагетських племен. Якщо взяти до уваги ототожнення стародавніми авторами аланів з масагетами, то можна припустити, що Стефан Візантійський відзначив чергову аланську міграційну хвилю на обжиті їхніми родичами землі. Сармато-алани продовжували населяти межиріччя Дунаю і Тиси як в аварський, так і в булгарський періоди.

## Угорці й ранні алани
Фахівці давно звернули увагу на збережений до нового часу в Передкавказзя топонім Можар, Маджар. Почав вивчення цього топоніма Янош Ерней. На його наявність посилаються автори з історії мадярів до Х ст. Ерік Мольнар, Карой Цегледі, Дюла Немет, Ласло Бендефі. Про те, що цей етнотопонім зберігається віддавна, можна судити з його опису, залишеному арабським мандрівником Ібн Батутою, який відвідав його близько 1332—1333 р. Ібн Батута зберіг його назву «ал-Маджар». Ал-Омарі згадує це місто під іменем «Маджар», а Абу-л-Фіда говорить про нього, можливо, на основі усної інформації, називаючи «Куммаджар», тобто «Маджар на річці Кумі» і розташовуючи на півдорозі між сучасним Дербентом («Залізні ворота») і Азовом. На думку Тадеуша Левицького, який навів дані східних авторів про цей топонім, «Маджар» нині — руїни на околиці м. Будьонівська в Ставропольському краї. Левицький ідентифікує «Маджар» із топонімом «Можаров Юрт» («Мажаров Юрт») «Книги Великому Кресленню» 1627 р. Також «Поля Можарские» фігурують в джерелі XVI ст., а руїни старовинного міста на Кумі згадує архівний документ. В урочищі Маджар проводилися археологічні розкопки. Осетинські перекази відображають алано-угорські контакти саме в цьому місті. Згідно з одним із переказів, родоначальник дигорських феодальних родів Баделя вважається вихідцем з Угорщини, а за іншим — з Маджара, звідки він разом з братом Басіатом (родоначальником балкарських таубіївських родів) пішов до Балкарії, а далі, залишивши там брата, в Дигорію.
Свідченням тісних контактів мадярів з аланами Північного Кавказу і Подоння є аланські за походженням слова мадярської мови. На іранізми не тільки в угорській, а й в мовах східних фіно-угрів (удмуртів, марі, хантів і мансі) вказують багато вчених. Контакти фіно-угрів зі стародавніми іранцями, що почалися ще на початку доби заліза, обумовлювали сприйняття ними маси іранських слів, а разом з ними, безсумнівно, і чималої кількості іранських елементів матеріальної і духовної культури, вірувань, що доводиться багатьма даними етнографії. Особливе місце має бути відведено тому факту, що більшість (або принаймні значне число) відомих нам угро-фінських народів, у тому числі мансі і ханти, найближчі родичі угорців за мовою, марійці, удмурти і деякі інші племена угро-фінської мовної системи обрали для своїх етнонімів іранську підоснову. Навіть сама назва мадярин (угорець) виводиться від давньоіранського слова mort (mart) 'людина'. Видатний угорський історик Дьйордь Дьйорффі у зв'язку з цим висуває теорію, згідно з якою в історії угрів і сарматів, які жили в найближчому з ними сусідстві, був період, коли останні поширили свою владу на угрів, прагнення яких пристосуватися до завойовникам і змусило їх назвати себе іранськими (сарматськими) словами. Безперечно також і те, що частина іранських (осетинських) слів була засвоєна мадярами (угорцями) на їхній прабатьківщині.
Крім давньоіранського слова 'золото' (арань), засвоєного ще за угро-фінської доби, а також іранського слова 'сім' (хет), запозиченого за доби угорської спільноти, і слів зі значенням 'корова' (техен), 'молоко' (тей), 'десять' (тиз), 'повсть, фетр' (немез), 'м'ясо' (хуш), 'віз, віз' (секер), 'ряднина, полотно' (васон), 'вдівець, вдова' (езведь), 'тисяча' (езер) і кілька пізніших іранських запозичень зі значеннями 'сорочка' (інг) і 'шабля, шашка, меч' (кард) потрапили вже в мову мадярів невідомо, з яких іранських мов і в який час, у мові мадярів є слова, в аланському походженні яких у фахівців немає сумнівів. Щодо цих слів відомо також, що вони запозичені до здобуття батьківщини, а не з мови тих аланів, які мешкали в королівстві Угорщина, починаючи з епохи монгольської навали. Ці аланські слова мають значення: 'княгиня, королева' (ассонь, зараз це слово має значення 'жінка'), 'міст' (хід), 'панцир' (верт). До них примикає група слів, аланське походження яких більш-менш ймовірне: 'весь, цілий' (егес), 'багатий' (газдаг), 'молодша сестра' (хуг), 'отрута, трутизна' (мерег), 'скло' (ювег), 'яма' (верем), «зелений» (зельд). Пам'ять про контакти з мадярами зберегла й мова осетинів, які є прямими нащадками аланів. Осетинські слова 'п'яний' (ресіг), 'дуб' (тельдзе), 'сад, город' (керт) — на думку деяких учених, є мадярськими за походженням. Крім зазначених вище запозичень з іранських мов, у мову мадярів до здобуття батьківщини проникли слова середньоперської мови (пехлеві), що мають значення 'ярмарок' (вашар), 'мито' (вам), 'фортеця, замок' (вар) і, ймовірно, 'пісня, мелодія' (ханг), сучасне значення цього слова — 'голос, звук'. Всі ці запозичення, виявлені працями угорських лінгвістів, систематизовані і пояснені в зведених роботах Гези Барці.Серед осетино-угорських мовних сходжень звертає на себе увагу чоловіче ім'я Аладар, відоме вже в епоху Арпадів (осет. «князь» (алдар)).

До тих же хронологічно ірано-аланських впливів може належати згадана в найдавнішій угорській хроніці назва країни угорців Дентумогер. Анонім часу короля Бели (кінець XII — початок XIII століття) називає Скіфію і народи, які там живуть, цим терміном: 
«Земля ж скіфська вельми протяжна завдовжки і завширшки, люди ж, які її замешкують, звуться по-простацькому дентумогер донині й ніколи вони не були підпорядковані владі будь-якого імператора. … Отже, найсильніший і найнаполегливіший у ратній праці народ мадярів, як ми сказали вище, веде своє походження від скіфського народу, який їхньою власною мовою називається Дентумогер».
 Цим терміном Анонім позначав прабатьківщину мадяр, предків сучасних йому угорців і мадярів, які жили за його часу на сході. З урахуванням дигорського «донті» він перекладається як 'річкові мадяри' або 'мадяри межиріччя'.
Після того, як предки угорців в VI ст. почали просуватися з Уралу на захід, вони на довгий час осіли в степах Південної Росії і на Північному Кавказі та виявилися близькими сусідами аланів. Соціальні та етнокультурні зв'язку аланів і угорців знайшли відбиття, зокрема, в угорському фольклорі. Насамперед це підтверджується угорським переказом про походження угорців. Вперше він фігурує у того ж Аноніма часу короля Бели і згадує повелителя аланів Дула (principis Dulae Alanorum duas filias). Той же переказ знаходиться у автора другої половини XIII ст. Шимона Кезаї в його праці «Діяння угорців». Дослідники відзначають фольклорне походження легенди. Згідно з останньою, прабатьки-етнархи угорців брати Гунор і Могор полювали на оленя поблизу боліт Меотиди (Азовське море), зустріли тут болгар і викрали їх жінок і дітей. Серед захоплених знаходилися і дві дочки аланського князя Дула. Аланки стали дружинами Гунора і Могора і від цих шлюбів пішов угорський народ:
«Гігант Менрот після початку змішування мов увійшов в землю Евілат, краї якої в ті часи називали Персією, і там він зродив від своєї дружини Енети двох синів, тобто Хунора і Могора, від яких пішли гуни, або мадяри. Але кажуть, що у гіганта Менрота, крім Енети, були й інші дружини, від яких він зродив, крім Хунора і Могора, безліч синів і доньок. Ці його сини і їхні нащадки населяють край Персії, тілом і кольором вони схожі на гунів і лише промовою відрізняються трохи один від одного, як сакси і тюринги. Оскільки ж, однак, Хунор і Могор були у Менрота первістками, то відокремившись від свого батька, вони виселилися в окремі шатра.

Сталося в один із днів, що коли вони вийшли полювати в болота Меотиди, у пустельному місці перед ними з'явилася олениця, а коли вони стали її переслідувати, вона втекла від них. І позаяк вона зовсім зникла у них з очей, вони довго шукали її, але не змогли натрапити на її сліди. Однак, проходячи по згаданих болотах, вони побачили, що вони зручні для прокорму худоби. Потім вони повернулися до батька і, отримавши від нього дозвіл, з усім своїм майном вони переселилися в болота Меотиди, щоб там оселитися. Край же Меотида знаходиться по сусідству з Персією, їхньою батьківщиною. Звідусіль його оточує море, крім дуже вузького броду. Річок там зовсім немає, але травою, деревами, рибою, птицею і звірами вона рясніє. Вхід туди важкий і вихід — теж. Прибувши в болота Меотиди, вони нікуди не рухалися протягом п'яти років. На шостий рік вони вийшли і в пустельному місці випадково натрапили на дітей і дружин синів Белара, які залишилися в шатрах без чоловіків. Разом з їхнім добром вони швидко відвели їх у болота Меотиди. Сталося так, що серед дітей вони схопили двох доньок князя аланів Дули. Одну з них взяв у дружини Хунор, іншу — Могор. Від цих жінок ведуть походження всі гуни».
Цей переказ повторюється у «Кепеш-хроніці» XIV ст. та інших пізніших джерелах.
Відомо, що заснована ханом Кубратом династія Дуло існувала і у болгар. Її походження навіть пов'язують з аланами та аланським етнонімом дул-ас, опираючись на ім'я найвідомішого з синів Кубрата Аспаруха, яке має давнє північноіранське походження й означає в перекладі 'світлий кінь'. Дослідники відзначають ім'я Дуло в сарматських написах, а прізвище «Дулата» — Дулаєви у осетинів існує дотепер. Збіг імені легендарного аланського князя з реальним осетинським фамільним ім'ям вельми прикметний. Аланське походження князя Дуло визнане в угорській історіографії.
Не заперечуючи зв'язку угорської генеалогічної легенди з гунським міфом про оленя, полювання на якого допомагає знайти нову батьківщину, угорські та осетинські вчені вказують, що цей сюжет відомий не тільки у гунів і оногурів, а й у аланів-осетинів. Справді, в осетинському нартівському епосі присутня барвиста розповідь про невдале полювання нарта Сослана на чарівного оленя. У осетинів-горян нерідко заснування того чи іншого поселення пов'язується з оленем, якого ранить мисливець, і поранений олень приводить його до джерела або на якусь галявину, де мисливець обирає собі місце поселення. Так, згідно з легендою, переслідуючи оленя, відкрив для поселення землі Устур-Дигорії родоначальник знатної родини Хаміцаєвих Хамица. Так само потрапляє в Дигорію Гагу, що заснував Доніфарс. Близькі легенди розповідалися і про заснування с. Ціміті і Донісар.
У IX ст. угорці покинули українські степи, просунулися далі на захід та осіли на території сучасної Угорщини. Існує версія, за якою певна частина аланських племен (так звані «кінні алани») пішла в Подунав'я разом з угорцями. У недавньому минулому в низці місцин Альфельда зустрічалися ще аланські поселення, що відносилися до раннього середньовіччя. Як на одне з таких місць мешкання нащадків цих аланів вказують на невелике село Кендереш (кендер 'конопля', осет. ган) в Надькуншагу. Дослідники також висували думка, за яким ім'я Арпада швидше аланське, ніж мадярське, ім'я його співправителя Курсан походить від осетинського Хур-зæнæг 'нащадок Сонця', і більше того, перший християнський король Угорщини, Іштван Святий, носив у язичництві, згідно з Тітмаром Мерзебурзьким (IV 59), ім'я Вайк, зіставне з осетинським уаиг 'велетень, велет'.
Доведено, що з іменем перших угорських князів, святого Іштвана і святого Ласло (XI ст.) пов'язаний культ святої чаші — характерна іранська ідея. У скарбниці династії Арпадів довгий час зберігали прекрасну золоту чашу, інкрустовану коштовним камінням. За описом вона точно відповідає чаші Хосрова, що зберігається в Парижі, і електровій чаші, знайденій у Сегед-Надьсекшош, у багатому гунському комплексі, що датується V ст., а також схожій чаші, описаній у легендах про короля Артура. Однією з чудесних речей, пов'язаних зі святим Ласло, є срібна чаша, що володіє магічними властивостями. Безсумнівно, всі ці чаші відповідають тим уявленням, які характеризували вже скіфів, а також персів-Ахеменідів. У персів царську владу небесного походження і царське сяйво — фарн — символізувала золота чаша. Ця сяюча чаша небесного походження була зображена на фресці церкви в Велемері, написаній у 1378 р. На вже загиблому розписі зображений святий Імре (син короля Іштвана), що сидить на коні і передає батькові, котрий також сидить на коні, чарівну чашу. Про таку ж святу чашу, прикрашену дорогоцінними каменями, чашу Грааля, писав Кретьєн де Труа: на королівському бенкеті дівчина-красуня вносить у залу чашу, оздоблену найпрекраснішими дорогоцінними каменями світу, сяйво яких затьмарює світло канделябрів. Немає сумніву, що вірування і звичаї, пов'язані зі святою і одночасно магічною чашею небесного походження, народилися в іранців і своїм корінням сягають скіфського або, найпізніше, ахеменідського часу, й уже звідти вони потрапили в Західну Європу через Карпатський басейн. Ця священна чаша угорської династії, як і Святий Грааль, відповідає чаші Нартамонга (Уацамонга), чарівній посудині, яка відіграє важливу роль в нартівському епосі осетинів.
Існує припущення, що на «питному розі» Х ст. н. е. з Надь-Сент-Міклоша (Південна Угорщина) читається напис, що містить нібито назва Уацамонга. У 1799 р. в селі Надь-Сент-Міклош (Nagy-Szent-Miklós ' «Великий Святий Миколай») поблизу річки Мароша був виявлений скарб із 23 золотих судин вельми витонченою роботи. Особливий інтерес представляють написи на них: три — грецького письма, а решта вісімнадцять, як доводив Георгій Турчанинов, виконані аланським листом. На його думку, написи витримані в історичних та діалектних змішаних дигорсько-іронський нормах осетинської мови. Дані дешифрування дають їхнім прихильникам підстави припускати, що в X ст. в Південній Угорщині зберігався стародавній сармато-аланський етнічний масив. Його вельможне панство і правителі, мабуть, під впливом аварів або булгар, сприйняли тюркський титул каганів. Населення вживало як дигорський, так і іронський діалекти осетинської мови, а можливо, говорило змішаною дигорсько-іронською говіркою. Подібного типу змішаний діалект — уалагкомський говір був зафіксований в Північній Осетії. На думку Турчанинова, відмінність між Надь-сент-міклошською аланською мовою і мовою сучасних осетинів-уаллагкомців — лише в тому, що в першій на дигорську основу мови накладаються іронізми, а в другій навпаки — первинна основа мови іронська. Також аланське населення Південної Угорщини Х ст. зберігало в масовій свідомості один із найдавніших сюжетів нартівського епосу — про чашу нартів. Як вважають прихильники дешифрування, алани Південної Угорщини були пов'язані з кавказьким світом і, можливо, мали у своєму складі представників інших етнічних спільнот. Крім того, вони були християнами. Як відомо, Szent-Miklós — святий Миколай був у той же час покровителем християнізованого алано-осетинського середовища на Північному Кавказі, в верхів'ях Кубані, де був знайдений аланомовний Зеленчукський пам'ятник із його згадкою.
Архієпископ зальцбурзький Теотмар (Дітмар) у своєму посланні від 900 р. відкидав і називав брехливим звинувачення мораван у тому, що баварці «разом з мадярами образили католицьку віру і принесли клятву за допомогою собаки або вовка, а також інших недостойних і язичницьких (простолюдних) способів і уклали з ними (мадярами) мир і що ми дали їм гроші, щоби вони пройшли до Італії». Подібні клятви побутували аж до нового часу у осетинів: так, наприклад, під час судового розгляду про крадіжки одним з найдієвіших засобів упізнання винного вважалося змусити підозрюваного переступити через запалену вовчу жилу і заприсягтися в невинності. Винний не посміє цього зробити, бо тоді його руки зведе, як корчиться на вогні вовча жила.
Своєю чергою Теотмар звинуватив мораван у тому, що це вони протягом багатьох років укладали союз за вказаною вище язичницьким звичаєм і «саме вони взяли до себе чималу масу мадярів і за звичаєм мадярів повністю обстригли голови своїх лжехристиян». Звичай мадярів стригти повністю волосся був добре відомий у Європі. Його згадує як одну зі стереотипних етнічних ознак мадяр Регіно Прюмський: «Волосся своє вони зрізають ножем до шкіри». Осетини голили голову або носили дуже коротко стрижене волосся.

Цікаві відомості дає Регіно Прюмський, коли підкреслює мимохідь, що бретонці б'ються подібно до угорської кінноти. Бретонці зазвичай не доводять свою атаку до кінця, але після атаки повертають своїх коней, вони відрізняються від мадярів тільки тим, що останні пускають стріли, тоді як перші метають дротики. Далі він зауважує, що угорці ніколи не сходять з коней і не б'ються пішими:
«Вони не можуть боротися впритул (з противником) у бойовому строю або захоплювати міста завдяки облозі. Б'ються на конях, і просуваючись назад, і відступаючи. Часто навіть вдаються до удаваної втечі. І не можуть довго битися. Втім, якби у них стійкість була такою ж, як сильний їх напад, то вони були б непохитними. Як правило, після жаркої сутички залишають битву, а трохи згодом повертаються з утечі в бій, і коли ти подумаєш вже, що переміг, тут ти і потрапляєш у смертельну небезпеку. Цей спосіб боротьби тим небезпечніший, що він незвичайний для інших народів (етносів). Існує відмінність між способом вести бій у них і у бриттів, які використовують дротики: (мадяри) використовують стріли».
 Ці паралелі дослідники вважають наслідком того, що на бретонців вплинули алани, які мешкали в Армориці.
Регіно Прюмський стверджував, що мадяри, за чутками, «п'ють кров, серця людей, яких вони захоплюють, вони ділять на шматочки і пожирають їх ніби ліки». Анонім часу короля Бели визнавав, що народ мадярів «дійшов до такої жорстокості, що, як кажуть деякі історики, рухомий гнівом, їв людське м'ясо і пив людську кров». У міфології і обрядовості скіфів, массагетів і аланів людській крові надавалося важливе значення, їй приписувалися містичні властивості зцілення і фізичного відродження. Скіфський воїн, убивши першого ворога, пив його кров. Кров полонених приносили в жертву мечу бога війни. Массагетська цариця опустила голову свого ворога, перського царя, у бурдюк, доверху наповнений людською кров'ю. Середньовічні алани розірвали одного зі своїх знатних ворогів на частини і скуштували його крові.
За однією з версій, перші яси переселилися до Угорщини після походу великого князя Святослава у 965 р. на хозарів, ясів і касогів.
Згідно з Яном Ферентом, ще в XII ст. угорський король Ласло II взяв у полон невелику групу ясів і поселив їх між Тисою і Задьвою, а також хотів їх охрестити. Можливо, освоєння Ясшаґу ясами можна починати з цього невеличкого епізоду. Павло Голубовський підмітив, що розміщення кунських (і яських) поселень мало на меті убезпечити кордон з Польщею і Руссю. Тому цілком справедливим є припущення дослідників, що алани, котрі оселилися пізніше в тому ж Альфельді, цілком могли зустрітися там зі своїми родичами і навіть порозумітися з ними рідною мовою.

## Формування і розселення яського етносу
Алано-угорські взаємини поновилися після того, як в XIII ст. монголи розбили аланів і їхніх союзників половців (куманів), і частина їх переселилася на захід.
Історики вважають, що половці — куни в XIII ст. оселялися в Угорщині двічі. Згідно з магістром Рогерієм, уперше вони з'явилися тут у 1239 р. на чолі з ханом Котяном, який брав участь у битві на р. Калка 31 травня 1223 р. на стороні русинів, а потім знову був розбитий монголами в 1238 р. Угорський король Бела IV, попри попередження великого монгольського хана не брати до себе втікачів половців, особисто урочисто зустрів Котяна і його орду на кордоні. Котян визнав королівську владу і обіцяв прийняти християнство. Однак незабаром угорські феодали, незадоволені зростанням політичного впливу половців і посиленням королівської влади, організували змову і вбили Котяна і групу половецьких неофітів. Після цього половці полишили Угорщину і пішли в район нижньої течії Дунаю.
Удруге половці з'явилися в Угорщині після відходу татаро-монголів в 1242 р. Цього разу вони міцно осіли тут. Точна дата другого поселення половців не встановлена, але в 1279 р. вони вже отримують привілеї від короля Ласло IV. Окремі історики приймають 1279 р. за дату поселення половців, але вона вкрай сумнівна: це дата оголошених королівських привілеїв, але не заселення половців, яке мало бути дещо раніше. Вчені мають підстави вважати, що остаточне розселення половців (і ясів) в Угорщині відбулося між 1242—1279 рр., найімовірніше незабаром після 1242 р.
Чисельність половців-кунів і алан-ясів, які опинилися в Угорщині, може бути визначена лише приблизно. За даними Яна Ферента, у Котяна було 40 тисяч наметів (у такому разі кунів було не менше 100 тисяч чоловік). Однак деякі угорські фахівці з історії кунів визнають вірогіднішою цифру 40-50 тисяч чоловік. Що стосується кількості ясів, вона вказана Ферентом — 10 тисяч осіб, назване й ім'я яського вождя Качар Огала. Завдяки Рашиду ад-Діну відомо ім'я іншого аланського вождя Качір-укуле, який близько середини XIII в., тобто одночасно з вождем Качар Огала в Угорщині, разом з «еміром» кипчаків Бачманом вів партизанську боротьбу проти татаро-монголів у пониззі Волги і тут загинув. Обидва названих вище аланських лідера носять одне ім'я, мабуть, воно було популярним. У осетинів і зараз існує прізвище Хачірта — Хачірови.
Питання про території первісного розселення ясів в Угорщині також повинне розглядатися у зв'язку з питанням про розселення половців-кунів. Останнє спеціально вивчалося Андрашем Палоці-Хорватом: згідно з привілеями, даними Ласло IV, у 1279 р. їм був призначений верховний суддя «надор» (намісник короля) і відведена територія межиріччя Дунаю і Тиси по річках Кереш, Марош і Темеш. Тепер[коли?] це землі комітату Бач-Кішкун — «основне місце поселення номадів-куманів, які розселялися по Угорщині». Андраш Палоці-Хорват локалізував на карті місцезнаходження семи кунських кланів у 1282 р.; сьомий клан, найбільш висунутий на північ по річці Задьва, — яський або язигський «алано-осетинського походження». Найближчими сусідами ясів виявилися куни клану Улаша, які освоїли район на схід од Сольнока з центром у Карцагу.
Як видно, від самого початку розселення в Угорщині алани (по-угорськи яси) зайняли свою нинішню територію, що отримала назву Ясшаґ, адміністративним центром якого згодом стало м. Ясберень. Оселившись у 40-х роках XIII ст. в Угорщині куни і яси ніби продовжили функції федератів, зобов'язаних за отримані землі і королівські милості нести службу з охорони кордонів — картина, яка спостерігалася ще в римській Паннонії. Ця порівняно невелика рівнинна територія, зрошувана тихими річками Задьва і Тарна, стала основною етнічною територією угорських аланів-ясів, що забезпечила їхнє багатовікове існування. Тут розташувався головний масив яських селищ, що виникали одне за іншим: за наявними даними найбільш давніми є села Ясладань (з 1067 р.), Аллатіан (з 1212 р.), Яношхіда (з 1283 р. під назвою Szentkristof), Ясароксаллаш (з 1356 р. під назвою Arukmelleke), Ясберень (з 1357 р. під назвою Beren), Ясіакохалма (з 1357 р.), Ясапаті (з 1391 р.), Ясалсосентдьйордь (з 1399 р.), в 1433 р. з'явилися великі села Ясдожа і Ясфенісару, в 1458 р. Ясболдогхаза, у 1466 р. Ясіван. Тепер[коли?] на території Ясшаґу є 16 населених пунктів, у назві яких міститься етнічний формант «яс».
У той же час окремі групи ясів оселилися за межами Ясшаґ, про що свідчить топоніміка, що приводиться угорськими дослідниками. У таких випадках алано-яська основа іноді супроводжується тюркським суфіксом множинності -lar: Eszlar, Oszlar, Azlar, Azalar; Дюла Месарош, з посиланням на 3олтана Гомбоца, вказує на 7 таких назв у різних районах Угорщини). Ці топоніми зустрічаються в комітаті Сабольч у Тітті, десь на 10 км південніше Токаю, тобто в сучасній північній Угорщині, в комітаті Боршод, десь за 50 км на південний захід від вищеназваної місцевості, в комітаті Пешт між Тисою і Дунаєм, два в комітаті Шомодь на південь від озера Балатон, у старій Південній Угорщині, десь за 30 км на південь од Темешбурга, в комітаті Ноград у північній Угорщині. Дюла Немет зазначає, що «скрізь, де є куманські поселення, ми можемо зустріти також яські поселення». Два яські села Ясфалу існували поза Ясшагом: одне в комітаті Комаром, десь за 18 км на схід від Ершекуйвара, інше в районі Піліша за 20 км на північний захід Будапешта. «Місцевістю з яським населенням був Удол (Wdol 1347/1364) в комітаті Барш, недалеко від Селіца», — свідчить Дюла Немет. Звідси можна зробити висновок, що, поряд з районом компактного розселення ясів у Ясшаґу, мало місце і їхнє дифузне розселення у багатьох інших районах Угорщини.
Відомі й інші поселення аланів по сусідству з Угорщиною: в Молдові (місто Ясси на річці Прут, угор. Jasz-vasar 'Яський ринок', києворуськ. Ясский торг), а також у прикордонних із Візантією землях. В 1365 р. король Людвіг I передає правителю Угорщині Міклошу Конту взятих у полон аланів із їхніми родинами й майном, з дозволом поселити їх в Угорщині. Тому можна припускати, що окремі групи аланів могли потрапляти в Угорщину незалежно від куманів.
Крім того, не виключена можливість того, що окремі групи угорських ясів могли переселятися у зворотному напрямку — із заходу, на схід, за межі сучасної Угорщини. У зв'язку з цим великий інтерес становить походження назви населеного пункту Ясиня, розташованого на території українського Закарпаття. У довідковій літературі зазначено, що вперше це поселення згадується у документі, датованому 1555 р. Там йдеться про те, що село Ясиня належить угорському феодалу Драгфі. Тому, якщо виходити з того, що східні слов'яни, як і угорці, називали аланів ясами, то можна припустити, що угорці могли переселити аланів-ясів з Альфельда в Закарпаття, яке тоді належало ім. Саме це могло відобразитися в топонімії.

## Альтернативні версії розселення
Оскільки немає прямих даних про спільне переселенні ясів і кунів до Угорщини, питання це довго дискутувалося в угорській літературі. Автор ХІХ ст. Іштван Дяфраш, наприклад, вважав таке переселення найвірогіднішим, інший дослідник, Дьйордь Дьйорффі, навпаки, схилявся до факту неодночасного переселення ясів і кунів. Вважали також, що через нестачу джерел складно вирішити і питання про території первісного заселення ясів. Деякі автори гадали, що сучасна територія ясів була початковим місцем мешкання їхніх предків, що останні влаштувалися спочатку поза Ясшаґом, в інших місцях Альфельда, а потім вже переселилися сюди.
Такої точки зору дотримувався Дьйордь Дьйорффі, стверджуючи: «Якщо виникає питання, що якась територія Угорщини була тією, на якій жили до переселення в Ясшаґ, крім просторів Пілісша, то ми можемо думати, що це була місцевість між Темешем і Нижнім Дунаєм».
Акумуляційні і інтеграційні процеси давньоіранського населення Угорщини підготували ґрунт і зумовили напрямок яської міграції XIII ст., і заперечувати таку спадкоємність немає ніяких підстав. Але в угорській літературі висловлена й інша точка зору: пізніші яси генетично пов'язуються з сарматським племенем язигів і таким чином реконструюється континуїтет (безперервність) історичного розвитку ясів Угорщини з середини I ст. н. е. Зокрема, подібні побудови знаходяться в роботі Калмана Рушваї «Походження і мова ясів». Справедливо зазначаючи, що яси говорили аланською мовою, належною до іранської гілки індоєвропейської мовної сім'ї, і їхніми «родичами» є скіри, парфяни, перси, осетини, Калман Рушваї пише, що предки ясів алани жили на півночі Кавказу вже у VII ст. до н. е., що під натиском гунів у II ст. до н. е. аланське плем'я ясів рушило на захід, а за ними надійшло плем'я роксоланів. Плутанина і помилки в хронології тут очевидні: алани не предки ясів, бо «яси» — руська назва самих аланів; аланів не існувало в VII ст. до н. е., як і гунів у II ст. до н. е., тощо. Автор змішує язигів з ясами, пропонуючи лише відокремити «ранніх» ясів (язигів) від «пізніх». Але приналежність тих і інших до кола давньоіранських племен і фонетична близькість етнонімів «язиги» і «яси», відзначена в українській, російській і європейській історіографії, ще не дає підстав їх ототожнювати, тим більше, що хронологічно яси від язигів відмежовані тисячоліттям. Далі Рушваі наводить карту Птоломея (II ст.) і назви восьми міст, поміщених на ній і заснованих, нібито, ясами, за винятком Абієти.
Сумнівність цих побудов вже відзначалася дослідниками. Як вони вважають, мова може йти про картину, близьку до континуїтету, та з деякими хронологічними перервами; історія власне угорських ясів починається лише з 30-х років XIII ст.. Одначе комплекс письмових джерел, археологічні дані, епіграфічні пам'ятки й графіті, дані лінгвістики, що відносяться до різних епох, дозволили історику Анатолію Ісаєнкові зробити аналогічний висновок про практично безперервне існування північноіранського населення на Нижньому і Середньому Дунаї, а також в межиріччі Дунаю і Тиси. На його думку, протягом двох тисячоліть це населення постійно поповнювалося за рахунок родинних міграцій з Поволжя, Причорномор'я і з Північного Кавказу, а середньовічна міграція XIII ст. аланів-ясів разом із тюркомовними кунами (вони ж кумани, половці, кипчаки) — лише епізод у довгій серії пересувань, в процесі яких кінні маси кочівників переміщалися зі сходу на захід, час від часу досягаючи меж Румунії, Угорщини, Австрії та інших країн Європи.

## Могильник Надьсаллаш

### Пам'ятка
Виявлення нових письменних джерел і археологічних знахідок спростовують думки як про вторинне заселення Ясшаґа ясами, так і про роздільне переселення їх із кунами в Угорщину. Знайдені археологами могили в поселеннях ясів і кунів датуються одним історичним періодом (XIII—XIV ст.) і на одній території, де поруч оселилися ці етнічні групи угорців. До їхнього приходу територія ця пустувала після руйнівного навали монголів. Хоча археологічне вивчення Ясшаґа почалося набагато пізніше, ніж Надькуншага, однак завдяки зусиллям Ласло Шельмеці воно відрізнялося великим розмахом. Порівняльне вивчення археологічних пам'яток ясів і кунів дає можливість також визначити їхні спосіб життя, етнічні особливості, вірування. Археологічні знахідки показують ясів осілими з землеробсько-скотарським господарством християнами візантійського штибу, а кунів — напівкочовиками, язичниками, що зберігали ще в XIV ст. сезонні поселення з переносним житлом — юртами, в той час, як яські поселення — нерухомі з ґрунтовими і цегляними будівлями, кладовищами, церквами.
Культура угорських ясів кінця XIII—XV ст. відома завдяки дослідженням могильника і поселення Надьсаллаш поблизу с. Ясдожа. Роль археологічних матеріалів у відтворенні раннього етапу історії ясів і кунів надзвичайно велика, бо своєї літописної традиції під час переселення вони не мали, а такі субстанції культури, як мова і фольклор, виявилися втраченими і тепер не існують. Тому археологічні пам'ятники Надьсаллаша є вельми інформативними. Цей населений пункт існував аж до турецького завоювання, потім був зруйнований і покинутий, але руїни яського Надьсаллаша на березі річки Тарни біля села Дожа були відомі ще в першій половині XVIII ст. Остаточне запустіння Недьсаллаша припадає на XVI ст.
Могильник Надьсаллаш став відомий ще до Другої світової війни завдяки випадковим знахідкам, частково опублікованими Йожефом Прюклером і Йожефом Комаромі. Це бронзове кільце (перстень? — за малюнком Комаромі неясно) з гострими виступами і фібула, а також прямий меч (довжина 62 см, ширина клинка 3,5 см), бронзові шпори, ґудзики-бубонці і кругла ажурна фібула з голкою. Йожеф Прюклер ці речі датував XIV ст. і першим звернув увагу на східне походження деяких з них. У комплекс предметів, випадково виявлених на могильнику Надьсаллаш у 1942 р. і нині втрачених, входять дві бронзові або срібні (невідомо) сережки у вигляді знаку питання з кулькою на кінці і ніжкою, обмотаною тонким дротом, кілька мушель-каурі, дві нігтечистки у вигляді гачків з вушками для підвішування, зламаний перстень, три металеві кільця, можливо скроневі, нагрудна прикраса у вигляді двох круглих металевих блях з рельєфними зображеннями лілей, з'єднаних невеликою круглою бляхою, і, ймовірно, призначеною для скріплення бортів одягу; великі бляхи пришивались, про що свідчать отвори по краях. Нарешті, відзначимо серію бронзових литих або порожнистих ґудзиків-бубонців, аналогічних опублікованим Прюклером.
У 1980 р. на могильнику Надьсаллаш почав розкопки археолог Ласло Шельмеці, котрий відразу отримав вельми цікаві результати. Він наводить такі історичні дані про Надьсаллаш: у 1864 р. Флорі Селі повідомляв про дідів, які пам'ятали, що стара назва с. Ясдожа було Надьсаллаш і що на південь від села були його руїни. Надьсаллаш згадується в турецькій перепису 1550 р. окремо від Дожа. До нашестя турків жителі Надьсаллаша разом з іншими селами і містом Ясберень платили угорським королям податі. У 1550 р., згідно з даними перепису, в с. Дожа ще зберігалися такі яські імена, як Токан, Пал, Бокатор. Вперше ж Надьсаллаш згадується у 1391 р.; через два роки він знову фігурує в грамоті короля Жигмонда у зв'язку зі скаргою мешканців села Апаті на мешканців села Надьсаллаш. У 1433 р. Жигмонд видав ще одну грамоту, в якій наказав капітану Надьсаллаша віддати територію, відняту у жителів села Сентандраш. У 438 р. королева Єлизавета Люксембурзька наказала яським селах, і в тому числі Надьсаллашу, платити данину Іштвану Похарнок. У 1449 р. Ласло Комполт був останнім капітаном Надьсаллаша; перед смертю він передав свою землю надьсаллашським ясам. У 1469 р. король Матьяш I дозволив філістеям, тобто ясам, сіл Берен, Надьсаллаш, Фенісару і Ароксаллаш платити данину окремо — як у інших ясів. 1492 р. король Ласло II видав грамоту про те, що ясів може судити тільки суддя, обраний самими ясами, і звільнив ясів від мита всередині країни. Надьсаллаш завжди входив до числа цих привілейованих яських сіл.
Усі ці достовірні факти переконують у тому, що населення Надьсаллаша було саме яським. Тому могильник Надьсаллаша теж можна впевнено вважати яським. Це важливе і добре обґрунтоване положення Ласло Шелмеці.

### Розкопки
У 1980 р. був закладений перший розкоп площею 220 м² на хуторі Сіксан, згадуваному Йожефом Прюклером у зв'язку з випадковими знахідками. Були відкриті залишки готичної церкви з п'ятигранною апсидою. Довжина церкви 13 м, ширина 7,50 м. Ознак внутрішніх опор у вигляді стовпів не відзначено, вхід знаходився (судячи за кресленням) у західній частині південної стіни. Будівля була побудована на території діючого кладовища, бо деякі могили виявилися зруйнованими. Як гадав Ласло Шельмеці, вони були язичницькими. Він же припускає, що римо-католицька християнізація ясів закінчилася з будівництвом церкви. Час спорудження церкви дослідник визначає на основі історичних даних, що становлять самостійний інтерес. З середини XIV ст. серед кунів і ясів працювали католицькі місіонери, а з 1472 р. група місіонерів оселилася в Ясберені з дозволу Папи Римського. Як писав Конрад Санто, місіонерська робота тут завершилася в 1460-х роках; на цій підставі Ласло Шельмеці робить висновок про те, що надьсаллашська церква була побудована до 1460 р. і будували її францисканці. На східній околиці Надьсаллаша була виявлена ще одна церква, оточена кладовищем. Шельмеці вважає, що перша (описана вище) церква більш рання, друга — пізня. Можливо також, що ранню церкву збудували францисканці, пізня споруджена місцевими жителями.
До 1986 року на могильнику Надьсаллаш було розкрито понад 700 поховань, здійснених в ґрунтових ямах за християнським обрядом — витягнуто на спині, головою на захід. Ласло Шельмеці особливо підкреслює положення рук, зігнутих в ліктях і покладених на груди, живіт або пах. Виходячи з цього, Шельмеці вважає, що на кладовищі були поховані східні православні християни, пов'язані з візантійським християнством. З погляду католицької церкви східні християни були язичниками, тому францисканці в XV ст. ще раз навернули ясів у християнство. На християнство вказує і відсутність залишків ритуальної їжі в могилах, а також залишки зотлілих дерев'яних трун (поховання 18) або залізні скоби від них (поховання 42, 57, 86). У похованні 93 скелет був загорнутий у тканину, у похованні 96 навколо похованого були камені. Окремі групи могил Ласло Шельмеці вважає сімейними ділянками на кладовищі.
Найраніші поховання автором розкопок датуються другою половиною XIII ст. У похованнях 64 і 86 були знайдені бронзові монети візантійського типу короля Бели III (1173—1196 рр.), Проте вони походять з жіночих могил і носилися як прикраси, тому слід датувати поховання з хронологічною поправкою. Ласло Шельмеці справедливо відносив найбільш ранній горизонт Недьсаллаша до другої половини XIII ст. Такі монети знайдені в кунському могильнику Оргондасентміклош, який не може бути раніший за середину XIII ст. Наявність синхронного горизонту поховань XIII ст. в кунському та яському могильниках свідчить про одночасність переселення кунів і ясів в Угорщину.
Найбільш пізні могили Надьсаллаша Ласло Шелмеці відносив до середини XVI ст. — часу завоювання і спустошення Ясшаґа турками і загибелі селища Надьсаллаш. Верхній горизонт пізніх могил був зруйнований при оранці. Таким чином, загальна дата могильника — друга половина XIII — середина XVI ст. Могильник функціонував 300 років.
Ласло Шелмеці зазначає, що залишки одягу в похованнях виглядають архаїчно і характеризують культуру східних кочівників, чоловічі поховання бідніші на знахідки, ніж поховання жінок і дітей. У похованнях чоловіків виявлені залізні, рідше бронзові пряжки, поясні набори, залізні однолезові мечі. Важливо, що подібні чоловічі поховання в кунських могильниках не зустрічаються. Відзначають особливо кістяний різьблений набір пояса з могили 142, що зберігається у фондах Сольнокського музею. Пряжка також кістяна. Переважаючий орнамент — циркульний у вигляді концентричних кружків, що покривають як круглі, так і квадратні бляшки. Подібний циркульний орнамент був улюбленим мотивом, що прикрашав кістяні речі степів Східної Європи і Північного Кавказу в половецький і золотоординський час XII—XIV ст. Круглі срібні бляшки на чоловічих поясах XIII—XIV ст. знайдені в Чольош і Кігьошпусте, але стилістично вони інакші. Можна припустити, що кістяний поясний набір з могили 142 відображає східну традицію, принесену в Угорщину кунами й ясами.
На увагу заслуговують прямі мечі або палаші Надьсаллаша, бо вони не в'яжуться з озброєнням східноєвропейських кочівників половців і алан, якими представляють їх собі угорські археологи. Угорська назва цього виду зброї «кард» виразно вказує на аланське походження, але і кавказькі, і салтівські алани з початку VIII ст. (якщо не з кінця VII ст.) були вже озброєні зігнутою шаблею, а не мечем. Наприкінці IX ст. угорці прийшли на Середній Дунай з розвиненою шаблею східноєвропейського зразка. Половці-куни Східної Європи також мали на озброєнні шаблю, а не меч. Відсутність у Надьсаллаші шабель і присутність мечів, так само як і відсутність стремен, вудил та інших атрибутів кінської збруї (крім, можливо, великих залізних пряжок) ставить перед дослідниками могильника Надьсаллаш низку питань, на які зараз знайти відповідь важко.
Як зазначає Ласло Шельмеці, характерною рисою чоловічих поховань є наявність пряжок. До пояса підвішували ніж або інші інструменти.
Багатшими на інвентар є жіночі поховання, причому Шельмеці підкреслює відмінність інвентарю жіночих поховань Надьсаллаша від жіночих поховань кунів. Яські жінки покривали голову хусткою, до якої пришивались пластинчасті металеві бляшки з отворами по краях. Іноді їх замінювали монети. Багато сережок «східного типу», зустрінуті срібні, позолочені дископодібні аграфи, за допомогою яких застібався верхній одяг. Багато намистин, серед яких Ласло Шелмеці особливо виділяє великі з гірського кришталю, звані ним «кавказькими». У намистах часто вживалися мушлі каурі, що перемежовувалися пастовим намистом. Як свідчить Шельмеці, в кунських могилах ні кришталю, ні каурі немає. Велика кількість каурі звернула на себе увагу з самого початку розкопок. Але найхарактернішою річчю з жіночих могил є бронзові та кістяні голечник циліндричної форми, іноді з різьбленим орнаментом. Буває по 2-3 голечників в одному похованні. Голечники зазвичай виявлялися поблизу тазових кісток і це дозволяє вважати, що вони підвішувалися до тканинного поясу, який зав'язувався — пряжок не було. Мабуть, практикувалися і жіночі полотняні сумки-ладанки, які підвішували до поясу. У сумочці поховання 1 була вставка в перстень, у похованні 70 залишки розкладеного заліза і бронзи в купці, бурштинове намисто, скляна пластинка синього кольору, у похованні 76 бронзовий наперсток, у похованні 117 залізні ніж і кільце тощо. Голечників цього часу ніде в Карпатському басейні немає. В цілому уявляється, що матеріальна культура Надьсаллаша другої половини XIII—XIV ст. мала синкретичний характер, включаючи в себе елементи місцевої угорської культури, східноєвропейські та кавказькі. Є візантійські імпорти.

### Речі угорського виробництва
Місцева культура представлена перснем з іменем Сабо Дечі, шпорами, фібулою, круглим нагрудним прикрасою або застібкою з орнаментом з лілій; аналогічний предмет в матеріалах XIV ст. походить з Кечкемета, розкопки Пірошки Біцо. Ймовірне місцеве походження бронзової бляшки у вигляді круглої, багатопелюсткової розетки, подібної до такої ж бляшки від головного убору з тих же розкопок в Кечкеметі і колесоподібного амулета з покладеною на бік і сильно стилізованою антропоморфною фігурою, аналогії якої відомі в угорських старожитностях (та ж схема, але відмінна в деталях, походить із пізньоаварського могильника в Тісафюреді). До числа місцевих речей можна також віднести великі круглі золочені застібки одягу — аграфи, брошки-фібули, що, можливо, сягають візантійських прототипів. Описувані аграфи з Надьсаллаша — два диски завширшки 5,5-6 см, покриті рельєфним орнаментом і сполучені за допомогою петель. Аналогічні за формою і призначенням, але з варіаціями в деталях, аграфи з більш ранніх знахідок на території Угорщини відомі з с. Сірак, Сабадкігьош, Дьйор пізньоаварського-хозарського часу, що може свідчити про місцеве виробництво аграфів, які побутували до XIV ст. Диски-аграфи нашивалися на березі верхньої одягу поблизу грудей. У Сабадкігьоші, за реконструкцією Чанада Балінта, типологічно подібними круглими бляхами були прикрашені береги і поли жіночого одягу.

### Східноєвропейські елементи
Насамперед це характерні для Східної Європи бронзові (срібні) скроневі кільця з дроту, спірально загнутого на кінці. Подібні скроневі кільця, але зі спіраллю, загорнутої в іншу сторону, походять з матеріалів XI ст. Новогрудка і розглядаються як місцевий варіант скроневих кілець з завитком. Зустрічаються скроневі кільця цього типу і в кочівницьких старожитності XI—XIV ст. Східної Європи, причому археологи вказують на їхнє поширення також в Угорщині, у комплексах XIV в. Волзької Болгарії, в пам'ятниках XIII—XIV ст. на Північному Кавказі і в Мордовії. Крім того, на Північному Кавказі побутували аналогічні скроневі кільця зі спіральним завитком вправо (як у Надьсаллаші) з Дере в Чечні й Ардона у Північній Осетії. Є підстави скроневі кільця Надьсаллаша вважати принесеними зі Східної (точніше, Південно-Східної) Європи.
Ще показовіші бронзові або срібні сережки у вигляді знака питання і з колонкою, обмотаною тонким дротом, з кількома кульками на кінці, що нагадують виноградне гроно. Цей тип сережок мав поширення на території Південно-Східної Європи і на Північному Кавказі за доби Золотої Орди. Вказують кілька близьких аналогій з території Північного Кавказу — Кобань і Дзівгіс в Північній Осетії, Дере в Чечні; цим коло аналогій не вичерпується. Відзначають разючу подібність срібних сережок з «виноградним гроном» з Надьсаллаша, з такими ж срібними сережками з поховання XIV ст. коло апсиди храму «Дзівгіси дзуар» в Алагирській ущелині Північної Осетії. Подібність настільки велика, що обидві речі можна прийняти за продукцію однієї майстерні.
Увагу археологів також залучили бронзові ґудзики — бубонці. У Східній Європі вони з'являються в хозарський час (Перещепине); у VIII—IX ст, отримуючи масове поширення, наприклад, у салтівській культурі. Ареал бубонців, що увійшли в моду і, очевидно, змінили дорожчі фібули, був дуже широкий, охоплюючи не тільки Східну Європу і Кавказ, а й всю візантійську периферію. Тому, вказуючи на можливе східноєвропейське походження ґудзиків-бубонців з Надьсаллаша, археологи в той же час наполягати на цьому не можуть.
У могилах 161 і 236 Надьсаллаша Ласло Шельмеці виявив особливо примітні знахідки — два бронзові хрести-енколпіони, які він вважає візантійськими. Щодо хреста з могили 236 цей висновок не викликає особливих сумнівів: форма хреста з чотирикутними розширеними кінцями, іконографія його зображень (сильно стерті і невиразні в деталях) ставлять цей хрест в один ряд із такими творами візантійської металопластики, як бронзові енколпіони XII—XIII ст. з с. Сахнівка Київської області, з Княжій гори (колишній Канівський повіт), як хрест з району гори Бештау поблизу П'ятигорська, Північний Кавказ. Вказують на мідний хрест з фігурою Богородиці Оранти і євангелістами на кінцях з Галичини XI—XII ст., а також хрести з Херсонеса, Болгарії, розкішні візантійські хрести з Кенсінгтонського музею і Християнського музею Ватикану. Останні аналогії відносні, але вони вказують на візантійське походження або вплив, що позначився на хресті з могили 236 Надьсаллаша. Розглядаючи хрест із Бештау, археологи відзначають, що цей тип енколпіонів «зустрічається на всіх територіях, так чи інакше пов'язаних з Візантією» і, що «важко сказати — чи являють собою ці останні твори візантійського мистецтва або зроблені за візантійським зразком на місці, але у всякому випадку візантійське джерело їхнього походження уявляється безсумнівним». Сказане повністю застосовно до першого хреста з могильника Недьсаллаша. Цей хрест може бути датований XII в. і пов'язаний з впливом візантійського християнського мистецтва.
Другий хрест-енколпіон із зображенням Розп'яття в центрі і фігурами євангелістів в медальйонах на кінцях найімовірніше має давньоруське походження і вписується в коло тих хрестів, які були рознесені по всій Східній Європі до Поволжя і Північного Кавказу в результаті татаро-монгольської навали XIII в. Подібні енколпіони датують кінцем XII — першою половиною XIII ст.; хрест такого типу був виявлений в шарі XIII ст. Новгорода. Енколпіон з могили 161 Надьсаллаша іконографічно близький енколпіону з Нового Сарая, Березівки, Маджар і, можна думати, в 40-х роках XIII ст. був занесений в Ясшаґ в процесі його заселення ясами. Могила 161 може бути датована другою половиною XIII ст. і бути разом з могилою 236 однією з найбільш ранніх на могильнику Надьсаллаша. Сказане підтверджується російським хрестом-енколпіоном XIII ст. з с. Царевец в Болгарії, також занесенням під час міграцій періоду татаро-монгольської навали.
Розглянуті хрести становлять цінні історичні джерела. Насамперед вони дозволяють датувати ранній пласт поховань на могильнику Надьсаллаш другою половиною XIII ст., що повністю відповідає його датуванню Ласло Шельмеці, заснованому на знахідці бронзових монет короля Бели III (1173—1196 рр.), Карбованих за візантійським зразком. Дві монети були прикрасами: один входила до складу намиста, інша була пришита до головної хустки. Як вказує Ласло Шельмеці, ці дві ранні могили складають один хронологічний горизонт з могилою 59 в Оргондасентміклоші, що належить до другої половини XIII ст. Оскільки остання належить кунам, Ласло Шельмеці робить важливий висновок про одночасне переселення кунів і ясів в Угорщину. Велике значення енколпіонів з Надьсаллаша полягає також у тому, що вони підтверджують наявність у ранніх угорських ясів східно-православного християнства. Добре відомо, що алани прийняли християнство з рук візантійських місіонерів на початку X ст. й, отже, були православними. До східнохристиянської церкви належали не тільки північнокавказькі, але і кримські алани. Судячи з багатьох фактів, різні групи аланів-ясів Східної Європи сповідували православне християнство, хоча угорський чернець Юліан 1235 року писав про «суміш християн і язичників» у аланів. Висновок про православ'я ясів Надьсаллаша вказує на саме східноєвропейське їхнє походження.
Зі східноєвропейської матеріальною культурою вчені також пов'язують бронзову бляшку від головного убору з фігурою єдинорога. Ріг єдинорога (нарвала) високо цінувався, оскільки вважався чарівним засобом від різних хвороб і оберегом, що оберігає від зурочення. Можливо, що бляшка з єдинорогом з Надьсаллаша відігравала роль такого оберега. Є інший варіант інтерпретації: імператори Візантії для чотирьох великих префектур держави ввели герби — орел для Італії, гриф для Іллірії, єдиноріг для Азії. Можливо, єдиноріг був геральдичною емблемою візантійського походження, що потрапила до ясів на тлі поширення у них візантійського християнства. У золотоординських старожитностях XIV—XV ст. Східної Європи відомо ще одне зображення єдинорога на роговій пряжці з Державного Ермітажу. Цікавий кістяний поясний набір з могили 142. У своїх джерелах він може мати сибірське походження, де кістяні набори поясів у кочівників набули поширення з останніх століть до н. е. Розглядаючи кістяні пряжки Угорщини, археологи притягують кочівницькі матеріали Сибіру, що може вказувати шлях подальших розвідок. Таким чином, археологічні матеріали підтверджують старе спостереження Йожефа Прюклера про збереження в матеріальній культурі Надьсаллаша східних елементів.

### Кавказькі елементи
За визначенням археологів, предмети матеріальної культури, знайдені в Надьсаллашському могильнику, багато в чому аналогічні аланським Північного Кавказу. Такими, наприклад, вважаються бронзові сережки, гачки-нігтечистки, циліндричні голечники, намисто з гірського кришталю, довгі бронзові нагрудні гачки типу сучасних осетинських ріуагнаджита для парадного вбрання, нашийні християнські хрестики тощо, а також масивний аланський (яський) меч, булава, альчики (серед них деякі начинені свинцем, що нерідко практикувалося і в осетинів у недавньому минулому). Сошник для важкого плуга і звичайний залізний серп характеризують ясів як осілих землеробів із самого їхнього оселення в Угорщині, чого не можна сказати про їхніх сусідів — кунів. Усі ці та інші предмети яси принесли зі своєї прабатьківщини. У всякому разі, за словами Ласло Шельмеці, вони відсутні серед археологічних пам'яток інших угорців. Відзначаючи, що серед знахідок є предмети, принесені переселенцями з Кавказу, разом з тим він вказував на те, що в цілому знахідок у поселеннях зустрічається дуже мало, що, мабуть, пояснюється низьким рівнем життя ясів цього періоду.
Гачки-нігтечистки цілком типові для аланського (катакомбного) варіанту салтівської культури, але остання припинила своє існування на початку X ст., тому говорити про її впливи на культуру Надьсаллаша не доводиться. Зате в північнокавказькій аланській культурі гачки-нігтечистки, поряд з іншими туалетними речами, побутують аж до татаро-монгольської навали — наприклад, в Змійському катакомбному могильнику XI—XII ст. і синхронному гірському могильнику Саніба. Після татаро-монгольської навали ці характерні речі жіночого туалету зберігаються протягом XIV ст., про що свідчать знахідки в печерному склепі біля с. Дзівгіс. Археологи не сумніваються в тому, що нігтечистки з Надьсаллаша мають алансько-північнокавказьке походження. Це цінне, в повному розумінні документальне, підтвердження генетичних зв'язків ясів Угорщини з північнокавказькими аланами. Ще один аргумент — бронзові та кістяні голечники з Надьсаллаша. Ласло Шельмеці пише: «Для інвентарю жіночих поховань дуже характерні голечники у вигляді кістяної або бронзової трубочки. Вони були прикріплені або до пояса, або покладені в мішечок разом з іншими дрібними предметами, як, наприклад, наперстки. Голечники в археологічному матеріалі цього періоду в Угорщині раніше не були знайдені». Для Угорщини вони ендемічні. Голечники Надьсаллаша мають близькі аналоги в аланських старожитностях Північного Кавказу. Для прикладу вказують на бронзові голечники з катакомби 34 Змійського могильника і з катакомби VIII—IX ст. в Лаці. На Північному Кавказі невідомі кістяні голечники, і в цьому полягає локальна специфіка Недьсаллаша. Але в цілому і ця група речей може бути своїм походженням зобов'язана Північному Кавказу. Два металевих колесоподібних амулети з розкопок Ласло Шельмеці теж, на думку дослідників, можуть походити звідти. На Північному Кавказі подібні амулети представлені досить широко, їхнє північнокавказьке походження також ймовірне. Бронзова обручка з гострими виступами на зовнішній стороні з публікації Йожефа Комаромі нагадує кавказькі бойові обручки. Нарешті, з Кавказу могло бути занесене намисто з гірського кришталю.

## Звільнення від влади половців
Яси, що мігрували в Угорщину разом з половцями, становили чисельну меншість і якийсь час в джерелах не відділялися від половців-кунів. Перша їхня згадка в письмових джерелах як «…ancille sue empticie nacione Jazonice Elysabeth nominate» — латинський еквівалент етноніма «яси» — належить до 1318 р.. З початку XIV в. кунсько-яські відносини характеризуються поступовим ослабленням влади кунів і дедалі більшою самостійністю ясів. На це, зокрема, вказує грамота короля Карла Роберта, дана в 1323 р. 18 ясам про їхнє звільнення від влади синів якогось Кеверге. На думку Ласло Сабо, Кеверге був куном. Влада куна Кеверге і його синів над ясами була пов'язана з тим, що, згідно з однією із грамот короля Ласло IV, куни повинні були жити не в наметах (юртах), а в будинках, як християни, і наприкінці XIII ст. у грамотах з'являється вираз «християнські куни», але на початку XIV в. цей вираз зникає, а з 1347 р. знову з'являється визначення кунів як «ті, що живуть у наметах», тобто провадять кочовий спосіб життя. Алани-яси, як відомо за східноєвропейськими матеріалами, давно вже були осілими землеробами і, ймовірно, продовжували свої землеробські традиції в родючому Ясшаґу. Можливо, що причина конфлікту 18 ясів із синами Кеверге укладена саме в цій специфіці відносин кочівників і хліборобів, де хлібороб завжди прагне звільнитися від залежності від кочівника.
У грамоті 1323 р. наводяться як імена згаданих 18 ясів, так і імена їхніх батьків, загалом 30 імен, що становлять науковий інтерес. Яські імена в українській транскрипції: Ларсан син Зокана, Івахан син Фурдуха, Яколус син Кешкене, Хареф син Амбултана, Деметрус син Пубула, Стефаніус син Бегзана, Паулус син Мокзуна, Андреас, Хакан, Захарас і Георгіус, Деметрус син Курмана, Гурз, Арпан, Андреас сини Звагана, Задух син Колхена, Георгіус син Мадьяра, Петрус син Хомоза.
Згадані яські імена ще підлягають ретельному філологічному аналізу, який дозволить витягти з них додаткову історичну інформацію. Торкаючись походження імен, Володимир Ламанський писав, що «з них, за винятком Мадьяр, якщо не всі інші 19, то принаймні значна їх більшість, не тюркського, а іранського вигляду й характеру», з чим солідарний Ласло Сабо. Борис Калоєв порівнює такі імена ясів, як Безган, Пубула, Ларса, Закан, Макзун, Гурзо, Арпан, Задухи, Зваган з тими, що зустрічалися у осетинів-єрашті Моздокського району Північної Осетії, вихідців з Дигорської ущелини, на початку XIX ст., — Гуіман, Гога, Гола, Дибан, Балі, Гуджі, Бурс, Гіца, Егон тощо. Причому цим переселенцям давали два імені: своє і церковне — Димитрій, Павло, Андрій, Захар, Георгій, Петро та інші, що зустрічаються серед розглянутих яських імен і характерні для імен східного (православного) християнства. Ламанський справедливо звернув увагу на те, що 10 ясів мають християнські імена Димитрій, Стефан, Павло, Андрій, Захар, Георгій, Петро, причому ці імена типовіші для східних (православних) християн, аніж для західних (католиків). Оскільки половці-куни на початку XIV ст. переважно ще були язичниками, яські християнські імена не могли бути запозичені від кунів і залишається припускати, що християнські імена ясами були принесені зі Східної Європи, де вони і познайомилися з візантійським християнством до навали монголів.
Королівська влада, даючи звільнення групі ясів від влади кунів, переслідувала при цьому і власні цілі. Відомо, як посилилося політичне значення половців-кунів у другій половині XIII ст. Коли куни відтіснили угорських вельмож від королівського двору, перебували найближчими радниками королів і брали участь у вирішенні державних справ, а син Бели IV Стефан одружився з однією з дочок хана Котяна. Піднесення прибульців-кунів викликало гостре невдоволення угорських феодалів, підтримуваних римським папою. У цих умовах королівська влада була змушена лавірувати. Переважання половців у внутрішньополітичному житті Угорщині стало скорочуватися після подій 1290 р., коли група половецьких князів організувала змову, убила короля Ладислава і сама була страчена. Не дивно, що яси виходять на історичну арену Угорщини незабаром після цих драматичних подій, а потім починають отримувати від влади пільги і привілеї. Король задовольнив прохання 18 ясів, дозволив їм самим обирати собі суддю, а також дав ясам право проходити військову службу в королівських військах. Карл Роберт дозволив ясам битися під своїми знаменами.
Історики, аналізуючи ці відомості, бачать у грамоті вагомий документ, що свідчить про феодалізацію ясів. Автономія кунів в Угорщині гарантована грамотою короля Ласло в 1279 р. Верховним суддею кунів названий на ній народ («заступник» короля), який повинен був вирішувати спірні питання, що виникали між кунами і рештою населення країни; внутрішні ж справи вирішувалися їхніми власними ватажками. Всі грамоти, де згадуються куни, повідомляють про сім родів кунів, причому серед них немає відомостей про ясів, тоді як безсумнівно, що останні вже мешкали там і брали участь у військових походах на боці короля. Про хоробрість і мужність ясів грамоти мовчать, говорячи тільки про подвиги кунів. Отже, яси виступали під проводом кунів. Угорцям, котрі не володіли мовою кунів, не було відомо, зі скількох і яких саме етнічних елементів складалися куни, що прийшли зі сходу.
Згадані 18 ясів просили про те, щоб їх перевели в розряд королівських служивих людей. Цілком ймовірно, попередньо вони були підпорядковані у військових походах кунам. Адже куни самі служили угорським феодалам, неодноразово брали участь у їхніх походах. У грамоті 1323 р. йдеться про те, що сини Кеверге тримали ясів у підлеглому становищі. Після того, як король звільнив їх з-під влади синів Кеверге, яси змогли обрати собі суддю, тобто надалі роль судді виконував уже не родоначальник. Деякі історики вважають, що ця грамота не відображає початку загального процесу феодалізації, оскільки немає інших аналогічних документів, а про існування родової організації і про кочовий спосіб життя ясів джерела згадують ще довгий час. Ім'я Кеверге — кунського походження. Назви семи кунських родів відомі. Коли виникають кунські «сьоки» (адміністративна одиниця) всередині округу, їх теж стає сім. Один з таких сьоків знаходився саме в центрі розселення ясів — у Ясберені. У 1339 р. цей центр і сьок стали вже рівними з кунськими сьоками і, таким чином, можна зробити висновок, що яси і раніше мали свій самостійний рід, але він був підпорядкований, на думку істориків, кунам. Те, що на території Ясшаґа мешкали куни, — безсумнівно; про це свідчить топоніміка. Куни підпорядкували собі ясів. Судячи з згаданої грамоти, яси виступали спільно: 18 ясів були представниками околиці Берені. Вони отримали привілеї від короля як певний народ (етнос), який і раніше служив королю, але був підпорядкований іншому народові — кунам. У грамоті підкреслюється їхня етнічна приналежність. Як суспільний прошарок яси в жодному разі не отримали б таких привілеїв. Вони вміло скористалися відповідним історичним моментом — початком процесу зміцнення на престолі влади короля Карла I, який прагнув обмежити певною мірою владу кунів.
В 1301 р. єдиною його опорою проти феодалів були куни. Вони не хотіли, щоб угорський престол зайняв чеський герцог і неодноразово робили військові походи проти чехів. В 1317 р. куни підтримували супротивника короля Карла І Копас. Боршу. Пізніше влада кунів стала зовсім небажаною для короля, і коли він отримав остаточну перемогу над феодалами, то грамотою 1323 р. обмежив владу кунів. Доти, як видно з вищевикладених фактів, у внутрішні справи кунів королі не втручалися. Припускають, що протиставлення кунів і ясів було навмисним кроком з боку короля.
Через десятиліття, приблизно в 1333—1334 рр., з'являється згадка про першого відомого ватажка ясів Шандора. З цього свідоцтва ми дізнаємося, що його слуга Пал Секей поскаржився управителю області Сольнок на куна, на ім'я Іштван, який вкрав у нього речі. Яс Шандор згадується також в грамотах 1335 р. у зв'язку з тим, що він разом зі своїм озброєним слугою входив до королівського оточення у Вишеграді.
Всі ці грамоти, однак, не вказують місця мешкання ясів, які згадуються в них. Вважають, що яські (аланські) поселення знаходилися на північному сході від Буди, на кордоні областей Піліш і Естергом. Джерела вказують на розташування яських поселень і поза Ясшаґом, далеко від нього, в землях Комаром, Ноград і Барш, ближче до королівського двору, Дьйордь Дьйорффі вважає, що територія між Темешем і Нижнім Дунаєм також належала до числа ранніх яських поселень; одним із доказів цього, за його словами, є те, що назва місця Моксонд (1370: Moxond), що знаходиться тут, збігається з однією із яських назв (Mokzun), мешканці якого в 1323 р. мали певні привілеї.
В 1339 р. центр Ясшаґа місто Ясберень і його сьок (адміністративна одиниця) стали рівними з кунськими сьоками. До кінця XIV ст. у ясів з'являється невідомий раніше соціальний термін «капітан» (Sandrini capitanei Jazinorum). За словами дослідників, точне значення цього терміна досі неясне, але ясно, що термін «капітан» не пов'язаний зі структурою угорського суспільства і вживався на позначення вождів родів і племен. Дослідники звертають увагу на одночасну поява терміна «капітан» і у кунів (у грамоті 1347 р.) і роблять висновок про значну соціальну диференціацію кунів і ясів, коли знатні і незнатні протистоять один одному.
У цьому зв'язку варто згадати лист Лайоша Таранто про те, що король Лайош Великий у боях за Неаполь не дбає про куманів і «про інших язичників», яких він привів з собою. Під «іншими язичниками», на думку вчених, потрібно мати на увазі ясів, які в грамотах звичайно згадуються разом з куманами.
Поселення ясів на території сучасного Ясшаґа (у минулому Пілісше) згадуються в 1361 р. у зв'язку з тим, що жителі яського села Арак, поряд із іншими поселеннями ясів, користувалися пасовищами в передгір'ях Матри. До числа так званих ранніх поселень на цій же території джерела відносять поселення Апаті (нині велике село Ясапаті) і нині не існуюче Надь (відоме з археологічних розкопок — Надьсаллаш), засновані в 1391 р. Однак, судячи з надьсаллашських археологічних знахідок, яси облаштувалися в Ясшаґу набагато раніше, ніж вказують джерела, у період не пізніше кінця XIII — початку XIV ст. Серед цих знахідок, крім безлічі предметів матеріальної культури, характерних для ясів, є сліди фундаментальних будівель, що належали тільки осілому хліборобському населенню.
Вважають, що процес формування яського населення в долинах річок Задьва і Тарна завершився в XV ст. Існує й інша точка зору (Дьйордь Дьйорффі), за якою цей процес закінчується не у XV ст., а в середині XIV ст. Питання про час остаточного завершення процесу заселення ясами нинішньої території розглядається і в роботах Ласло Сабо, який закінчення цього процесу пов'язує з роком отримання ясами незалежності (1323 р.). З цього часу, вважає він, склалося компактне поселення ясів в місцевості Пілісше, яка, за його словами, тоді ж стала іменуватися Ясшаґом. Це твердження вченого обґрунтовується джерелами, що вказують на формування тут протягом століть яських поселень: Ясланд, Яношхіда (1283), Ясарок-саллаш (1356), Ясберень (1357), Ясапаті (1391), Ясалсосентдьёрдь (1399), Ясдожа (1433), Ясфенісару (1433), Ясіван (1466). Деякі з них наприкінці XV ст. перетворилися на великі селища — Ясберень, Ясапаті, Ясдожа тощо..
В 1458 р. яси і куни мали свої адміністративні органи (сьоки), що розташовувалися в Ясберені, вважалися самостійними, користувалися особливими привілеями, в той час як їхні сусіди — угорські селяни — відбували панщину, платили численні податі на користь своїх поміщиків. У тому ж році король Матяш, великий реформатор і просвітитель, дав вказівку королівському суду здійснювати керівництво економічними, адміністративними, військовими справами ясів і кунів.
Ясам були надані привілеї, якими вони користувалися до 1848 р., а автономні права області Ясшаґ були скасовані лише в 1876 р.

## Яси під пануванням турків
Наприкінці XIV ст. почалися зіткнення угорців з турками на Балканах, але опір балканських держав рятував Угорщину від турецьких вторгнень. У битві на Косовому полі в 1389 р. турки завдали поразки військам Боснії, Сербії, Болгарії та Волощини(у битві брав участь і угорський загін). Після цього турки вперше вторглися в південну Угорщину. Почалася важка боротьба угорців з турецькими завойовниками, подальша доля Угорської держави залежала від результату цієї боротьби.
Альфельд, частина якого становив Ясшаґ, став ареною турецької агресії. Перший турецький похід в землю ясів відбувся в 1536 р., унаслідок чого область була сплюндрована, а населення, що залишилося, стало концентруватися в Ясберені. Тут і в 12 яських селах в 1550 р. було переписано 752 родин, з них 437 родин мешкало в Ясберені. Після турецької навали 1552 р. на території Ясшаґа в 1572 р., за неповними даними, жило вже 1049 сімей. Це пояснюється тим, що з інших областей рівнини до Ясшаґу прийшла безліч людей. Але, на жаль, податковий перепис (дефтер) 1550 р. є не зовсім точним. Достовірно лише те, що стосується м. Ясберень. Оскільки раніше угорському королеві місто і пов'язані з ним 12 сіл разом платили данину щороку, а дану форму турки зберегли, то не потрібно було точно вказувати число родин у кожному селищі. При проведенні дефтера 1550 р. було зареєстровано низку прізвищ яського або кунського походження, серед яких відзначаються Куча, Баксан, Шабуран, Барла, Гарган, Гога, Дурган, Бакатор, Бало, Бодон, Бодор, Бузган, Карачон, Кашкан, Олан (алан, на думку філологів), Тар, Токан. Фамільні імена Куча, Баксан, Барла, Карачон, Тар мають семантичні та фонетичні аналогії на Північному Кавказі. Фамільні імена з суфіксом «-он», як вважають дослідники, мають алано-яське походження. Ласло Сабо відзначає також прізвища, що явно вказують на яське походження їхніх носіїв (Яз, Яс) і побутували поза Ясшаґом на території північної Угорщини.
Більшість прізвищ жителів Ясшаґу має угорський вигляд, але це не означає, що носії даних прізвищ за походженням не були ясами: поступово вони змінили прізвища. Етнічне походження в XVI ст. ще жваво зберігалося у свідомості ясів. Оскільки в різних селищах зустрічалися абсолютно ідентичні прізвища, і на додачу у великій кількості, необхідно було вдаватися до різних прізвиськ, щоб відрізнити їх один від одного. Дещо пізніше замість колишніх прізвищ стали вживати тільки ці прізвиська, а прізвища поступово зникали. Так могли зникнути й яські прізвища. Ці «прізвиська» часто служили визначниками родів. Усередині родів були великі і малі родини. Аж до XV ст. зустрічаються лише односкладові імена, двоскладові є дуже рідкісними, і носії їх зазвичай виконували певну суспільну функцію. В цей же час феодальні відносини окреслилися і в Ясшаґу. Колишні родові володіння розбилися на сімейні, успадковувані певною родиною. Дещо пізніше у зв'язку з сегментацією родин таких прізвищ стало дуже багато, а їхнє відношення один до одного вже не мало значення. Необхідно було «придумати» нові прізвища, які могли б висловити нові відносини. У цей час могли зникнути яські прізвища, що існували ще в XIV ст. Дуже цікаво, що угорські прізвища, попри їхнє переважання в селищах, не мають стількох варіантів, скільки їх мають прізвища яського типу. Це також свідчить про походження нових угорських прізвищ. До 1550 р. мешканці Ясшаґу ще зберігали свою етнічну єдність, хоча більшість прізвищ стали угорськими. У цей час відбувалися суспільні зміни, й зміни у сфері прізвищ були пов'язані саме з цим. Після 1550 р. турки винищували населення Ясшаґу, але попри це, навіть скептики, такі, як Ференц Фодор, вказували на цілу низку родин, які зберегли яське походження.
За народними переказами, яси дбали про самооборону, не покидали своїх сіл і, подібно до інших угорців, не йшли, рятуючись від турків. Пішовши зі служби з королівських військ, які розпалися, вони охороняли свої селища від турецьких та місцевих грабіжників. Це положення поділяють і угорські дослідники. Тим не менш і ясів не оминула страшна кривава навала турків, руйнування ними історичних і культурних пам'ятників, осквернення церков, перетворення їх на стайні. У Ясшаґу показують кілька таких храмів, в тому числі монастир с. Яношхіда, де, за хронікою, до приходу турків мешкали ченці, котрі поширювали серед ясів католицьку віру. Турки завоювали Ясшаґ в 1552 р. і побудували фортецю в Ясберені. Місто платило данину султанові, але перебувало у кращому становищі, ніж інші поселення Ясшаґу. Різними привілеями населення залучалося назад в Ясберень і він зростає: на лівому березі Задьви виникає католицький район міста Ясварош, на правому — протестантський Мадьярварош. Цей поділ належить до XVI ст. Найкритичніший період в житті Ясшаґу настав після взяття турками Егера в 1596 році, коли Ясшаґ майже спорожнів, а адміністративно був включений в Егерський турецький вілайєт. Біженці з Ясшаґу розселяються серед хайду в Північно-Східній Угорщині і в фортеці Фюлек. В 1608 р. яси присутні на коронації Матяша II Габсбурга під своїм прапором. Отже, хоча яси під час турецького завоювання і зазнали великих втрат, вони не були винищені і збереглися як етнографічна група. Цьому питанню присвячено дослідження Ласло Сабо, який показав, що незгадування Ясшаґа в письмових джерелах 1599—1608 рр. аж ніяк не свідчить про загибель його населення і наступній заміні його іншим населенням (як думали окремі вчені). Як вважає Ласло Сабо, яське населення не загинуло, а прийняло й асимилювало нових поселенців, прищепивши їм свою культуру, «яси зберегли велику роль у формуванні вигляду району та народу, що його населяв, не тільки по крові і антропологічно, а й з точки зору культури».
Доба панування турків, а особливо час після вигнання їх із Угорщини вважаються періодом масового осідання в яських селах нових прибульців ззовні, що значно прискорило процес асиміляції ясів угорцями. Після 1608 р. як надор (намісник короля), так і турецький султан вмовляли населення повернутися на свої колишні місця; поміщики відпускали тих, хто тимчасово пішов з Ясшаґу або Куншаґу. Багато кріпаків знайшли притулок на території Ясшаґу в XVII—XVIII ст. Вони часто змінювали свої прізвища і таким чином ховалися. Серед кріпаків-біженців було багато старих парубків, які не мали власності. Частину їх складали палоці, які пішли з великих сімей, що їх гнобили, й вступили у шлюбні зв'язки з ясами. Вони ставали повноправними мешканцями селищ, і громада боронила своїх нових членів. Ласло Сабо, розглядаючи це питання, вважає, що іммігранти асимілювалися ясами. Прибульці розселялися некомпактно, тому вони не робили помітного культурного впливу на ясів.
Вважають, що турки були відносно лояльні до ясів і особливо кунів, знаходячи спорідненість з ними за мовою. У турецьких документах є маса листів жителів Ясшаґа, особливо Ясберень, адресованих властям і вимагали вжиття заходів проти грабежу і розбою, в яких брали участь не тільки турецькі солдати-розбійники, а й угорці. Тому турецькі і королівські влади повели спільну боротьбу проти цього широко поширеного явища. В 1617 р. паша Егера, куди входив адміністративно і Ясшаґ, видав розпорядження, за яким мешканці яських сіл мали право затримувати і передавати злодіїв-угорців кадію або королівським властям. Як випливає з цього документа, турки дозволяли судити злодіїв і навіть страчувати. В 1640 р., наприклад, вони вперше стратили таких грабіжників-угорців, а в 1651 р. так само вчинили з крадіями-турками.
Сформовану під час окупації обстановку розбою і грабежу в Ясшаґу, як і по всій країні, наочно характеризує лист від 2 липня 1640 р. мешканців Ясберені на ім'я сина Хасана Алі, кадію м. Хатвані. У ньому, зокрема, говориться: «З ворожої країни в наше місто і довколишні села приходять гайдуки і розбійники, крадуть у нас коней, одяг та інші речі. У нас є ціла низка указів про те, що ми маємо право затримувати злодіїв і з дозволу мірліва розіп'яти або стратити їх у тому селі, де ми їх спіймали. Нещодавно ми затримали трьох ворожих солдатів за крадіжку і хочемо їх стратити. Просимо надіслати рішення суду про те, що ми маємо на це право за законом». Зазначена ситуація — поширене явище не тільки в Ясшаґу — була наслідком загального занепаду тут економіки, розрухи, зубожіння населення. Головні галузі господарства (землеробство, скотарство) ясів і кунів були сплюндровані, втрачено багато домашніх промислів і ремесел, пов'язаних із ними. Неозорі простори Альфельда прийшли в запустіння.
Однак незабаром турки, зрозумівши вади своєї політики, стали заохочувати розвиток у кунів їхнього традиційного заняття — скотарства, головним чином розведення великої рогатої худоби, а у ясів — землеробства і виноградарства. Характерно, що з метою економії зерна турки, як свідчить документ від 20 червня 1640 р., заборонили ясам варити навіть їхній традиційний напій — пиво. У період турецького панування яси, як і куни, перебували під подвійним податковим пресом — короля і турецьких окупантів, сплачуючи їм натурою і грошима. Так, в 1558 р. жителі 14 яських сіл поставляли королівському двору 1 200 кварт (1 кварта становить 20-25 кг) пшениці, стільки ж ячменю, дещо менше проса, певну кількість вершкового масла, сиру, 10 голів забійної худоби, а також сплатили 400 форинтів. Зрозуміло, це не було межею. Кількість перерахованих обкладань з волі короля могло змінюватися, але тільки в більшу сторону. І тим не менше вони не йдуть у жодне порівняння з тими поборами, яких вимагали турки. Не обмежуючись податками, вони, крім того, штрафували ясів з усіляких приводів, змушуючи нести різні додаткові повинності. Про це говорять адресовані окружній турецькій владі численні скарги ясів на свавілля і беззаконня місцевих ставлеників — кадіїв і емінів.
Одна з таких скарг: вона складена в червні 1575 р. на ім'я Будайського дефтердара (начальника), яси скаржаться на свавілля свого еміна, що бере податі навіть за право поховати померлого, не рахуючись з можливостями його сім'ї. «Якщо раніше, — пишуть вони, — ми ховали за своєю старою традицією, то тепер повинні брати дозвіл на це від еміна, виплачуючи йому 32 акче. Якщо помирає бідна людина, ми ходимо по домівках села і збираємо гроші, щоб сплатити цю суму». Певну плату брали і за право отримання спадщини. Поряд з цим яси зобов'язані були виконувати безліч повинностей на користь еміна, не передбачених законом турецької влади. «Наш емін, — скаржилися яси турецькому чиновнику, — силою змушує нас працювати на себе — сіяти, жати, молотити, косити сіно, сушити і возити його. Він бере з нас податки з дров і сена. Кроме того, він бере з нас більше грошей, ніж встановлено вищим начальством». Широко, як вказувалося, була поширена система штрафів, введена турками в Ясшаґу. Вони бралися місцевими чиновниками по всяких приводів, часом не передбачених, ніякими законами. У цьому відношенні дуже характерно припис султана Мехмеда IV від 5 листопада 1668 р. кадію Егера, в якому, зокрема, говориться: «Я отримав від мешканців Ясберені заяву: „Якщо хто-небудь на території міста або на своїй земельній ділянці з власної необережності впаде з дерева, коня, осла, воза чи даху, потоне або згорить, помре від блискавки або тому, що на нього впала стіна, тощо… під цим приводом з нас беруть виру (штраф) у розмірі 7000-8000 акче … Перевірте і доповісте. Це порушення моїх раніше виданих указів, які забороняють подібне“. Згідно з іншими документами, еміни стягували мита без доведення вини, з власної волі, постійно підвищували їхні суми, обкладали ними осіб, причетних до участі у бійці, кровної помсти, крадіжці тощо, а також сім'ї померлого і засуджених до страти.
У той же час майже 150-річне панування турків не могло не залишити в пам'яті народній чимало кумедних і комічних випадків, що передавалися з покоління в покоління, вперше записаних і виданих класиком угорської літератури, ясом за походженням Ференцом Морою. Ця книга користується великою популярністю особливо серед молоді. Ці епізоди яскраво характеризують спосіб життя турецьких агресорів, їхні взаємини з місцевим населенням. Зокрема розповідають, що угорські та турецькі священики настільки здружилися між собою, що сидячи в шинку, пили спочатку за Магомета, потім за католицьку церкву.
Таким чином, яси, як і всі інші угорці, пережили найтрагічніший період своєї історії, зберігши в той же час, на відміну, наприклад, від кунів з Кішкуншагу, свою самостійність і місця поселення, чому значною мірою допомогли прояви ними їхнього „яського характеру“- войовничого духу. Проте у період тривалого турецького панування яси втратили рідну мову, мабуть унаслідок великого припливу населення, і „обугорилися“, зберігши в той же час багато своїх етнічних рис побуту і культури. В 1640 р. турецький мандрівник Евлія Челебі заявив, що мадяри, серединні мадяри, трансильванські мадяри і сіге (секеї) походять від персів.

## Післятурецький період

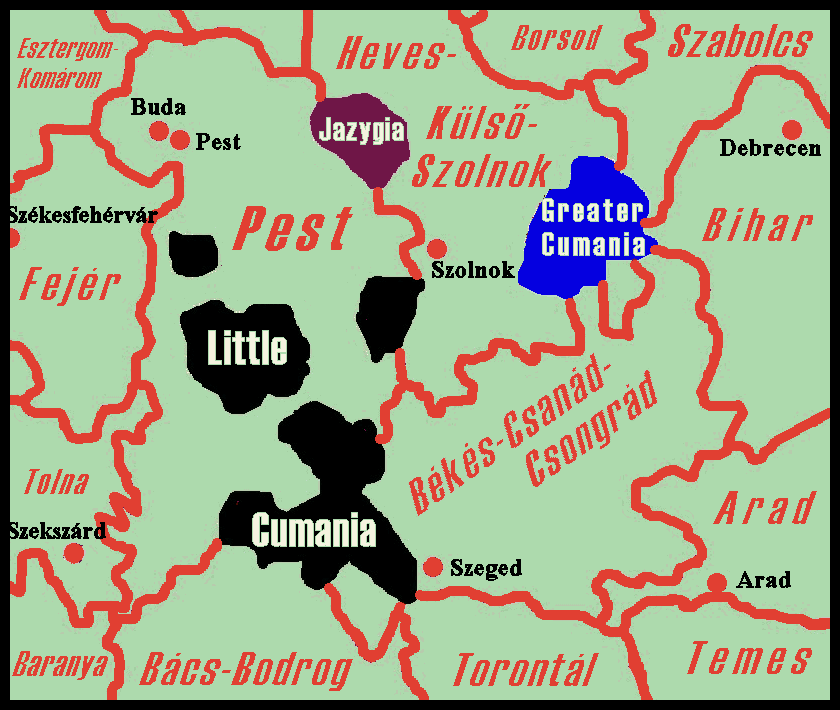
Язиґія-Ясшаґ (світло-фіолетовим кольором) у XVIII ст. у складі Габсбургського Королівства Угорщини.

Турецька агресія, яка відбулася на початку XVI ст., забрала життя мільйонів угорців, не пожаліла вона і ясів і кунів. Особливо сильно була спустошена область Кішкуншаґ, де майже не залишилося жителів. Після вигнання турків сюди в першій половині XVIII ст. поряд з кунами стали переселятися і яси з Ясшаґу. Переселення ясів продовжувалося і в наступний період. У результаті в Кішкуншаґу облаштувалося понад 40 тис. ясів, які населяють нині десять великих сіл (міст) і безліч хуторів. Селища ці відомі під такими назвами: Кішкундорожма (1717 р. заснування), Кішкунмайша (1743), Кішкунфеледьгаза (1743), 1852—1880 рр. заснування: Керекадьхаза, Лайошміже, Ладоньбене, Язкараене, Кочшер, Кара, Яссентласло.
До кінця XVI — початку XVII ст. завершилося феодальне закріпачення угорських селян. Але в Ясшаґу великого землеволодіння не було, яси залишалися особисто вільними, що і відображено в документах („szabad kun“, „szabad jasz“). У цьому чималу роль зіграли їхні привілеї — яси постачали уряду воїнів. У грамотах вони нерідко іменуються „шляхетними ясами“. Але 11 січня 1702 р. ці королівські пільги були втрачені: Ясшаґ і обидва Куншаги (Великий і Малий) були продані імператором Ліпотом Тевтонскому лицарському ордену за 500000 рейнських форинтів. Почалася тривала боротьба ясів і кунів за свободу і повернення привілеїв.
В 1703 р. в Угорщині спалахнула національно-визвольна війна проти австрійського панування під керівництвом Ференца Ракоці. Природно, що волелюбні яси і куни взяли в ній активну участь. Не обмежуючись виплатою великого річного податку, управління Тевтонського ордену хотіло запровадити в Яскуншагу велике поміщицьке господарство і насадити тут насильно феодальні відносини. Яси і куни, що посилалися на минулі свободи і давні привілеї та бажали звільнитися від тяжких повинностей, одними з перших приєдналися до повстання Ракоці. Військові загони ясів і кунів брали участь у боротьбі до її закінчення, а Ясшаґ став найважливішим військово-операційним базисом визвольного руху. Яскуншаг, що посідав розвинене сільське господарство, слугував джерелом постачання армії Ракоці. Своєю чергою Ракоці спеціальним указом повернув ясам і кунам їхні привілеї, але зобов'язав кожного мешканця Яскуншагу, здатного носити зброю, брати участь у повстанні.
У 1711 р. повстання під проводом Ракоці закінчилося поразкою. Ясшаґ був зайнятий іноземними військами, були відновлені органи управління Тевтонського ордену, почалося відновлення поміщицького землеволодіння. На цьому тлі спостерігається деяке зростання селянських господарств і посилення селянського стану. Але яси і куни зібрали необхідну суму і, узявши на себе зобов'язання виставляти 1000 кавалеристів в королівські війська, 1745 року внесли цей викуп імператриці Марії-Терезії, повернувши колишні свободу і привілеї. Виплата Марії-Терезії величезним тягарем лягла на економіку Ясшаґу і загальмувала його розвиток. Розповідають, що від такої непосильної плати господарство ясів довго не могло оговтатися. Цій події присвячений пам'ятник в міському саду Ясберені, на якому напис свідчить, що яси відкупилися від німецького магната. Попри те, що всі яси були визнані юридично рівноправними, фактична різниця між багатою соціальної верхівкою — „капітанами“ і рядовою масою стала ще помітнішою.
Припинення внутрішніх війн на початку XVIII ст. створило передумови для відновлення господарства, почалася обробка пустуючих земель і економічне освоєння земель Угорщини. У зв'язку з посиленням феодальної експлуатації в північних і західних комітатах почався масовий відхід селян у південні райони, що вимагали робочої сили. На тлі цих соціально-економічних процесів починається відтік яського населення у південніші райони країни. Чимало яських родин розселяється в районах міст Кечкемет, Кішкунфеледьгаза, Кунсентмартон та інших. Прикладом такого досить далекого переселення і освіти хуторів-таньа може бути село Лайошміже недалеко від Кечкемета, у XVIII—XIX ст. колишнє володіння міста Ясберень. Степ в околицях Лайошміже використовували для випасання худоби. У 1745 р. два яські селища — Ясфенісару і Ясалшосентдьйордь — викупили у поміщика Фельдварі степ Кара на правому березі Тиси, а жителі с. Ясалшосентдьйордь крім того володіли віддаленій степом Кішсаллаша між Кішкунфеледьгаза і Чонград. Під час весняного вигону худоби стада, що просувалися в Кішсаллаш, мали зупинку і відпочинок у степу Кара.
За новим переписом (1784—1787 рр.), чисельність жителів майже у всіх яських селах різко збільшилася, що пояснюється не тільки природним приростом, але і припливом вихідців з інших регіонів, осіданням після вигнання турків, чималим числом залишилися турецьких ремісників — мідників, чув'ячників, кравців, що увійшли до цехових об'єднань Ясшаґу. Характерно, що, за тим самим переписом, ремісники, помилково іменовані тут містянами, в цілому становили велику кількість серед населення великих яських поселень: у Ясберені — 1110 осіб, у Ясароксаллаші — 507, Ясапаті — 402, Ясдожі — 143 і т. д..
Кавалерійський полк з яських воїнів (2500 чоловік) бився під прапором Кошута в революції 1848—1849 рр. Деякий час штаб Кошута розташовувався в головному місті ясів. В один із передреволюційних років гостював тут і національний герой Угорщини, поет Шандор Петефі, який присвятив місту Ясберень і його мешканцям один зі своїх чудових віршів. Після скасування яскунських привілеїв у 1848—1849 рр. почався процес поділу земель Куншагу, що супроводжувався переселенням мешканців Ясшаґу на новопридбані землі з використанням їх під землеробство.
Дуже великою подією для всіх угорців стало будівництво охоплюючої різні регіони країни залізниці, особливо інтенсивне з середини XIX ст. і до початку Першої світової війни. Перша залізниця пройшла по Сольнокській області ще в 1847 р., а головний шлях Сольнок — Дебрецен був відкритий у 1857 р. У 1880—1890 рр. була побудована ціла мережа залізниць місцевого значення. Однак залізнична мережа обійшла стороною більшу частину яських поселень, як і багатьох кунських. Область Ясшаґ із її центром Ясберень залишилася осторонь від цієї магістралі на кілька десятків кілометрів, що не могло не викликати занепаду її колишньої могутності, змінити її самоврядування. Прагнення ясів і кунів здійснити своїми засобами будівництво залізниць на їхніх територіях у необхідних масштабах не мало успіху, на що вказували і деякі угорські вчені: „Звиклі до вільних стосунків виробництва товарів і торгівлі, — писав Геза Чех, — яскуни хоча і підключилися до будівництва залізниць, однак через брак капіталу виявилися нездатними побудувати густу і відповідну їхнім інтересам мережу залізниць. Їхніх грошових капіталів вистачило тільки на те, щоб побудувати короткі залізничні гілки, що підходили до головних залізничних магістралей (Ясапаті-Уйсас і Мезотур-Туркеве), або ж підключитися до підприємництва великих поміщиків, які й фінансували це починання. Будівництво місцевої залізниці Мезотур-Туркеве є прикладом крайньої самопожертви з боку населення“. Відкриття в Яскуншагу залізниць дало змогу розвинути його зв'язки з іншими регіонами країни, підняти сільське господарство, торгівлю, кустарні (цехові) промисли, що мали давні традиції, особливо в Ясшаґу.
В 1867 р. Яскунський троїстий союз був скасований. Яси і куни позбулися одного з важливих своїх привілеїв — територіального самоврядування. Тепер Ясшаґ і Надькуншаґ були включені до складу Сольнокської області, а Кишкуншаг — Пештської. Ясберень як адміністративний і торговельний центр Яскуншагу втратив своє колишнє значення і, не маючи матеріальної підтримки, поступово занепав.
Багато ясів, не маючи засобів до існування, тинялися зі своїми візками в пошуках заробітку, працювали землекопами на залізничних будівництвах, прокладали зрошувальні та обвідні канали. Ще на початку ХХ ст. селяни, шукаючи шляхів виходу з-під соціального і економічного гніту, стали об'єднуватися, домагаючись поліпшення свого становища. В 1910 р. в Ясшаґу був створений революційний комітет робітників і селян, який виступав за соціальну справедливість. Він видавав журнал „Ясберень“, у якому друкувалися статті, спрямовані проти Першої світової війни, через що він був закритий у 1915 р. Яси, що опинилися в Росії у складі бригади інтернаціоналістів, активно підтримали большевицьку революцію. У період угорської демократичної революції (1918 р.) Ясшаґ вважався одним із перших регіонів, де були створені робітничо-селянські ради.
Після закінчення Другої світової війни, при соціалістичному режимі в яскуншагському регіоні було побудовано найбільше число залізниць. Тоді ж стало можливим провести залізничну гілку до центру Ясшаґа — Ясберені. Почала розвиватися сучасна промисловість. Був збудований холодильний комбінат ім. Лела, на якому трудився багатотисячний колектив.

## Антропологія
Етнічна відособленість дозволила ясам зберегти не тільки самоназву, а й деякі відмінності фізичного типу, низку етнопсихологічних особливостей. За словами мешканців Ясшаґу, в Угорщині ясів легко впізнають за їхнім зовнішнім виглядом, кажучи: „У нього яське обличчя“. Відомо, що відмітні риси ясів у цьому плані відзначають і угорські антропологи. За дослідженням угорського антрополога, наукового співробітника Кечкеметського окружного музею Дьюли Хенкеї, яси характеризуються близькою схожістю зовнішнього вигляду з північнокавказькими аланами. З 15100 обстежених ним суб'єктів абсолютна більшість належить до туранідського типу, за яким яси характеризуються високим і середнім ростом. Існування у ясів переважно ендогамних шлюбів сприяло збереженню їхнього фізичного типу. В цілому ж яси мають східно-кавказький тип, в той час як куни — середньоазійсько-памірський. У багатьох своїх церквах яси зображують своїх предків-аланів у вигляді піших і кінних воїнів високого зросту, одягнених в бойові обладунки. Відомо, що такими нерідко зображають аланів і осетинські художники. Високий зріст аланів, що відзначається стародавніми авторами, підтверджується і даними угорських археологів. Так, переважна більшість чоловічих скелетів знайдених в яському могильнику Надьсаллаші, неподалік від села Ясдожа, за словами дослідників — археологів Сольнокського музею, відрізняються високим зростом. Виявлені тут же в могильниках багаті жіночі прикраси і зброя воїнів мають багато аналогій із подібними знахідками в аланських катакомбах ст. Змійської в Північній Осетії. Яси зберегли фізичний вигляд своїх предків, будучи нерідко високими на зріст, і багато з них за рисами обличчя мало відрізняються від осетинів.
Етнокультурний зв'язок угорських ясів із алано-осетинським етнічним масивом Північного Кавказу, що пунктирно вловлюється за археологічними даними з могильника Надьсаллаш, знаходить підтвердження у висновках інших наукових дисциплін. Тут слід виділити два принципово важливих факти. Особливе значення для етнічної діагностики мають висновки антропологів Тетяни Гладкової і Тібора Тота, засновані на спеціальному дослідженні дерматогліфіки угорців. Під час дослідження були зібрані відбитки долонь і пальців чоловіків у різних сільських районах Угорщини, в тому числі мешканців Ясшаґа. Зокрема, в останньому вивчена група мешканців с. Ясопати. Висновок антропологів щодо даної групи однозначний: „Група Ясопати в пальцевих візерунках виявляє найбільшу схожість із кавказькими осетинами“.

## Мова
Асиміляція ясів була поступовою. Компактне розселення ясів, значна відокремленість в минулому від навколишнього населення, а також низка таких факторів, як відсутність в Угорщині до першої половини XIX ст. єдиної державної мови (до цього такими тут були латинська і німецька), дозволяли ясам зберігати рідну мову, ймовірно, до XVII ст..
Ні в кого з угорських дослідників історії ясів вже в XIX — на початку XX ст. не викликала сумнівів спільність або близькість мови угорських ясів і північнокавказьких осетинів — нащадків алан. Але остаточне світло на це питання пролила знахідка Антона Фекете Надя, що виявив в 1957 р. архівний документ з яським словником-глосарієм 1422 р. Останній видано німецькою та угорською мовами Дюлою Неметом; російською мовою видання джерела здійснено Васо Абаєвим. Глосарій містить близько 40 слів, записаних людиною, що добре знала яську мову, і тому „його список яських слів становить безперечно надійний пам'ятник мови угорських ясів“. У документі згадується селище Чев, що межувало з селищем Ясфалу, тому Дюла Немет вважає, що глосарій був складений для використання в цьому яському селищі (Ясфалу), відомому в документах з 1325 р. і пізніше сплюндрованому турками.
У двох джерелах середини XVI ст. йдеться про те, що в цей період яси ще зберігали свою мову. Угорський гуманіст, архієпископ Міклош Олах в 1536 р. написав працю „Hungaria“, що містить опис тогочасної Угорщини, її географії, освіти, побуту жителів Угорщини. Для дослідників яської проблеми праця Олаха важлива тому, що під 1536 р. він дає свідчення вживання угорськими ясами їхньої стародавньої мови: „Вся Угорщина в наші дні містить в собі різні нації: угорців, німців, чехів, слов'ян, хорватів, саксонців, секеїв, волохів, раців, куманів, ясинів, рутенів і, нарешті, турків; усі вони вживають мову, що відрізняється одна від одної“. Сілезець Георг Вернер у своїй праці 1543 р. „De adrairandis Hungariae aquis hypomnemation“ пише: „І зараз серед угорців живе народ язигів, називаючи себе скорочено іменем ясів, який зберіг свою стародавню й особливу мову, не схожу на угорську“. Але в 1693 р. Франц Форіш Отрокочі у праці „Origines Hungaricae“ вже повідомляє, що яси говорять угорською.
Нині яси говорять тільки угорською, пам'ять про свою мову не зберегли. Однак яська мова належить до певного північно-східного діалекту угорської мови, що має шість наріч і кілька говірок.

## Ономастика
За даними турецького джерела, яси в XVI ст. ще значилися під своїми прізвищами: Багдаса, Гордіса, Комуча, Босонга, Конуча, Сабола, Бексан, Дорган тощо. Наразі вони мають інші прізвища, які з'явилися у них унаслідок переходу до католицького віросповідання. Найпоширеніші з них: Буді, Балог, Бато, Андре, Яроні, Голей, Кіс, Беремо, Гока та ін..

## Етнопсихологія
В угорській є слово „серен“, що означає „діяльний“, „старанний“, „розторопний“, „перевірений“, яке безумовно відповідає осетинському „сæрæн“ — „енергійний“, „діяльний“, „перевірений“, „умілий“. Цікаво, що угорці це слово застосовують до мешканців Ясшаґу як їхню характерну, нібито, рису. Як і угорцям в цілому, їм притаманні широка гостинність, доброта характеру, невимушеність у поводженні, що споріднює їх з горянами Північного Кавказу. Хоча в угорців, у тому числі ясів, не прийнято проказувати тости, а тим більше підносити почесні келихи, гість у них оточений турботою і увагою, він зобов'язаний пити хоча б нарівні з іншими, його розважають жартами, піснями, грою на музичних інструментах. Говорячи про відмінність між кунами і ясами, угорці стверджують, що перші відрізняються твердим характером, запальністю, часто необдуманими вчинками, не є господарями свого слова; другі, за їхніми словами, позбавлені цих недоліків, в той же час рішучі в досягненні своїх цілей, але можуть і не виконати обіцяне, якщо це розходиться з їхніми інтересами.

## Сільське господарство

### Землеробство
Яси принесли з собою до Угорщини традиції землеробства, скотарства, розвиток домашніх промислів і ремесел. Знахідки в могильнику Надьсаллаш підземних житлових будівель (XIII—XIV ст.) вказують на осілий спосіб життя ясів з самого початку їхньої появи в Угорщині. Це означає, що головним їхнім заняттям було землеробство, властиве всяким осілим жителям. На давні землеробські традиції ясів, занесені ними з прабатьківщини, вказують і дані „Словника“, з яких випливає, що вони були знайомі з назвами основних хлібних злаків ще задовго до прибуття в Угорщину. Важливе значення для розвитку землеробства у ясів мали і сприятливі природні умови Ясшаґа, територія якого на відміну від території Великих кунів (Надькуншага) була врятована від згубних весняних розливів річок. Займаючи обширну Угорську низовину, Надькуншаг щорічно затоплювався весняними паводками річок Тиси і Кереша, чого не можна сказати про Ясшаґ, розташований на узвишші.
Про стародавні землеробські традиції ясів свідчить і той факт, що серед продуктів, які поставлялися ними до королівського двору, переважали хлібні. Ясів відрізняло приватне спадкове землекористування, у разі втрати власника земля переходила близьким родичам за чоловічою лінією, але не за жіночою, бо дружина не мала права на землю. Малоземелля, від якого особливо потерпали багатосімейні, змушувало ясів купувати землю далеко за межами Ясшаґу, зокрема в Кишкуншагу, а також орендувати її, сплачуючи за оренду третину або половину, за угодою, отриманого врожаю.
У ясів і кунів не було поміщиків, в той час як поряд з ними у рівнинній зоні Угорщини аж до Революції 1848 р. існували напівзалежні селяни. У період турецької агресії багато поміщиків, кинувши своїх селян напризволяще, тікали звідти на північ, ховаючись там в замках і фортецях. Після вигнання турків, повернувшись назад, вони вже не змогли змусити своїх селян підкорятися; останні формально стали напівзалежними, вели власне господарство як могли.
Найважливішим моментом господарського життя ясів була наявність у них хутірської системи, що сприяла розвиткові головних галузей господарства — землеробства і скотарства. Розвивалася ця система шляхом купівлі земель за межами Ясшаґа, насамперед у Кішкуншагу. Хутори виникали на куплених ділянках, що використовувалися спочатку для утримання худоби, а потім для обробітку хлібних злаків, розведення городніх культур, садів і виноградників. За даними Ласло Сабо, в самому Ясшаґу хутірська система отримала особливо широке поширення на початку XX ст. Так, якщо в с. Ясопати у 1855 р. було всього 38 хуторів, то в 1940 р. їх уже нараховувалося 600. Завдяки цій системі, що не отримала розвитку у кунів в Надькуншагу, яси тут ще в XVIII ст. провадилили інтенсивне землеробство, розширювали посівні площі, плекали городи, сади й виноградники. Проте до середини XIX ст. провідне місце в господарстві в них зайняло скотарство, в якому переважало вівчарство. Лише з другої половини XIX ст. співвідношення між землеробством і скотарством різко змінилося на користь першого. З переходом пасовищних земель під посів скорочувалося поголів'я худоби. Втім, аналогічний процес в цей же час спостерігався на всій рівнинній зоні Північного Кавказу, України та півдня Росії. Капіталістичний ринок тут дедалі більше вимагав поставки товарного зерна, тоді як у кунів скотарство раніше залишалося провідною галуззю господарства, для розвитку якої була обширна кормова база на території Надькуншагу, малопридатного для землеробства. Ясшаґ і досі залишається великим постачальником сільськогосподарських товарів, зокрема хліба, м'яса, фруктів, овочів і молочних продуктів. Сусідні з Ясшаґом угорці вважають, що яси перевершують їх у землеробстві та ремеслах.
Із втратою ясами рідної мови були втрачені їхні землеробські і скотарські терміни. Відтепер їх замінили загальноугорські, серед яких чимало тюркських і слов'янських нашарувань. Так, пшениця називається у них „буза“, а ячмінь — „арпа“, що відповідає тюркським назвам; жито ж іменується „рош“ тощо. Головна увага в господарстві приділялася хлібу, який здебільшого займав половину посівної площі. Одним з найпоширеніших злаків вважалася пшениця, що давала високий урожай навіть на піщаних землях Кішкуншагу, де для її помелу було безліч вітряних млинів. Навколо Кішкунфеледьгази, наприклад, їх налічувалося понад 100. Основною злаковою культурою був ячмінь, який використовувався здебільшого для пивоваріння. Його сіяли спеціально для приготування пива і на корм коням. Навіть у період повсюдного поширення кукурудзи в Угорщині (XVIII ст.) і витіснення нею інших хлібних злаків ячмінь у ясів переважав. Жито і кукурудза (кукоріка) становили порівняно невеликі посівні площі.
У Надькуншагу структура розподілу культурних рослин була іншою, ніж у Ясшаґу. На межі XIX—XX ст. центральну площу в господарстві займали хліб і кукурудза. Кормові рослини займали понад половину своєї посівної площі і навіть посеред кукурудзи сіяли кабачки. У Ясшаґу кормові рослин різноманітніші. Більшу частину кукурудзи куни продавали, тоді як яси використовували кукурудзу як фураж для своїх тварин. У Ясшаґу кукурудзу вирощували як городню рослина аж до 1950 р. У її посіві велику роль відігравала ручна праця, машинами тут не користувалися; Прийоми збирання кукурудзи в Ясшаґу також різко відрізнялися від надькуншагських прийомів. Навіть сама назва кукурудзи відрізнялася: в Ясшаґу — „кукуріца“, в Надькуншагу — „тенгері“.
Поза орними землями (на берегах річок і в виноградних садах) в Ясшаґу культивували різноманітну зелень. Поширення набули овочеві і баштанні культури, а також фруктові сади і виноградники. Виноградарство нерідко ставало провідною галуззю кооперативних господарств ясів. Так, у с. Яссентандраш в 1989 р. найбільші прибутки кооператив отримав від продукції виноградних і садових плантацій. Маючи власні пункти торгівлі в Будапешті, господарство безпосередньо реалізувало продукцію цих галузей. Особливо сади і виноградники ясів в Кішкуншагу славляться своїми давніми традиціями, розмірами займаних площ і високими смаковими якостями, спричиненими місцевими природними умовами. З технічних культур особливо сильно були поширені в Ясшаіу і за його межами посіви льону. З коноплі робили одяг і предмети домашнього вжитку. Про це свідчать представлені в музеях ручні прядки, інші пристосування для обробки і отримання конопель, зразки лляної тканини, вироби і одяг з неї.
Нарешті, яси сіяли багато кормових трав, головним чином на хутірських і садових ділянках. Значну частину землі в кожному господарстві займали луки і ті ділянки, де вирощували кормові рослини. Сільськогосподарський реманент ясів був вельми схожий на той, який застосовувався в Україні та на Північному Кавказі, особливо це стосується важкого дерев'яного передкового плуга, іменованого угорцями (отже, й ясами) „еке“. У нього запрягали до чотирьох пар волів.
Загублені ясами і багато аланських (осетинських) найменувань сільськогосподарських знарядь. На зміну їм прийшли угорські, серед яких чимало слов'янських: борона (борона), каша (коса), сарпо (серп) тощо. Колекції цих знарядь в музеях Ясшаґу та інших округ Угорщини дають можливість говорити про велику схожвсть їх із південноросійськими та кавказькими. Багато землеробських знарядь (волокуші, серпи, дерев'яні граблі, совки і сита для віяння та ін.) мають разючу подібність до знарядь, відомих у горян Північного Кавказу. Яси ще до приходу в Угорщину користувалися на Північному Кавказі важким плугом типу українського або південноросійського. На це вказують знахідки плужного лемеша й ножа (X—XII ст.) на аланских городищах. Застосування аланами в той час важкого плуга було викликано бурхливим зростанням їхнього землеробства в степах Передкавказзя. Поширення важкого колісного плуга в рівнинній частині Північного Кавказу і в степах Північного Причорномор'я дослідники пов'язують із розселенням аланів та їхніх предків.
Яський важкий плуг складався зі снасті та передка на двох рівних дерев'яних коліщатках із залізними обручами і дерев'яною віссю. У нього запрягали, як правило, тільки волів, причому певну кількість, залежно від ґрунту. У другій половині XIX ст. з появою у ясів легких залізних фабричних плугів стали використовувати для оранки і коней. До плуга запрягали зазвичай дві пари коней. Дуже був поширений спосіб спільної обробки землі, при цьому частіше об'єднувалися споріднені сім'ї. Сіяли вручну, шляхом розкидання зерна з мішка, одягнутого на плече. Боронували саморобними квадратними дерев'яними боронами, забезпеченими дерев'яними зубами, рідше залізними. Збирання хліба проводилося покупними серпами і косами, а з другої половини XIX ст. нерідко й фабричними косарками. Після просушування хліб звозили на тік у хутір або на поле для молотьби, що робилася кіньми, а почасти вручну — вибиванням палицею; ставили дві пари коней одну за одною і ганяли по колу по зерну.
Таким же широко відомим на Сході архаїчним способом віяли зерно, підкидаючи його лопатою по вітрі. Тут ґрунт не дозволяв облаштовувати земляні ями для зберігання зерна; їх заміняли майже всюди скрині, які ставилися в закритих приміщеннях. У той же час місцем для зберігання кукурудзяних качанів служили (і служать) горища сараїв і житлових приміщень, що етнографи не раз спостерігали під час поїздок по Ясшаґу і селах Кішкуншагу, де є найбільш сприятливі умови для вирощування цієї культури. Кукурудза — головний кормовий продукт для тварин, особливо свиней. Свинарство — одна з важливих галузей господарства ясів. Були розвинені також овочівництво і баштанництво, садівництво і виноградарство, знайомі ясам із часів пізнього середньовіччя. Ясшаґ і тепер відрізняється постачанням великої кількості продукції цих галузей на ринок. Деякі яські селища спеціалізуються на виробництві капусти (копусто), червоного перцю (паприка), винограду тощо.
За спостереженнями етнологів, розведення ясами цих та інших культур практикується майже на всій території їхнього мешкання. З овочевих рослин особливо славиться червоний перець, широко шанований повсюдно в Угорщині. Його виробництвом, наприклад, займається вся Сегетська округа, поставляючи у великій кількості на внутрішній і зовнішній ринок. Вважають, що червоний перець з'явився в Угорщині пізніше за чорний, знайомий і ясам і занесений сюди турками. Неважко помітити в яських селах і на хуторах також велику кількість фруктових садів, що дають яблука, груші, черешню тощо. Виноградарством і виноробством славляться поселення ясів Кішкуншагу, що мали давні традиції у цій справі. Природні умови тут дозволяли майже всім господарствам облаштовувати виноградники переважно для виробництва чорного сорту вина. Яські поселення розташовувалися на піщаних ґрунтах, названих дослідниками „рухомими землями“. Яси, купуючи їх у кунів в першій половині XVIII-XIX ст., розводили на них (щоб вони „не втекли“) виноградники і сади, обробляли кукурудзу і пшеницю. Завдяки цьому нині[коли?] Кішкуншаг вважається одним з найрозвиненіших виноробних районів Угорщини. У 1984 р. 170 тис. гектарів тут були зайняті під виноградники, що належали переважно кооперативам.

### Скотарство
Скотарство — друге головна заняття ясів, що забезпечувало їх продуктами, сировиною і тягловою силою. Яси прийшли в Угорщину споконвічними скотарями і коневодами, якими були на їхній прабатьківщині — Північному Кавказі, і залишилися такими і на новому місці їхнього мешкання. Дані „Словника“, що містять яські назви бика, корови, вівці, коні, показують, що яси, живучи в Ясшаґу у період появи цієї пам'ятки (XV ст.), розводили цих та інших тварин, які становили завжди основу їхньої економіки. Однак недолік пасовищних угідь тут, в порівнянні, наприклад, з Надькуншагом, які мали неозорі простори, дали можливість кунам утримувати необмежену кількість дрібної і великої рогатої худоби і табуни коней, дозволяв навіть найбагатшим ясам мати не більше сотні голів овець, кілька дійних корів і робочої худоби, коней, в тому числі верхового коня — скакуна. Навіть після придбання ясами земель в Кішкуншагу і складання тут хутірської системи ясів великих скотарів серед них не з'явилося.
В цілому ж скотарство залишалося головним заняттям в господарстві ясів до XIX ст. і переходу пасовищних земель під посів зернових культур, викликаного бурхливим розвитком землеробства і потребами поставки товарного хліба на ринок. Утім, аналогічний процес в цей час відбувався і на Сході, в тому числі на Північному Кавказі. У той же час у кунів скотарство залишалося головною галуззю їхнього господарства і в XX ст., що пояснюється наявністю у них великої кормової бази. Отже, яси розводили велику і дрібну рогату худобу, коней, куни, крім того, і віслюків для обслуговування їхніх отар на пасовищах.
У стаді в ясів завжди переважали вівці та кози, як найбільш прибуткові, що давали велику кількість продуктів і сировини для домашніх і кустарних промислів. На розвиток вівчарства у ясів вказують і турецькі фінансові документи, за якими господарі майже у всіх 12 яських селах (1550 р.) виплачували окупантам податки баранами. З поіменно перерахованих тут господарів багато хто мав по 150—200 голів овець. Особливо відзначалися наявністю великої кількості вівчарів селища Ясапаті, Ясдожа, Ясякохолма і Ясберень, котрі мали міцну кормову базу. Однак турецькі окупанти змушували ясів і кунів розводити велику рогату худобу з метою отримання більшої вигоди. Цей вид худоби давав можливість отримати не тільки м'ясо, молоко, сировину, але й тяглову силу. Велика рогата худоба всіх угорців відрізнявся величезним зросом, довгими рогами і білою мастю. Походження її залишається досі загадкою. Деякі угорські вчені появу цієї породи худоби в Угорщині пов'язують з приходом сюди ясів і кунів, що, ймовірно, відповідає дійсності, якщо врахувати, що за доби майкопської культури (IV тис. до н. е.) на Сході, зокрема в Прикубанні, розводили таку худобу, яскраво представлену пам'ятками цієї культури у вигляді золотих і срібних фігурок. У всякому разі, поголів'я в Угорщині, в тому числі і в господарстві ясів, до середини XIX ст. складалося тільки з цієї породи худоби. За етнографічними даними, худобу цю яси привозили зі східних районів Угорщини, з місцевості Хортабадь, розташованої недалеко від м. Дебрецен. У стаді особливо виділялися високорослі воли, котрі володіли величезною силою, що служили для виконання найважчих сільськогосподарських робіт. У другій половині XIX ст. місцева молочна худоба ясів була замінена на продуктивнішу, зокрема швейцарську.
Вівчарство було найбільш прибутковою галуззю скотарства у ясів, від якої цілком залежав добробут їхніх домашніх і кустарних промислів. Розводили породу овець суто білої масті з довгою м'якою шерстю і гвинтовими рогами. Цапів тримали не більше 2-3 голів в отарі як ватажків. Вівці і кози найкращим чином забезпечували потреби господарства м'ясом, молоком і сиром.
Зберегли яси і стародавні традиції конярства своїх іраномовних предків, надзвичайну любов до коня. Кажуть, що за коня яс віддавав найдорожче — дружину, що малоймовірно, але те, що кінь цінувався у ясів вельми високо, — це безперечний факт. У Ясшаґу, регіоні інтенсивного землеробства, завжди існувала потреба в хороших конях. Добрий кінь міг бути проданий там за хорошу ціну, коней гірших збували в селах уздовж Тиси. Важливо і те, що яси, на відміну від кунів Надькуншага, що володіли великими пасовищами знаменитої Угорської низовини, не знали табунного конярства, властивого їм на їхній прабатьківщині і загубленого тут унаслідок малоземелля. У той же час на високому рівні знаходилося у них домашнє конярство, вирощування робочих і верхових коней місцевої породи. Із власників таких коней формувався знаменитий Яскунський гусарський полк, куди закликали на службу ясів і кунів зі своїми кіньми в повному обмундируванні і з амуніцією, подібно до того як це практикувалося у козаків. Нарешті, любов ясів до коня виражалася в тому, що тварина ця була позбавлена від виконання будь-яких важких робіт. За етнографічними даними, майже до початку XX ст. кінь використовувалася ясами суто для верхової їзди. Подібно до північнокавказьких горян, яси до початку XX ст. не впрягали коня в плуг і гужовий транспорт. Як тяглова сила яси використовували переважно волів. Дослідники вважають, що традиція конярства в угорців, що славилися здавна своєю кіннотою, взагалі походить від давніх іранців.
Велику увагу сучасні угорські яси приділяють і розведення свиней — нетрадиційне заняття на їхній прабатьківщині, на що вказує майже повна відсутність знахідок кісток свині в аланських городищах і могильниках. У всякому разі, в яському „Словникові“ немає згадки назви свині (осет. хуы — давньоіранське слово). Звідси можна зробити висновок, що до появи цього пам'ятника (XV ст.) й угорські яси не займалися розведенням там свиней. Мабуть, це стало можливим після вигнання турків і поширення у ясов хутірської системи, що дозволила утримувати свиней в необмеженій кількості. Відтоді свинарство стало основою господарства ясів в селах і хуторах, їхнього добробуту. Майже жодне господарство ясів не обходиться без свиней. Багато з них відгодовують в рік по 50-100 голів для власного споживання і збуту на ринку. З чималим числом таких господарств, наприклад, можна було зустрітися в с. Ясалшосентдьердь, одному з великих яських сіл (1400 дворів), де сильно була розвинена спеціалізація і по іншим видам тварин. Яси розводили дві породи свиней: місцеву, угорську, і англійську. Угорська — невелика, тупоноса, давала багато сала, яке коптили над вогнищем для тривалого зберігання. З давніх часів утримувана англійська порода служила для отримання м'яса, з якого робили різні ковбаси.
Система утримання худоби у ясів знала два способи — пасовищний і стійловий; з них наприкінці XIX ст. найбільшого поширення набув стійловий, що пояснюється скороченням пасовищних полів, їхнім переходом на посів сільськогосподарських культур. Аналогічний процес спостерігався й у кунів, хоча меншою мірою. У всякому разі, в Надькуншагу, маючи у своєму розпорядженні великими пасовищами і полями, куни і в XIX ст. використовували три способи утримання худоби — табунний, напівтабунний і стійловий. Багато подібності у ясів і кунів із народами Північного Кавказу виявляється в пастухівстві і в даних, які стосуються умов наймання, праці і побуту пастухів. Про це можна судити не тільки за польовими записами, але й особливо за численними музейними експонатами, представленими у великій кількості, перш за все, в кунських музеях. На фотостендах показані різні види тварин під наглядом спеціальних пастухів (табунники, пастухи великої рогатої худоби, вівчарі, свинопаси), що були у ясів і кунів. Тут же зберігається спорядження пастуха: сумка з телячої шкури, палиця з гачком, нерідко вкрита майстерним різьбленням, що слугувала не тільки для лову овець, а й як зброя.
З одягу пастуха найбільшу цікавість становить смушкова шуба без рукавів типу кавказької бурки, вкрита аплікацією. Вона оберігала його від дощу, холоду, служила постіллю. У пастухи йшли люди з бідних верств ясів, у кунських селах це заняття було спадкове — професійне. Пастухи ці наймалися переважно великими скотарями в степах Альфельда, де вони цілий рік перебували з отарами, виконуючи всі роботи, пов'язані з худобою — пасіння, охорону стада, доїння тощо. За великими стадами стежили кілька пастухів на чолі зі старшим. В обов'язок сільських пастухів входило тільки сезонне випасання. Оплату пастухам давали (за домовленістю) худобою, зерном або грошима. За пастухами спостерігала особлива виборна рада громади або села. Стійлове утримання худоби вимагало заготівлі значної кількості кормів (головним чином сіна) на зиму. При ньому весь худобу утримували на околицях сіл, де для них будували приміщення, загони, сховища для кормів. Судячи з музейних експонатів, знаряддя для заготівлі сіна не відрізнялися від північнокавказьких — звичайна фабрична коса, своєрідні дерев'яні вила та граблі.
З приходом ясів і кунів в Угорщину пов'язана і поява тут особливої східної породи собаки — командор (мабуть, походить від кумана, куна), типу кавказького вовкодава (а за словами деяких угорських авторів, південноросійської вівчарки), великого зросту, кістки якої нерідко археологи знаходять у кунських поселеннях (XIV—XV ст.). Командор і пізніше мав поширення, особливо у кунів для охорони їхніх табунів в степах Хортобадь. У багатьох кунських музеях зберігається залізний нашийник із довгими й гострими голками для цієї собаки, що давав їй можливість перемоги при сутичці з вовками. Інша, повсюдно поширена порода собаки в Угорщині — пулі, невеликого зросту, що слугувала для випасу й охорони всіх видів тварин. І табунники, і пастухи великої рогатої худоби, і вівчарі, і свинопаси не могли обійтися без цієї собаки, їхнього надійного і вірного помічника, яка, за словами ясів, не знала собі ціни. „Пастух без собаки нічого не вартий“, — говорили куни. Інакше кажучи, вважався він неповноцінним. Тільки за участю собаки-кулі пастух міг пасти тварин і забезпечити їх збереження. Перебуваючи постійно в стаді, собака ця заспокійливо діяла на тварин, вони звикали до неї, підкорялися її волі. Ясський пастухи стверджували, що „без участі собаки-кулі неможливо заспокоїти оскаженілого бика або врятуватися від нападу розлючених свиней“. Значення цієї собаки в тваринницькому господарстві угорців, в тому числі ясів, неоціненне. Звідси — необхідність вирощування і навчання собаки безпосередньо в стаді (пасти і охороняти тварин).
Серед музейних експонатів ясів і кунів зустрічається безліч мідних і литих з заліза дзвоників (від маленьких до дуже великих), які надягали на тварин. Господар за звуком дзвоників пізнавав своїх тварин. До дзвіночків найчастіше вдавалися жителі лісових місць, забезпечуючи ними велику і дрібну рогату худобу, коней. Не обходився без них і цап-вожак. Традиція навішувати на тварин дзвіночки — дуже давня, мабуть, знайома ясам ще на їхній прабатьківщині.
У музеях експонується і безліч залізних гачків, що нагадують тамги, якими мітили тварин. Кожен гачок складається з двох початкових літер, що позначають ім'я і прізвище господаря. У коней і великої рогатої худоби тавро ставили розпеченим залізом. Форма тавра в родині часто передавалася у спадщину. Тамги типу північнокавказьких, мабуть, давно зникли з побуту ясів і кунів, як і інших угорців. У всякому разі, їх не виявлено в жодному музеї Угорщини. Винахід тамги вважають заслугою причорноморських сарматів, від яких вони були сприйняті й північнокавказькими аланами.

### Птахівництво
Традиційним заняттям ясів було і птахівництво, на що також вказують дані „Словника“, що містять назви курки, гуски і качки, що розводилися ними на їх прабатьківщині. Лінгвісти вважають, що осетинська назва карк (курка) — давнє іранське слово, а хъаз (гусак) і асса (качка) — тюркські, перейняті ясами у своїх давніх сусідів половців (куманів) ще до приходу в Угорщину. У всякому разі, в період появи „Словника“ (XV ст.) яси вже розводили усі зазначені види птиці, зберігши цю традицію до наших днів. Відгодовування курей, гусей і качок у великій кількості для власного споживання та збуту — поширене явище в яських селах і на хуторах. Зокрема, з поставленої Угорщиною великої кількості курей до Росії значна частка падає на Ясшаґ.

### Бджільництво
Значного розвитку у ясів отримало бджільництво. Угорська (в тому числі яська) назва мез (мед), як і осетинське мыд (мед), походить із давньоіранської. У той же час яси втратили такі давні вірування бджільництва аланів-осетинів, як пошанування божества Анігол (Анæгол), що зберігалося ще в недавньому минулому бджолярами осетинами-дигорцями, а також приготування з меду знаменитого напою ронга — напій героїв нартівського епосу. Серед яських вуликів найархаїчнішими були колодні, що широко застосовувалися і північнокавказькими аланами. На думку етнографів, за посередництва аланів вони набули поширення в Грузії, ще недавно колодні вулики побутували в низці місць Південної Осетії. Найдавніший вулик у вигляді колоди в Угорщині, що датується 1770 р., зберігається в музеї м. Ясберень. Наукова співробітниця музею Едіт Батхен присвятила йому спеціальну статтю. Мед і віск мали велике значення в господарстві ясів. Мед вживали в їжу, багато його йшло на виготовлення прохолодних напоїв, пива, а також для лікування різних хвороб.

### Рибальство
Предметом спеціального вивчення у ясів, як і у всіх угорців, може стати рибальство, яке зберегло у ясів, як і в інших угорців, багато стародавніх рис, занесених ними із прабатьківщини. Це різні способи лову риби і предмети, що застосовувалися при лові (мережі, плетені з очерету сапетки, залізні гачки тощо), широко представлені в музеях. Сюди ж належить розведення риби в природних водоймах, яке практикувалося по всій низовині.
Міклош Сіладі, кажучи про роль рибальства в економіці жителів яського села Кунсентмартона, що знаходиться в районі річок Кереш і Тиса, вказує на важливість тут цього промислу, збуту з давніх часів великої кількості риби на ринку рибалками, що практикували дві форми рибальства — індивідуальну й артільну. У той же час в яському „Словникові“ не згадується назва риби; це пояснюється, ймовірно, тим, що рибальство у ясів у цілому все ж було побічним заняттям, хоча й мало глибокі традиції, що походили з давньоіранського світу. За одним визначенням, осетинська (аланська) назва кæсаг 'риба' походить із сарматської доби, за іншим — походить від угорського кесзег 'лящ'. Давньоіранським у осетин є і назва кæф — великої риби, типу осетра. Чи збереглися ці назви риб у ясів — невідомо. У той же час вони присутні в побуті і фольклорі осетинів. Безсумнівно, що іраномовні предки осетинів, котрі жили поблизу морів і великих річок, могли знати й інші види риб, що залишається поки не вивченим. Ясно одне, що рибальство було важливим заняттям у скіфо-сарматів і аланів, що знайшло яскраве відображення в стародавніх пластах осетинського нартівського епосу. Як показав Васо Абаєв, в епосі під ім'ям „Кæфтисæр-хуæндон-алдар“ (глава риб — володар протоки) ховається образ боспорського царя, який володів величезним рибним багатством Керченської протоки.
Вчені вважають, що яський матеріал міг би відтворити картину рибальства у давніх іранців, вказавши ті особливості, які були загублені осетинами в горах. Не обходилися яські рибалки і без свого покровителя, яким був християнський святий Іоанн Непомук, багато в чому схожий за своїми діями з осетинським Донбетиром (або Донбеттыртæ — владикою водного царства). Статуї цього святого зустрічаються всюди, і особливо по берегах р. Задьви, вельми норовливої під час весняного повноводдя. Іоанн Непомук, за повір'ями, дарує рибалкам багатий улов, оберігає людей від водної стихії. Риба в угорців, в тому числі ясів, завжди служила одним з важливих харчових продуктів. За даними джерел, в XVII—XVIII ст. з неї готували понад 200 страв. Це ще раз свідчить, що рибальство мало у всіх угорців глибокі традиції, що походять також із давньоіранського світу. Можна вважати, що предки угорців багато чому навчилися і в цій справі у своїх сусідів скіфо-сарматів і аланів у період мешкання їх у Причорномор'ї й Приазов'ї.

### Полювання
Полювання було підсобним заняттям ясів ще на їхній прабатьківщині, що вирізнялася багатством тваринного світу. На це вказують археологічні знахідки тут кісток диких тварин — оленя, свині, козулі, сайгака і ін. Знаряддями полювання північнокавказьких племен служили лук і стріли з наконечниками із кістки, бронзи і заліза. На розвиток цього промислу в давнину вказують і скульптурні зображення мисливських собак на предметах матеріальної культури, знайдених при розкопках, а також наявність у осетинів, як і у деяких їхніх сусідів, свого покровителя полювання — Афсаті і мисливської мови, загублених угорськими ясами.
Не менш традиційним заняттям було полювання і у предків угорців, які вийшли з середовища мисливців і збирачів Передуралля. Кочуючи довгий час в українських степах по сусідству з аланами та тюркськими племенами, вони навчилися у останніх соколиного полювання з метою знищення „шкідливих“ звірів. Від тюркського походить осетинське егар і угорське агар — назва мисливської собаки — один з численних фактів алано-угорських середньовічних контактів. Безсумнівно, що результатом таких контактів є і особливо шанобливе ставлення угорців і осетинів до оленя. За легендою, угорці прийшли на Середній Дунай, слідуючи за оленем. У Будапештському сільськогосподарському музеї є великий „Оленячий зал“, де представлені безліч різних оленячих рогів і сцени полювання на цю тварину. Якщо звернутися до осетинського матеріалу, то образ оленя яскраво відображений у фольклорі осетинів, в тому числі в нартівському епосі. За звичаєм, роги убитого оленя неодмінно залишали в одному з шанованих осетинських святилищ. Багато вчених в усьому цьому вбачають те, що характеризує оленя як тотемну тварину для осетинів і угорців. Вони вважають, що олень дійсно вважався такою твариною у стародавніх іранців, що справили великий вплив і на багато сторін життя угорців.
За пізньосередньовічного періоду полювання стало всюди в Угорщині надбанням суто заможних, велося професійними групами, що підпорядковувалися безпосередньо королеві, вельможам і духовним особам. Тоді ж з'явилася вогнепальна зброя, яка прийшло на зміну складному лукові монгольського типу і звичайним стрілам. Із джерел відомо, що на Альфельді пастухи на коні вели полювання з арканами на вовків і інших хижих звірів. З цією ж метою робилися пастки, ставилися залізні капкани і т. д. Згідно з даними яських старців, яси здебільшого полювали на фазанів і зайців.

### Транспортні засоби
Великою різноманітністю відрізнялися і транспортні засоби ясів. У джерелах зазначається, що в XVI—XVII ст. в Угорщині існувало 20-25 різновидів повозів. У меншій кількості вони використовувалися і в наступні епохи, про що, наприклад, свідчать численні зразки повозів у місцевих музеях. Характерно, що угорська назва повозів секер — іранського походження, мабуть запозичене угорцями до приходу на Дунай. У деяких сільських музеях ясів є також двоколісна гарба, що належить, за словами знавців, до числа найдавніших типів яського транспорту. Вона дуже нагадує за виглядом і конструкцією осетинську гарбу. Гарба ця, що йде до осетинів від аланів, сприйнята зі своєю назвою (уæрдон) і іншими кавказькими народами — абхазами, абазинами, сванами, чеченцями, інгушами, лезгинами тощо, вирізняючись своїми достоїнствами, не могла бути втрачена й угорськими ясами, становлячи один із головних різновидів їхнього транспорту.

## Ремесла та промисли

### Обробка шкіри
Вельми сильне розвиток у ясів, на відміну від кунів та інших угорців, мали домашні кустарні промисли. У музеях Ясшаґа представлені цехові організації різних професій — хутровиків, шевців, кравців тощо, зразки їхніх виробів, серед яких особливо виділяються знамениті яські шуби. Серед яських промислів і ремесел чинення шкіри не знаходила собі рівних за високим рівнем розвитку і ступенем поширення. Цією професією особливо славилися майстри Ясбереня, Ясапаті, Ясдожі, Ясароксаллаша. Яси досі вважаються чудовими хутровиками, а Ясшаґ — центром поширення цієї спеціальності, куди в минулому приїздили з інших регіонів Угорщини для навчання вичиненню шкіри, виготовленню з неї різних хутряних виробів, перш за все яських шуб. Вичинення шкіри завжди залишалося важкою працею, вимагало багато сил і часу. Характерно, що це яскраво відобразив у романі „Скарби маленького кожушка“ класик угорської літератури син хутровика-яса Ференц Мора. Яська шуба відрізнялася особливим „яським кроєм“, який практикувався всюди. Довга і широка з помилковими рукавами, нагадуючи кавказьку бурку, вона суцільно вкривалася різнобарвною аплікацією. Такі шуби можна зустріти всюди в музеях Угорщини. Славилися і народні яські кожушки і овчинні кожухи для поїздки на далеку відстань. На високому рівні стояло у ясів і виробництво взуття зі шкіри та сап'яну, як випливає з численних археологічних знахідок, добре знайоме їм на їхній прабатьківщині. Найбільші цехові організації були у шевців — майстрів високого класу. Їхні вироби широко представлені в музеях, де особливо виділяються витончені чоловічі та жіночі чоботи найрізноманітніших фасонів.
У другій половині XIX ст. виробництво шуб, чобіт та інших шкіряних виробів стало поширеним явищем і в багатьох інших яських селах, що пояснюється зростанням їхнього товарного значення і постачанням великими партіями на зовнішній ринок. Це стало можливим тоді ж, коли побудована залізнична магістраль перетнула Ясшаґ, пов'язуючи його з іншими регіонами Угорщини. Угорський вчений Ласло Шооша, аналізуючи домашні промисли і ремесла Ясшаґу, виокремлює серед них промисли з виготовлення шкіряних виробів і обробки дерева, які, за його оцінкою, досягли високого розвитку. За даними автора, в 1874 р. тут налічувалося 1250 майстрів, які виробляли шуби, чоботи та інші шкіряні вироби. По країні в середньому на 10 тис. осіб припадало 35 майстрів з вироблення шкіри, а в Ясшаґу — 58. Абсолютна більшість становили шубники та шевці, продукція яких користувалася великим попитом. Характерно, що в Ясшаґу налічувалося 400 майстерень тільки для виробництва прекрасних яських шуб, орнаментованих різнобарвною аплікацією.

### Обробка дерева
Другою розвинутою галуззю ремесла ясів вважалася деревообробна, що відрізнялася також широким поширенням. Обробкою дерева в Ясшаґу було зайняте більше число людей, ніж в інших землях Угорщини. Так, 1874 р. по країні в середньому на 10 тис. осіб припадало 16 майстрів, в Ясшаґу — 22. Всього в Ясшаґу значилося 480 осіб, з яких 45 % становили столяри, 43 % — різьбярі по дереву, а 12 % — бондарі. Найяскравіше уявлення про деревообробні промисли ясів дають численні експозиції музеїв Ясшаґу (Ясбереньського краєзнавчого, сільських та шкільних, а також музеїв інших яських сіл поза Ясшаґом), що містять предмети побуту і ремесла. Це перш за все довгі дерев'яні олійниці — довгі посудини типу північнокавказьких, різні дерев'яні преси для віджиму сироватки при приготуванні сиру, горизонтальні ткацькі верстати, м'ялиці й інші предмети для обробки шкіри, кістки, дерева, металу тощо, які мають дуже багато спільного з тими, які застосовувалися осетинами і деякими іншими народами Північного Кавказу. Майстри з обробки дерева поряд із іншими предметами виготовляли усі різновиди гужового транспорту, серед них і гарби осетинського типу, предмети домашнього вжитку, в тому числі й маленький круглий столик на трьох низьких ніжках, типу осетинського финга, що існував тільки у них і кунів, пивні келихи тощо.

### Ковальська справа
Ковальська справа, як і столярна, стояла у ясів на високому рівні і передавалася у спадок від батька до сина. У яських селах мешкали цілі династії таких майстрів. Зокрема, в с. Ясалшосентдьйордь у 1980-х рр. династію ковалів становила велика сім'я Лайоша Керкеша, де ковалями працювали кілька його синів і онуків. Таких прикладів чимало у ясів і з інших видів ремесла. Наявність в осетинській міфології бога-коваля Курдалагона побічно вказує на розвиток у предків осетинів ковальської справи. За визначенням Васо Абаєва, назви всіх майже видів холодної зброї сягають давньо-іранської доби — лук, стріла, спис, меч, сокира, палиця, щит, кольчуга.
Традиція обробки металу давніх іранців багато в чому збереглася і в угорських ясів. Несучи службу в королівському війську за середньовіччя, вони самі виготовляли стріли, в той час як куни їх купували у місцевих виробників. Яські шаблі та булави, що зберігаються в деяких музеях Угорщини, можна також вважати виробництвом місцевих майстрів-ясів. Що стосується осетинського бога-коваля Курдалагона, то він відсутній в яській міфології, що, звичайно, не означає низького рівня розвитку у ясів ковальської справи. Навпаки, слово „ковач“ (коваль), як і „сабо“ (кравець), набуло у ясів поширення як прізвище — явний доказ популярності цієї професії серед них. На відміну від ковалів сусіднього Атаня, ковалі яських міст Ясберень і Ясапаті виробляли продукцію зі своєї власної сировини, без замовлень, і потім продавали її на ярмарках. У співпраці з колісними майстрами вони робили нові вози і виготовляли борони, культиватори та іншу сільськогосподарську техніку. Часто невеликі сільськогосподарські знаряддя ковальського виробництва з'являлися у угорських селян раніше, ніж їх починали виготовляти на фабриках. З початку XX ст. кількість таких кустарних знарядь знизилося. Однак ще в 1950-х рр. селяни досі використовували кілька зроблених вручну знарядь праці.

### Виробництво молочних продуктів
Ясшаґ був і залишається великим центром Угорщини з постачання молока і молочних продуктів (сиру, масла, сиру, сметани) в Будапешт, Сольнок і інші далекі й близькі міста. Ці традиції, як і багато інших, яси принесли в Угорщину зі своєї прабатьківщини, де вони розвивалися і удосконалювалися століттями. Підтвердженням слугують аланські катакомбні знахідки в Змійському поселенні Північної Осетії, що включають в себе шкіряні (кінське спорядження, головні убори, взуття тощо), суконні і повстяні вироби, а також величезну кількість керамічного посуду дрібного і великого розмірів, яка, мабуть, слугувала багато в чому для приготування і зберігання молока і молочних продуктів. Про давність походження розглянутих занять говорять дані мови, що виводять багато їхніх термінів з іранської. Зокрема, за визначенням Васо Абаєва, аланські назви носять загальновідомі осетинські сири — осетинський сир (сыхт) і сулгуні (осет. — сылыж сыхт). Від давньоіранських автор виводить і назву масла (сарв), а також різної вовни, ткацькі терміни, назви частин веретена і ткацького верстата. У той же час із традиційних своїх ремесел яси втратили в Угорщині виробництво кераміки, що доводиться і повною відсутністю її слідів у розкопках в Надьсаллаші. Мабуть, позначався і вплив існуючих тут великих керамічних центрів, перш за все розташованого близько до Ясшаґу виробництва кераміки в с. Мезьотур, яке веде свою популярність з XII—XIII століття|XIII ст. Яси воліли брати готовий посуд тут, аніж займатися його виробництвом.
Міцною базою для високого розвитку деяких домашніх промислів ясів послугувало те, що вони розводили особливу породу овець, які давали порівняно багато молока, довгу м'яку шерсть і добротний смушок. З овечого молока готували чудовий сир, який користувався великим попитом на ринку. Цією справою займалися суто жінки (у кунів чоловіки), використовуючи для вичавлювання сироватки преси, набуті ясами на їхній новій батьківщині. У всякому разі, преси для приготування сиру не були відомі північнокавказьким народам. Коров'яче молоко йшло здебільшого на масло, сметану і сир — поширені продукти в їжі ясів. Масло збивалося в довгому дерев'яному посуді колотівкою, пізніше, крім того, й сепараторами.
Велике розвиток обробка молочних продуктів, як і вовни, шкіри, отримала і в яських селах Кішкуншагу, де провідним заняттям довгий час залишалося скотарство. Експозиції краєзнавчого музею м. Кішкунфеледьгаза яскраво відобразили домашні промисли, пов'язані зі скотарством.

### Повстяне виробництво
Шерсть місцевої породи овець слугувала цінною сировиною для розвитку суконного і повстяного виробництва, добре відомого ясам ще до їхнього приходу до Угорщини. Особливо славився по всій Угорщині високий повстяний капелюх — „куншювск“, знайдений під час розкопок під яським с. Ясакохолма і датований XVIII ст. Однак вважають, що він занесений кунами і ясами зі Сходу. Капелюх цей, що має пір'я дрохви або журавля, увіткнуті зверху, набув значного поширення, особливо серед пастухів. Він користувався великим попитом на ярмарках. Пізніше він, ставши обов'язковим гусарським головним убором, виготовлявся з дорогої фабричної тканини.

### Цехові організації
Поява у ясів цехових об'єднань майстрів кустарних промислів припадає на XVIII ст., в той час як у Німеччині, наприклад, вони існують з XI—XII ст. Таким чином, можна вважати, що традиція ця занесена до ясів іззовні і досить пізно. У всякому разі, немає доказів існування у них на їхній прабатьківщині подібної традиції, хоча, як відомо, вони славилися високою майстерністю з обробки шкіри і шерсті. З великого числа цехових об'єднань Ясшаґу в 1852 р. найчисленнішими були кушнірі та хутровики, що складали разом 173 чоловіка, й шевці — 166 осіб. Майстри цих спеціальностей переважали серед кустарів-ясів, що мешкали поза Ясшаґом — у Кішкуншагу й Надькуншагу, де яське скотарське господарство давало можливість розвитку не тільки зазначених кустарних промислів, а й низки інших, зокрема суконного і повстяного виробництва. Це добре представлено в музеях яських міст. Там зібрано все те, що належить до різних галузей кустарних промислів: знаряддя праці, верстати, інструменти, вироби, прапори і статути цехів. Представлені і портрети видатних майстрів з різних професій, наводиться загальна кількість всіх майстрів, які працювали в місті, тощо.
Зокрема, в місті Кунсентмартон (на р. Кереш) значилося 85 майстрів, які входили в цех за професіями; кожен цех мав свою будівлю, статут, печатку і прапор, з яким виходив на церковні свята і інші народні урочистості. Жоден майстер будь-якої професії міста не міг залишатися поза цеховою організацією, члени якої становили єдиний згуртований колектив, що виявляв турботу про кожного з них у разі потреби. Вдова або сироти покійного майстра могли завжди розраховувати на отримання допомоги з цехового фонду. Багато питань, що стосуються організації і умов праці, навчання підмайстрів, побуту і цехового об'єднання, залишаються поки недослідженими. Ясшаґ, як почасти Надькуншаг і Кішкуншаг, вважалися в Угорщині майже єдиними областями поширення цехових організацій, що зумовлено високим рівнем розвитку багатьох галузей кустарних промислів яської етнічної групи.

## Традиційні поселення

### Міста і села
Археологічні відкриття в Надьсаллаші (XIII—XIV ст.) переконливо доводять, що яси з самого початку свого облаштовування в Угорщині — осілі жителі, що, судячи з величезної кількості поховань, а також із підземних споруд, залишків християнської церкви (XV ст.), для них характерні великі поселення, роздільне підземне житло, давні православні християнські традиції, що сягають аланської доби. Нічого подібного немає у кунів — супутників ясів з переселення, їхніх близьких сусідів на угорській землі. Дослідження археологами кунських поселень свідчать про продовження тут кунами кочового і напівкочове способу життя протягом тривалого часу, використання ними юрт поряд із постійними будівлями як житла ще в XV—XVI ст. Відомо також, що розливи річок в Угорській низовині з їхніми руйнівними діями змушували ясів (і особливо кунів в Надькуншагу) ставити свої поселення на узвишшях.
По всій низинній території Угорщини здавна будувалися великі села, характерні для областей яскунів. У Ясшаґу та за його межами багато яських селищ і нині залишаються такими ж, називаючись часто не селами, а містами, що дійсно відповідає цій назві за чисельністю населення і займаною ними територією. Зокрема, в 1984 р. у с. Ясдожа мешкало 25 тис. чоловік. Майже стільки ж жителів налічувалося в селах Ясапаті, Ястелек, Яскісер і ін. Про розміри таких сіл яскраве уявлення дає с. Ясалшосентдьйордь, що складається з 1400 дворів. Це ж характерно для яських селищ в Надькуншагу і Кушкуншагу, заснованих у XVIII ст. переселенцями з Ясшаґу. Як приклад можна навести Кішкунфеледьгаза, в якому 1984 р. мешкало 38 тис. чоловік.
Ще одна особливість, що вирізняє яські поселення в Ясшаґу за часів турецької окупації, — це те, що вони будувалися у вигляді укріплення, обнесеного ровом з метою захисту від постійних набігів турків у період їхнього майже півторастолітнього панування в Угорщині. Історію становлення деяких яських поселень показують дані хронік. Найбільшу цікавість становлять селища Ясапаті і Ясдожа, як і місто Ясберень, що здавна є центром Ясшаґу.Говорячи про планування яських селищ, потрібно відзначити, що воно характеризувалося чуто етнічними рисами ясів, що сягають корінням аланської доби й не мали аналогій навіть із плануванням селищ кунів. Зводилося ця планування до наступного. Густонаселений центр селища (талі) кільцем оточували просторі господарські двори, де розташовувалися приміщення для худоби, сільськогосподарський реманент, транспорт, хлібні комори, копиці сіна тощо. За господарськими дворами такими ж кільцями розташовувалися спочатку пасовища, а потім рілля. Сліди такого планування простежуються досі ще в деяких старих селищах, наприклад, у Ясдожі. Планування це, назване угорськими вченими „поселенням із двома внутрішніми ділянками“, або „городнім поселенням“, не відоме іншим угорцям. У кунів, для порівняння, господарський двір безпосередньо входить у житловий комплекс. Звідси можна зробити висновок, що угорські яси зберегли форму поселення з їхньої прабатьківщини, яка, судячи з досліджень аланських пам'яток у верхів'ях Кубані, багато в чому характеризувалося вищевказаними рисами. Старі яські селища будувалися також зазвичай із прямим вуличним плануванням і площею в центрі села, на якій височить велика кам'яна церква в готичному стилі, знаходяться ринок, торговельні заклади, сільське правління, школа.

### Хутори
Другим типом поселення ясів був хутір, що існував у них в XVIII ст. як у Ясшаґу, так і на куплених ними земельних ділянках в кунських областях — Надькуншагу й Кішкуншагу. У Надькуншагу, де мешкали половці-куни, були величезні пасовища і навіть на початку ХХ ст. тут займалися екстенсивною формою тваринництва. Тут не було хуторів. А на території Ясшаґу, де таких пасовищ не було, господарювання здійснювалося за хутірською системою. Саме вона, як і стійлове скотарство, переважала в Ясшаґу на межі XIX—XX ст.
Як відзначалося вченими, розвиток хутірської системи ясів був викликаний перебуванням на вищому щаблі їхнього хліборобського і скотарського господарства, а також пов'язаних із ними домашніх і кустарних промислів. Відповідаючи цим завданням, хутори були найпоширенішим типом поселення в ясів. Хутір (таньї), який будувався, як правило, для однієї або двох споріднених родин, носив ім'я свого засновника. На ділянці хутора, часто оперезаній тином, розводили свиней, овець, корів, курей тощо. Все це носило на собі відбиток різкої індивідуальності. Тут зазвичай розташовувалося кілька будівель: житловий будинок із трьома-чотирма приміщеннями, стійло, свинарник, корівник, курник, засіки, льох, майстерня, літня кухня, сарай для кукурудзи, колодязь з журавлем, а також фруктовий сад, виноградник тощо. Стійло (ол, ішталло), де утримувалися роздільно коні і велика рогата худоба, було головною будівлею на хуторі. Ця ж будова служило житлом для неодружених наймитів і парубків — членів родини. Ці стійла іноді були величезними, в них розміщувалося до 30-40 голів худоби. Поруч під навісом знаходилися вози, плуг та інші знаряддя. В окремій будівлі, оточеній огорожею, розміщувалися окремо свині і вівці. У свинарнику в середньому перебувало до 5-7 свиней. В саду ж знаходилися комори і зернові ями. Комори в Ясшаґу з'явилися тільки наприкінці XIX ст. Інших будівель у саду не було. В саду ж стояли копиці сіна і купи соломи, паливо і будматеріали. Поза хуторами жодних пастуших будівель на території Ясшаґу раніше не зустрічалося. Частину худоби, що розташовувалася в стійлах, вранці виганяли на пасовища, а надвечір вона поверталася додому. Пасовища навколо хуторів використовувалися господарями індивідуально. Худоба паслася не вільно, а прив'язувалася до кілочків. Таким чином, тварини перебували на одному місці протягом 1,5-2 годин; за ними постійно спостерігали пастухи, як правило, діти і підлітки з родини господаря або наймити. Свиней вирощували, головним чином, на продаж. Крім того, на кожному хуторі було в середньому чотири-шість корів. Молочні продукти оброблялися жінками і продавалися на далеких базарах. У їжі ясів велике значення мав сир. Крім нього виготовляли твердий сир. Баранів тримали, головним чином, на м'ясо. Розташовувався хутір ближче до проїжджої дороги.
Оселення ясів у Кішкуншагу супроводжувалося в XVIII ст. появою там хутірської системи поселення, яка відіграла важливу роль у розвитку їхніх головних галузей господарства. Яським селянам вона була відома з давніх-давен. Судячи з карти розселення ясів, яка складена й перебуває в краєзнавчому музеї Кішкунфеледьгаза, майже кожна друга родина ясів у Кішкуншагу мала свій хутір. Наприклад, у яському с. Керкедьхаза понад 200 дворів і майже стільки ж на його численних хуторах, розташованих недалеко один від одного.
Процес осідання тут ясів був тривалим, супроводжувався заснуванням вихідцями з Ясшаґу маси хуторів, які через деякий час зливалися в більші селища (міста), що нерідко включали в свій склад і кунів. Ця система поселення і до сих пір зберігає значне поширення у яських жителів Кішкуншагу. Прикметно, що один із тутешніх яських хуторів — Лайошміже — став філією Будапештського сільськогосподарського музею. Він яскраво відображає життя селян-хуторян у ХІХ столітті.
Завдяки цій системі, що не отримала розвитку у кунів в Надькуншагу, яси тут ще в XVIII ст. вели інтенсивне землеробство, розширювали посівні площі, розводили городи, сади і виноградники. На хутір часто виселявся одружений син. Хутірське господарство ще в XX ст. у багатьох місцях велося в рамках великої родини, під одним дахом жило кілька поколінь, керованих старшим чоловіком. Хутірська система організації господарства, властива Ясшаґу, активно розвивалась протягом XIX ст. Хутори-таньа стають виробничими центрами землеробства і тваринництва та поступово відриваються від великих селищ — фалу. У самому Ясшаґу хутірське господарство ще більше поширилося на початку ХХ ст. Так, якщо біля с. Ясапаті — одного з найстаріших — у 1855 р. було лише 38 хуторів, то в 1940 р. їх уже налічувалося до 800, навколо с. Ясіван — 614, середній наділ землі тут становив 4 га. Хутірські ділянки мали до 1,5 га землі. Численні хутора оточували селища — фалу.
Хутірська система в Ясшаґу існувала і успішно функціонувала до 60-х років ХХ століття, але пізніше в зв'язку з організацією великих колективних господарств більша частина хуторів була закинута і в них збереглася лише третина колишнього населення, яке переселялося в міста. Розвиток підсобного господарства відігравав дуже важливу роль в економіці країни навіть у період соціалізму. Саме на основі об'єднання хутірських земель угорські комуністи здебільшого створювали великі кооперативні господарства, а коли з кінця 80-х років XX ст. почався процес їхнього розпаду, хутора Ясшага пережили хвилю відродження. Їхня кількість різко збільшилася.
Ретельне етнографічне дослідження Ласло Сабо показало своєрідність господарства і структури поселень Ясшаґа в порівнянні з сусіднім Надькуншагом — районом розселення кунів. Наприклад, для Ясшаґу характерніша хутірська система розселення і поєднання диференційованішого землеробства зі стійловим тваринництвом, тоді як в Надькуншагу переважало пастухівське тваринництво зі своєю етнографічною специфікою, яскраво відображеною в пастухівському музеї Хортобаді. Процес перетворення ділянок пасовищ на орні поля там так і не завершився. Хутори відігравали там зовсім другорядну роль, виникнувши надзвичайно пізно і, як і в іншого відгалуження половців — палоці, під аланським впливом. Стійла для худоби у них часто будувалися разом із житловим будинком, тобто не окремо. Приміщення для свиней було більшим; також великими були будови для баранів. Влітку вівці перебували за спеціальним парканом в кутку двору (карам). Крім коней, в стійлах в Надькуншагу утримувалися воли. Їх використовували як тяглових тварин. Поруч з ними розташовувалися корови. Молоко, як правило, не продавали. Велика рогата худоба трималася переважно для м'яса, паслася на великих площах. Овець було набагато більше, ніж у Ясшаґу (іноді до 100 голів на хутір). Овече молоко обробляли зазвичай чоловіки. Свині, які давали сало і м'ясо, харчувалися кукурудзою. У скотарстві зайняті були головним чином чоловіки.
Про хутірську систему розселення у аланів ще в Х ст. повідомляв арабський мандрівник і вчений аль-Масуді: „Цар аланів виставляє 30000 вершників. Це цар могутній і він користується більшим упливом, аніж решта царів. Царство його становить безперервну низку поселень настільки суміжних, що якщо кричать півні, то їм відгукуються інші у всьому царстві, завдяки суміжності й, так би мовити, переплетінню хуторів“.

## Традиційне житло

### Будинок
Найбільш давнім і розповсюдженим типом житла у ясів був каркасно-турлучний. Будинок, іменований хаз, як і всі будови садиби, мав у давнину суто земляні і очеретяні стіни, густо обмазані з обох сторін розчином глини, і покривався переважно двосхилим дахом з соломи або очерету. Для будівництва житла широко використовували і саман, а в другій половині XIX ст. багаті, крім того, — цеглу та черепицю. У яських селах досить часто зустрічаються такі старі житлові споруди, вік яких завдяки дбайливому догляду їхніх господарів сягає 100—150 років. У внутрішній плануванні будинку простежуються деякі риси, подібні до планування житла горян Північного Кавказу, зокрема осетинів.
Типовий яський житловий будинок складається з наступних приміщень: 1) так званої чистої кімнати (хаз); 2) великої, типу осетинського хадзара, кімнати-кухні, яка поділяється на чоловічу (праворуч) і жіночу (зліва) половини, й слугує для приготування і прийому їжі, заняття дрібною роботою, а також проведення сімейних урочистостей; 3) кухні (коньхо) — поділяється на дві частини — передню (пішвор) і задню (коносу), де знаходиться опалювальна система (камін, піч), а в далекому минулому — відкрите вогнище з вогнищевим ланцюгом для куховаріння їжі; 4) маленька кімната (кішхаз), що з'явилася наприкінці XIX ст., слугувала коморою (камора) до недавнього минулого; зараз камора будується поруч з окремим виходом, горищем і підвалом для зберігання харчів, а також кукурудзи, пшениці та ін.
У кунів на відміну від ясів у будинку відводилося окреме приміщення для жінок, що пояснюється їхнім сімейним устроєм. У той же час чимало було у них і спільних елементів в плануванні і будівництві житла в цілому, вироблених спільними зусиллями, а також шляхом переймання певної частини їх кунами у ясів, споконвічних осілих жителів. Куни ще в XVI ст. жили в юртах.
У яських будівлях уздовж усього будинку тягнулася веранда, звернена у двір, її дах підтримувався зазвичай 5-7 дерев'яними або кам'яними круглими (у кунів квадратними) стовпами, нерідко прикрашеними, як і карнизи, геометричним орнаментом. На видному місці даху прибивали великий дерев'яний хрест — оберіг (у кунів цього не було) — традиція, що зберігається досі. У деяких будинках ясів є сліди відкритого вогнища, що розташовувалося в кухні, на ньому пекли хліб у попелі, над ним висів мідний казан для приготування їжі. Нині піч, маючи плетену основу, розташовується в кімнаті, але опалюється з кухні. Своєю конусоподібною формою, обмазаною розчином глини, вона дуже нагадує старе вогнище (тохну) осетинів. До будинку нерідко прибудовували окремі кімнати для сімейних пар з виходом на загальну веранду. Такі довгі будинки аналогічні будинкам, які будувалися в XIX ст. у рівнинній зоні Північного Кавказу.
Уже в період раннього середньовіччя каркасно-турлучний тип житла набув поширення у степах Східної Європи і Північного Кавказу. Ібн Хаукаль про побут жителів Хозарського каганату писав, що „оселі їхні були хижі, а споруди їхні плелися з дерева й обмазувалися зверху“. Подібний опис є й у Мукаддасі: „Житла семендерців з дерева, переплетеного очеретом“. Дослідники припускають, що цей тип будівель сформувався під впливом іраномовних мешканців степу.

### Двір і господарські будівлі
Будинки ясів стоять настільки впритул один до одного, що майже не мають дворів. Пояснюється це не стільки їхнім малоземеллям, скільки традиціями, за якими всі господарські будівлі виносилися на околицю села, де вони становили великий двір, обнесений огорожею. Ця форма поселення, за зауваженням угорських вчених, відокремлювала ясів від інших угорців, в тому числі від кунів, у яких всі житлові та господарські будівлі розташовувалися на території садиби.
Для ясів характерною була комплексна забудова житлових і господарських приміщень, а у кунів, крім того, нерідко хлів перебував під одним дахом з житловим будинком, що спостерігається в кунських землях. Так, у Карцагу, одному з великих культурних центрів кунів, є цілі квартали таких забудов — свідчення старого побуту кунів.
У порівняльному плані форма існування ясів найкращим чином відповідала вимогам їхньої господарської діяльності, позбавляла від спільного перебування людей і домашніх тварин на одному подвір'ї. Остання обставина, з точки зору гігієни, вирізняла яське село, давало йому можливість виглядати чисто і охайно. Що стосується двору (керт), назва якого походить від скіфо-сарматської епохи, властивого всім угорцям, то він є найважливішим об'єктом зосередження майна сім'ї. Тут окремо розміщувалися тварини, розташовувалися господарські будівлі, зерносховища, транспорт, сільськогосподарське знаряддя тощо. Тут же плинуло майже все трудове життя сім'ї, чоловіки і жінки якої виконували численні роботи, починаючи від постійного догляду за тваринами і закінчуючи завершенням усіх сільськогосподарських процесів. Існування у ясів такої форми поселення, пояснюється, крім іншого, пережитками общинного ладу. Ясів відрізняли великі сімейні громади, які володіли великими господарствами, які вимагали таких же господарських дворів.

### Сучасне житло
З підвищенням матеріального добробуту селян вигляд яського села докорінно змінився. Солом'яні дахи були замінені черепичними і залізними, збільшено розміри вікон і дверей житлових приміщень, а також побудовано, переважно за типовими проєктами, безліч нових будинків, що відрізнялися від традиційних великою кількістю кімнат (3-4) і просторими верандами міського типу. У той же час селища ясів, як і інших угорців, повністю електрифіковані, що дало можливість усім селянам користуватися електрикою для освітлення і задоволення своїх побутових потреб за допомогою електроприладів. З підключенням Ясшаґу до головної газової магістралі, що йде з Росії, деякі його селища повністю газифіковані, а іншим газ постачали в балонах. Матеріальний достаток ясів дозволив їм змінити і внутрішнє оздоблення житла, обставити його фабричними меблями і прикрасити іншими дорогими покупними речами. З колишньої обстановки житла не могли зникнути повністю ті орнаментовані стінні шафи, столи, стільці тощо, які виготовлялися майстрами Ясшаґу та інших регіонів Угорщини; нині подібні вироби складають кілька експозицій Будапештського меблевого музею. З кімнат яського будинку особливим убранням відрізняється вітальня, де розміщуються майже всі покупні меблі, кращі килими і паласи.

## Традиційний одяг
Традиційне яське вбрання, судячи зі старовинних гравюр, не збереглося, і вже за середньовіччя яси носили загальноугорський одяг.
Традиційний костюм ясів можна відновити за деякими мініатюрами, що відобразили яські війни часів середньовіччя, за музейними колекціями, а також із археологічних пам'яток з яського поселення Надьсаллаша. Ще не знайдені предмети одягу, але серед знахідок велику цікавість становлять, наприклад, жіночі нагрудні бронзові гачки, типу сучасних осетинських для святкової сукні, пряжки чоловічого пояса, масивний меч, велика кількість голешників, які носилися на поясах. Ці та інші предмети, що датуються XIV—XVI ст., дають уявлення про яський традиційний костюм, який, за даними порівняльного аналізу, не відрізнявся від костюма північнокавказьких аланів, відомого з багатьох знахідок його елементів у Змійських катакомбних могильниках Х-XII ст. у Північній Осетії, в могильнику Мещова Балка (VIII—IX ст.) на р. Велика Лаба, притоці Кубані, в курганах (XIV—XV ст.) під П'ятигорськом і Білоріченських (XIV—XV ст.) в однойменній станиці.
Головний убір ясів — шоломоподібний, у вигляді трикутника, який щільно облягає голову й складається з добре обробленої тонкої шкіри, рідше з вовняної тканини, в низці випадків внизу окантований пришитою до нього щільною тасьмою з безліччю золочених дзвіночків, поверхня орнаментована бронзовим бісером або дрібними бляшками. Чоловічі і жіночі головні убори аналогічні. Такі гострі шапки (шоломи) носили й скіфи, а осетинська назва — „худ“ (шапка)сягає іранського — „хауда“. Верхня плечовий одяг — бешмет, а за іншими назвами каптан, архалук і навіть халат, безсумнівно, є також спадщиною скіфів, від них через алан йде до осетинам, у яких іменується „курает“, сягаючи давньоіранської. За всіма археологічними знахідками, каптан-бешмет — зі стоячим коміром, рідше з відкладним, з рукавами довше рук, зі складками в талії, застібався до пояса бубонцями. Каптан оперізувався, шився з добротної привізної тканини, найчастіше оксамиту, який надходив, як і інші товари, „шовковим шляхом“ в Аланію з Італії, Китаю, Персії та інших західних і східних країн. За кроєм він однаковий для чоловіків і жінок. Під нього зазвичай одягали довгий халат-каптан, що підтверджується і мініатюрними зображеннями угорських ясів. Досить добре представлене археологічними знахідками й взуття аланів — шкіряні панчохи, порти, часто прикрашені бубонцями, капці, відомі їм ще з VII—IX ст., як випливає з розкопок аланських катакомб у верхів'ях Кубані.
З мініатюр часів угорського середньовіччя відомо про велику схожість костюмів ясів і кунів, що пояснюється їхнім близьким віковим сусідством і контактами як до приходу в Угорщину, так і особливо після нього. Етнокультурні контакти угорців і аланів у період їхнього спільного перебування (V—IX ст.) у степах Передкавказзя, на Дону і в Приазов'ї не зводилися тільки до мовних чинників. Вважають, що алани передали угорцям не тільки безліч своїх слів, але і деякі елементи свого костюма. Самі вони сприйняли від угорців поряд з багатьма іншими термін „фішал“ (осет. „фжеал“) — різновид трави, яку підкладають у взуття.
Костюм ясів відомий за наявними двома мініатюрними зображеннями угорської ілюстрованої хроніки кінця XIV ст. На першій мініатюрі у сидячого на троні угорського короля Лайоша (XIV ст.) на прийомі з лівого боку велика група послів європейських країн у відповідному одязі, з правого — теж група послів з п'яти чоловік, троє, як можна судити з їхніх розкішних костюмів і збруї, з суспільних верхів, ватажки, двоє — їхні охоронці, один із них, добре представлений, одягнений в тунікоподібний довгий халат без пояса — явна ознака того, що він із низів, на голові у нього вовняний ковпак із червоною смугою внизу, тримає лівою рукою меч. Вважається, що четверо з послів — куни і один яс, високий із пишною бородою, що стоїть в щільному оточенні, так що видно тільки його голову із шоломом, прикрашеним вертикальними смугами з бронзи, типу змійського шолому. Двоє послів, зліва від охоронця, мають такі ж шоломи, але тільки з горизонтальними смугами, один із них, молодший, без вусиків, у довгому до п'ят смугастому халаті-жупані з візерунками в біло-жовту смужку, у другого, старшого з вусами, такий же халат-каптан, але тільки з червоними візерунками. Обидва вони оперезані, з прив'язаними до поясу мечами, а на грудях їх — по одній великій круглій бронзовій блясі.
На другий мініатюрі кінні і піші воїни, можливо яси і куни, зображені в різної форми одязі, аналогічному з одягом, знайомим з археологічних знахідок у могильниках середньовіччя Північного Кавказу і опису мандрівників післямонгольського періоду. Це шоломоподібні шапки з бісером і довгим гострим верхом на кшталт цукрової голови, білі ковпаки і ковпаки у вигляді тюбетейок з вовняної тканини, короткі каптани з широкими довгими рукавами і короткими до ліктів, зі стоячими комірцями (рідше виложистими). Під каптаном надітий довгий халат-каптан, на деяких воїнах — накидки типу кавказької бурки, взуття погано проглядається.

## Сімейна обрядовість

### Пологова обрядовість
Деякими спільними рисами у ясів і осетинів характеризувалися їхні пологові обряди і виховання дітей. Це прийом пологів повитухою без участі свекрухи, годування дитини молоком груддю тільки близької родички, обдарування подарунками породіллі її батьками, нарешті, влаштування рясного частування при нареченні імені хлопчика-первістка. При пологах, за яськими звичаями, могли бути присутніми тільки жінки: мати чоловіка і сусідки. Ім'я новонародженому нарікали в церкві. Ім'я давали за чоловічою лінією роду.

### Весільна обрядовість
Польовий матеріал, зібраний у ясів в Ясшаґу й кунських областях, дає загальне уявлення про їхні сімейні обряді, дозволяючи порівняти їх із осетинськими. Розглядаючи форми шлюбу і весільні обряди, слід зазначити, що у ясів до недавнього часу існувала сувора племінна ендогамія, що дало можливість зберегти їхній етнічний тип і етнічні особливості. Вступ до шлюбу з іншими угорцями, в тому числі з кунами, з якими вони прийшли в Угорщину та століттями близько спілкувалися, було для них рідкісним явищем. Важлива роль в цьому належить релігійному фактору. Яси вважали себе найчистішими католиками, в той час як куни були протестантами. Перешкодою для укладення шлюбу між ними слугував і різний господарський устрій їхнього життя. Яска, звикла до хліборобської праці, не виходила заміж за куна-скотаря, в будинку якого очікували її нові незвичайні для неї обов'язки. Наявність у ясів племінної ендогамії дослідники вважають в цілому традиційною рисою, яка збереглася з часів приходу їх зі Сходу.
Безсумнівно, що у ясів усередині племінної ендогамії тоді ж існувала родова екзогамія. Шлюб заборонявся спочатку між родичами до семи поколінь, пізніше до трьох-чотирьох ступенів споріднення. Яси, за прикладом інших угорців, рідко допускали шлюб поза своєю громадою. У них часто практикувалося приймацтво: бідний хлопець входив у багату сім'ю дружини. Ця форма шлюбу, викликана соціальною нерівністю, мабуть, набула поширення у ясів на їхній новій батьківщині. У всякому разі в осетинів вона вважалася рідкісним явищем. Приймак — мидæгмой (буквально 'внутрішній чоловік'), вважаючись поселенцем в будинку дружини, не користувався у них доброю славою.
Спільними рисами в сімейно-обрядовому житті угорців і аланів дослідники вважають, зокрема, деякі церемонії сватання.
Сімейно-шлюбні відносини ясів і осетинів характеризувалися у старовину спільними рисами в збереженні безлічі пережитків патріархально-родового побуту, які проявлялися в таких формах, як видача заміж дівчини без її згоди, викрадання, виплата непомірного викупу за наречену тощо. У минулому у ясов непоодинокими були такі випадки. Сюди ж належать величезні витрати сторін після сватання на покупки подарунків за взаємним обдаровуванням родичів. За осетинським звичаєм, наречений ясів повинен був купити для матері своєї нареченої головну хустку, батькові — сорочку, обдарувати інших членів сім'ї та близьких родичів. Подарунки нареченої, що призначалися для нареченого і його родичів, складалися майже суто з предметів власного виготовлення, за ними робили висновок про її уміння займатися рукоділлям і шиттям.
Весілля яси приурочували (як і зараз) до осені, періоду від 6 вересня до кінця грудня, коли достигав виноград і починався сезон виноробства, при цьому спеціально відгодовували свиней. Улітку до цієї урочистості готували цілі мішки локшини з пшеничного борошна, нарізаного у вигляді гусячої лапки. На весіллі, що починалося неодмінно ввечері і тривало три доби, були присутні, крім родичів наречених, багато запрошених. Зазвичай витрати на шлюб, який у цілому здійснювався за церковним обрядом, розоряли господарства навіть середнього достатку.
Нарешті, у весільному циклі ясів ясько-осетинські паралелі проявлялися і в обрядах, пов'язаних із відвезенням нареченої з батьківського дому в будинок нареченого, прилучення там її до нової сім'ї тощо. Майже всі вони збереглися у ясів тільки в спогадах, у осетинів — побутують до наших днів. За словами яських старожилів, весільному поїзду перегороджували шлях перетягуванням мотузки і в будинку нареченої, і на вулиці села. Мати нареченого, в оточенні жінок похилого віку, з тарілкою меду в руках і ложкою зустрічала у порога молоду. Тут вони пригощали один одного медом на знак того, що будуть жити в мирі та злагоді. Цього звичаю дотримуються і в наші дні. Увійшовши на кухню, молода торкалася рукою плити, що означало прилучення її до нової сім'ї. За старих часів, коли тут знаходилося відкрите вогнище, звичай цей виконували, подібно до осетинів, триразовим обведенням нареченої навколо вогнища. Вчені не мають уявлення про традиційне весільне вбрання ясів, відомо тільки, що наречену одягали її подруги перед рушанням весільного поїзда.
При вивченні традиційного угорського весілля звертає на себе увагу приготування для нареченої спеціальної скрині („чындзы чырын“ у осетинів), де наречена привозить рідні нареченого подарунки, розкриття цієї скрині і показ її вмісту (подарунків) у весільний вечір у будинку нареченого в присутності свекрухи і сусідських жінок. Цей обряд у осетинів називається „чындзы чырын гом кæнын“ (розкриття скрині нареченої). Обряд цей до дивовижного схожий в угорців і осетинів.
Весільна хода, очолювана дружками, у ясів супроводжувалася піснями й танцями. Дружки ж керували застіллям, яке було найважливішим етапом весілля в цілому. Нагодувати і напоїти масу учасників урочистостібуло нелегким завданням для його організаторів. Готували велику кількість страв і напоїв. Подавали велику кількість курячого бульйону з приправою з тіста, відварну баранину, голубці зі шматками свинини, смажених і відварних курей та гусей тощо. Застілля починалося о п'ятій годині вечора після повернення молодих з церкви. У минулому наречений і наречена не брали участь в трапезі на своєму весіллі, подібно до того як це було в осетинів. Традиційним тут було і те, що чоловіки і жінки сиділи окремо. Сучасне весільне застілля ясів не відрізняється від загальноугорського. Усі сидять за одним столом на чолі з нареченим і нареченою, причому з ними поруч садять їхнії близьких родичів. Отже, традиційне весілля ясів зазнало серйозних змін. Це саме можна сказати і щодо весільного застілля, абсолютно відмінного від осетинського.

### Поховальна обрядовість
Дослідниками відзначається велика схожість у похоронних обрядах угорців і осетинів у минулому. Це, перш за все, обряд оплакування за участю плакальниць (хъарæггæнæг), які виконували імпровізовані плачі (хъарджытæ). Загальновідомими були в угорців і нічні пильнування біля померлого (пор. осет. æхсæвбадаентæ).
Етнічні особливості ясів багато в чому простежуються в їхніх похоронних і поховальних обрядах, що сягають своїм корінням стародавнього іранського світу. Тут на особливу увагу заслуговує давньоіранський похоронний обряд поховання з конем або з його збруєю, сприйнятий угорцями від скіфо-сарматів у період їхнього перебування в Причорномор'ї і в степах України та Південної Росії і збережений в їхньому побуті ще в XI ст., тобто через два століття після того, як вони отаборилися в Центральній Європі. Обряд поховання з конем зберігався майже до XV ст. у північнокавказьких аланів і їхніх нащадків осетинів, у яких він був замінений обрядом посвяти коня небіжчика, виконуваним нерідко і в наші дні.
Однак наявність цього обряду у ясів поки не підтверджується джерелами, в тому числі археологічними розкопками яських могильників. Збереглися лише деякі його відгомони. Вони, як і низка архаїчних рис похоронного обряду ясів, багато в чому схожі з осетинськими. Вчені не сумніваються, що яси, перебуваючи під сильним впливом католицизму, давно перестали здійснювати обряд поховання з конем, замінюючи його, за прикладом осетинів, обрядом посвяти покійному його коня. До небіжчика підводили його коня в повному спорядженні і віддавали священику, який, взявшись за вуздечку, тричі обводив коня навколо могили, а потім вів додому. За твердженням оповідача, кінь ставав власністю священика. У осетинів, як відомо, в ролі посвячувача виступав старий, що був наділений красномовством, знав слова з тексту „бæхфæлдішаг“ (букв. — посвячувач коня).
У цілому похорон у ясів, як і осетинів, відрізнявся широким суспільним характером: на них збиралася маса народу. Велику роль у цьому грали спеціальні сповіщувачі, які виконували функції осетинських сумних вісників (хъоргæнæг), і сільський покликач (у осетин фидиуæг). Перші сповіщали про те, що трапилося всіх родичів і знайомих, де б вони не знаходилися, другий закликав односельців на похорон спочатку дзвоном з церкви (у зв'язку зі смертю жінки давали один дзвін, у зв'язку зі смертю чоловіка — два), потім обходив вулиці і голосно оголошував ім'я померлого і час його поховання. У ясів був відсутній осетинський звичай — шити небіжчикові новий одяг. Його ховали в тому вбранні, яке він носив; разом з ним клали в труну його капелюх, палицю і пляшку з горілкою; очі небіжчика прикривали монетами. За померлим строго дотримувалися жалоби члени родини та близькі родичі, які зазвичай протягом року не могли веселитися, співати пісні, грати на музичних інструментах, влаштовувати весілля тощо. Усе майно небіжчика переходило у власність вдови. Звичай цей, за словами угорських етнографів, який не зустрічався в інших регіонах Угорщини, що вказує на його місцеве походження. У звичаєвому праві осетинів удова не користувалася такими правами.
Слід зазначити, що у давні часи в осетинів померлих у шлюбному віці — дівчину або хлопця ховали у білому з виконанням особливого обряду. В угорців померлих у такому ж віці молодих юнаків та дівчат ховають і понині з відповідним обрядом, а надгробний камінь (осет. цырт) ставлять білого кольору. Цікаво, що слово „могила“ у угорській мові — „шир“, „ширт“ (що відповідає архаїчній формі в осетинській „чирт“). У музеї Надькереша, що між Кішкуншагом і Ясшаґом, викликає цікавість велика колекція дерев'яних могильних стовпів різної величини, без жодних прикрас і написів, що характерно для кальвіністів, якими є населення даної місцевості.
Влаштовувані після похорону поминки символізували в угорців урочисте прощання з покійним. Його місце біля столу залишали порожнім, а у його тарілку клали їжу. Ті ж самі обряди були неодмінними атрибутами похоронного комплексу осетинів.

## Календарна обрядовість
Християнство (католицизм) справило величезний вплив на суспільний і сімейний побут ясів, на все їхнє духовне життя: було втрачено багато традиційних обрядів, звичаїв, народних уявлень. Деякі стародавні обряди (наприклад, пов'язані із сільськогосподарським календарем) під впливом християнства значно трансформувалися. Під Новий рік хлопці у масках (зображеннях різних тварин), озброєні палицями, з піснями обходили будинки односельчан, бажали їм у прийдешньому році рясного врожаю і всіляких гараздів. Існував і такий звичай. Наповнивши мішечки золою, хлопці кидали їх у двір тієї родини, де була стара дівка або дорослі дочки, що ще не вийшли заміж. Цей обряд виконувався також під Новий рік і вважався традиційно яським.
Цікавий ще той факт, що під час різдвяних свят головним персонажем в угорських святчаних маскарадних масках був олень, відомий у осетинів, „саджы сар“. Фахівці з етнографії Угорщині цей обряд також відносять до давнього періоду їхнього життя. Дослідники взаємодії культур іранських та фінно-угорських народів пов'язують його з культом оленя у аланів. Прикметно, що осетинський „саджы сар“ був насправді маскою не оленя, а кози, тобто осетини утримали назву, а не форму, угорці ж — і те й інше.
По всій Угорщині здавна відомий також весняний звичай встановлення травневого дерева. Вже у XVIII ст. відомі офіційні заборони встановлення травневого дерева через заворушення, шум, що відбувалися при цьому, бо часто вирубували цінні фруктові дерева. У XX ст. юнаки ставили зазвичай травневе деревце перед будинком своїх дівчат. У Ясшаґу травневим деревцем здебільшого були береза чи тополя; його прикрашали креповим папером, стрічками, на гілки вішали пляшку вина та інші подарунки. Натомість у палоців юнак тільки ставив дерево перед будинком дівчини, а прикрашала його дівчина та її мати. Якщо дівчина подобалася не тільки одному хлопцеві, то за право поставити їй дерево часто спалахували сварки і бійки, і поставлене дерево треба було охороняти від суперників. Віддаленою відповідністю травневого дерева є осетинський звичай щорічно у другий понеділок травня зрубувати невелику зелену сосну і ставити її на перевалі з особливим обрядом. Така сосна могла прикрашатися шкурами жертовних тварин. У таджиків Ферганської долини на весняні свята також прийнято було прикрашати зрубані деревця.

## Релігійні вірування

### Християнство

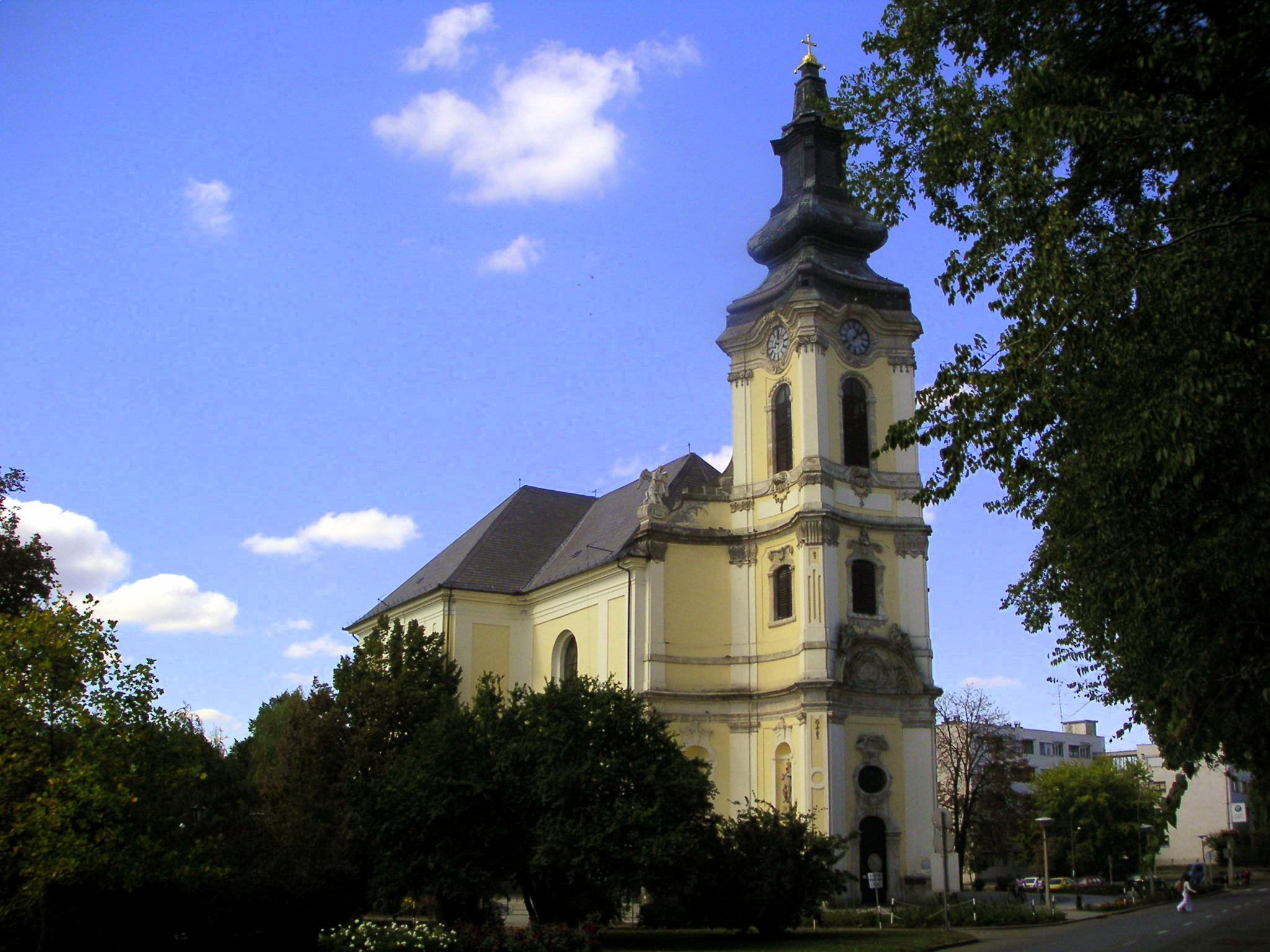
Собор у центрі Ясбереня

Яси прийшли до Угорщини з певними християнськими традиціями, що сягали аланської доби Північного Кавказу. Як випливає з „Яського словника“, яси — вихідці із Західної Аланії, де знаходилася Аланська єпархія і збереглося до наших днів безліч християнських пам'ятників — каплиць, церков, поховань за християнським звичаєм тощо. Риси християнства візантійського штибу яскраво проявлялися в побуті ясів на їхній другій батьківщині. Підтвердження цього — їхній осілий спосіб життя майже з самого облаштування в Ясшаґу, заняття землеробством — одна з найважливіших особливостей християнського населення. Скотарство було притаманне кочовим, нехристиянським народам, яким, наприклад, були куни, що залишалися ще довгий час язичниками.
Про давні християнські традиції ясів свідчать знахідки в яських могильниках Надьсаллаша (XIV—XV століття) християнських хрестів, а також з'ясування манери поховання за східним християнським звичаєм — складання рук хрестоподібно на грудях. Яси прийняли католицтво тільки в 1472 р., після тривалої боротьби з католицькими місіонерами і відстоювання своєї віри, за що останні називали їх єретиками. У самій Угорщині християнство в його західній, католицької формі утвердилося в XI ст. У XVI ст. більшість угорців стала протестантами (кальвіністами), серед них виявилося і одне-єдине яське с. Яскішер, інші мешканці яських сіл, католики, з презирством ставилися до жителів Яскішера як до відступників.
Серед угорців в цілому католицизм насаджували монахи з францисканського ордена, для яких центром поширення цієї релігії були міста Егер і Дьйоньдьош. Побудований орденом в XIV ст. в Ясберені собор відіграв велику роль в справі перетворення ясів на католиків. Собор цей становить велику кам'яну споруду. І до сих пір під час великих церковних свят сюди стікається маса народу — віруючі з усіх яських сіл. Розповідають, що успіху переходу в католицтво великої кількості віруючих сприяло те, що монахи собору нібито відмовилися від розкішного життя, скромно харчувалися, ходили босими, були прості у поводженні. Мабуть, тому їхня діяльність тривала і в період турецької окупації, в той час як інші церкви були турками зруйновані або перетворені на стайні. Відомо також, що францисканським орденом протягом століть велося будівництво церков, в тому числі в Ясшаґу. З джерел випливає, що в Ясберені перша церква була побудована ще в 1332 р. 1472 року папа дає дозвіл на відкриття там само жіночого монастиря і при ньому школи для навчання дівчаток. Ще раніше був споруджений чоловічий монастир. Будівництво церков відбувалося на всій території Ясшаґу. Так, наприклад, у 1709 р. в с. Ясдожі на місці старої дерев'яної церкви була побудована велика кам'яна церква, для якої, як відзначається в документі, в 1732 р. розбагатіли жителі села, розщедрившись, купили великі дзвони і орган.
На початку XX ст. в с. Яссентандраші, яке виникло на місці колишнього яського хутора, за допомогою вищезгаданого ордена була споруджена церква в неоготичному стилі. В 1970 р. церква ремонтувалася за рахунок парафіян і благодійних установ, стіни її розмальовували двоє запрошених з Сольнока художників. Після закінчення роботи багато селяни побачили себе на стінах храму. Один із художників зобразив самого себе тримає в правій витягнутій руці ікону і закликає народ на боротьбу з турками. Інший сюжет — загони піших і кінних воїнів високого зросту, на чолі з їхніми ватажками на білих струнких конях. Усе це нагадує ясам їхніх предків — середньовічних аланів. Відомо, що до цього сюжету, що відбиває аланський військовий побут, нерідко звертаються і осетинські художники. Ласло Сабо, аналізуючи джерела, робить висновок, що яси, прийнявши католицизм на противагу кунам, неодноразово підтримували центральну владу і короля, за що звільнялися від ряду повинностей. Куни відрізнялися протягом тривалого часу непокорою католицизму, продовжуючи слідувати дохристиянським віруванням нерідко і після турецького панування. Прийнявши християнство, вони приєдналися все ж до протестантів, які вели в XVII—XVIII ст. боротьбу проти католиків.
Ласло Сабо, виходячи з документальних даних, відзначає, що в XVIII ст. загострилися відносини між ясами та кунами на релігійному ґрунті, за його словами, це виразилися в тому, що в 1765 р. яси виганяли зі своїх сіл кунів-протестантів. А протее збереглося чимало змішаних сіл, зокрема в Кішкуншагу, населених ясами і кунами, де і ті й інші мають свої церкви; у ясів вони з пишними скульптурними прикрасами, наявністю безлічі святих, у кунів — з повною відсутністю цього. Релігія заважала й укладанню шлюбних союзів між представниками обох етнічних груп. Католики і протестанти рідко родичалися. Характерно, що різниця між ними проявлялася навіть у харчуванні.
У кожному яському селищі неодмінно є велика кам'яна церква в готичному стилі з високою вежею, на якій нерідко знаходяться куранти з діючим годинником, а всередині церкви встановлений орган. У святкові дні сюди стікаються ошатно вбрані люди послухати, поряд із проповіддю, також і музику. Яси вважають себе кращими католиками Угорщини. Наскільки це відповідає дійсності, важко судити. Однак ясно, що католицизм починаючи з XIV ст., з часу прийняття його ясами, завжди відповідав їхнім життєвим інтересам. У той же час багатовікове існування у них цієї віри не вплинуло на їхню релігійне свідомість. Яси не відрізняються фанатизмом. Характерною рисою їх є співіснування християнства з пережитками язичницьких вірувань, багато в чому занесених ними з їхньої прабатьківщини. У осетинів коріння дохристиянських вірувань сягає аланської доби, тоді ж сформувався осетинський пантеон богів, які отримали християнське забарвлення.

### Культ святого Георгія
Уастирджі, що ототожнюється зі святим Георгієм, — головний напівязичницький, напівхристиянський бог осетинів, покровитель воїнів, чоловіків і подорожніх, що мав усюди в Осетії свої святилища. Його поява в пантеоні деяких народів Західної Європи безпосередньо пов'язано з аланами та їхнім внеском. У ясів святий Дьйордь користується досі таким же шануванням, як Уастирджі у осетинів. Його зображення на коні з довгим загостреним посохом в руці в момент вбивства дракона нерідко зустрічається в яських церквах, а в низці місцевостей є скульптурне зображення у вбранні пастуха з торбою на плечах і пастушою герлигою з гачком на кінці. Він вважається покровителем тварин.

### Культ святого Іоанна Непомука
У церквах Ясшаґу можна бачити образ святого Іоанна Непомука — владики водної стихії, який протегує рибалкам. Це аналог осетинського володаря вод Донбеттира.

### Культ святого Венделя
1986 р. Сольнокський музей імені Даміанича опублікував монографію етнографа Еви Гуйаш „Одне осіннэ пастуше свято і його європейські паралелі“». У центрі уваги автора — образ і культ святого Венделя, його поширення по території Угорщини. Святий Вендель був патроном-покровителем пастухів, перш за все вівчарів; за традицією він охороняє тварин від хвороб і всіляких бід. Культ святого Венделя поширений і в західній частині країни, але найзначніші його пам'ятники у вигляді статуй стоять на угорській низовині — в області Сольнок і Ясшагу. Тут популярне й ім'я Вендел. Аналізуючи культ святого Венделя, Ева Гуйаш говорить про релігійні громади, які відправляли цей культ (обряди, молитви тощо) і описує свято святого Венделя 20 жовтня, трактує легенди, молитви, обряди, традиції названого свята. Дуже докладно описані статуї святого Венделя в Ясшаґу. Аналізуючи культ святого Венделя, Ева Гуйаш згадує про божество осетинів Фалвара і стверджує, що останній становить паралель Венделя в осетинському язичницькому пантеоні. Вона наочно показала шляхом широкого порівняльного аналізу разючу подібність у всьому цих божеств ясів і осетинів, зазначивши всі елементи, внесені першими у його шанування. Автор пише, що свято Венделя вважався пастушим, приурочуючись до жовтня (як у осетинів), ставши з XVIII ст. церковним. З цього часу на його честь будували каплиці, церкви, ставили скульптурні зображення у вигляді пастуха, в той час як у інших угорців і народів Західної Європи він уявлявся святим із королівською короною або ошатно вбраним сановником.
На думку етнологів, дослідження в цьому напрямку треба поглибити: вівчарство було дуже поширене у угорських ясів і не виключено, що вони внаслідок міграції у XIII ст. принесли з собою аналогічний культ Фалвара, що трансформувався надалі у християнський культ святого Венделя. Спільність їх в тому, що обидва вони — покровителі овець, своєю волею впливають на чисельність поголів'я цього виду худоби; обидва вони мають всюди свої святилища, що становлять собою у ясів статуї у вигляді пастуха в повному його пастушому вбранні і спорядженні, у осетинів — невелику кам'яницю, купу каміння або дерево. Це божество шанувалося осетинами щорічно в певний день жертвопринесенням, причому в святі брали участь тільки чоловіки. Перед цим пастухи, які вважали свято своїм, додержувалися посту на честь святого, здійснювали низку магічних обрядів, зокрема, цього дня худобу годували краще, тримали осторонь, оберігаючи від лихого ока.
За своїм походженням осетинський Фалвара, безсумнівно, сягає корінням у стародавній кавказький світ і скіфську добу. Його поява пов'язана з бурхливим розвитком вівчарського господарства у давніх іранських племен, які не могли обійтися без покровителя овець. У всякому разі, пам'ятки майкопської і кобанської культур рясніють як зображеннями дрібної рогатої худоби, що зустрічаються і на знаменитій вазі Майкопського кургану, і на бронзових предметах з кобанських могильників Осетії, так і наявністю в них безлічі бронзових баранячих голівок. У низці місць Ясшаґу можна бачити скульптурні зображення Венделя (іноді поруч з ягням), який, сидячи або стоячи на високому п'єдесталі, постає у вигляді простого пастуха з торбою, пастушою палицею, у баранячій шапці або повстяному капелюсі на голові, в саморобному взутті і в накидці у вигляді бурки. Вендель виглядає в міфології ясів таким же простим і покірним, як і Фалвара в міфології осетинів.
Характерно, що зі зростанням значення вівчарства в господарстві ясів, як і осетинів, особливо бурхливим у другій половині XIX ст. — період швидкого розвитку товарно-грошових відносин, божество це набуло у обох народів нових рис пошанування. Зокрема, в ясів, за даними згаданого вище автора, у цей час в Ясберені з'явилися товариства вівчарів, кожне з яких об'єднувало 150—200 юнаків до 16-річного віку, що шанували Венделя двічі на рік у певні дні спільним святом з приношенням жертв, а також улаштуванням хресної ходи. В день свята худоба не виганяли і годували краще. Шанування божества Фалвара в осетинському скотарському календарі доповнилося тим, що успішне закінчення зимівлі отар в далеких кизлярських степах і повернення їх на гірські альпійські пасовища вважалося його благословенням і відзначалося щорічно влаштуванням на його честь бенкету.
Часті спалахи ящура та інших заразних хвороб худоби змушували ясів звертатися до Венделя за допомогою. В Ясапаті стоїть на високому постаменті його статуя, що датується 1832 р.; на ній текст молитви, зверненої до цього божества: «Покірно будь з нами і захисти від падежу великої рогатої худоби».

### Гарабонціаш
Іншим популярним божеством ясів, пов'язаним також з їхніми землеробсько-скотарськими заняттями, був Гарабонціаш-небожитель, який виступає у вигляді дракона. Катаючись по небу, він у разі неповаги може викликати грозу, град, зливу й навіть послати смерть. За твердженням Ласло Сабо, божество це, дуже подібне за своїми діями до осетинського бога блискавки і грози Уацілла (Еліа), не зустрічається у інших угорців, які вважають його суто яським, традиційним, яке, на думку вчених, походить із аланської доби. Відомо, що Уацілла — одне з дохристиянських божеств аланів, яке отримало християнське забарвлення після прийняття останніми християнства. І в осетинському пантеоні Уацілла — одне з популярних напівхристиянсько-напівязичницьких божеств, покровитель хлібних злаків. Від нього цілком залежить урожай, він може послати на ниви непокірного господаря град, ураган, зливу чи посуху. Яси ж як споконвічні хлібороби зберегли землеробський культ своїх предків — північнокавказьких аланів, назвавши божество іншим ім'ям, яке не піддається поясненню. Васо Абаєв вважав ім'я Гарабонціаш співзвучним дигорській говірці осетинської мови, значення ж цього імені, за його словами, неможливо визначити. Воно вперше зустрічається в Угорщині у XVI ст..

### Шаманізм
У дохристиянських віруваннях ясів проявляються і риси шаманізму, зокрема виступання шамана в ролі вченого-лікаря, що позбавляє від усіляких хвороб, зокрема від пристріту, і людей, і тварин, і що володіє низкою інших чарівних здібностей. Так, він міг з'явитися у вигляді вітру. На питання про витоки шаманізму у ясів учені відповідають так: можливо, від угорців або ж, вірніше за все, від північнокавказьких аланів, про що, наприклад, яскраво свідчить відображення шаманізму в переказах осетинського нартівського епосу, який, як відомо, сформувався переважно за аланської доби. Пережитки шаманістичних вірувань стародавніх угорців збереглися насамперед в образах так званих талтоша і «студента гарабонціаша» (гарабонціаш діак). Вілмош Діосегі, угорський етнограф, детально вивчивши дане питання, встановив зв'язок цих образів із шаманами Центральної Азії. За уявленнями давніх угорців, талтош, як і шаман, народжується із зубами. Під час картографування місць згадок про цих персонажів по окремих селах Ясшаґу стало ясно, що і талтош, і гарабонціаш співіснують у Ясшаґу у вигляді досить чітких уявлень, як правило, не змішаних одне з одним. Із досліджень етнологів випливає, що на території північного Ясшаґу уявлення про талтоша і гарабонціаша не створюють єдиного кола вірувань, але зате уявлення про гарабонціаша живуть в чистому вигляді, незалежно від талтоша. Це спостереження ніби різко розділяє Ясшаґ на дві частини, вірніше, відокремлює Північний Ясшаґ від Південного і від Алфельда. Це означає, що в селищах Північного Ясшаґу існує різниця між вірою в талтоша і вірою в гарабонціаша. Для порівняння серед палоців фігури талтоша і гарабонціаша зустрічаються змішано, а на території Північного Ясшаґу уявлення про талтоша спостерігається в чистому вигляді. Ласло Сабо припускає, що талтоша у віруваннях ясів спочатку взагалі не існувало. Він вважає, що близький до зороастризму світогляд, що розділяв світ на два антагонічні принципи, позбавив ясів змоги прийняти шаманистичні вірування у талтоша. Зате у них більше поширилося уявлення про гарабонціаша, символ негативної сторони.
Угорські дослідники пов'язують з шаманізмом і знахарів (тудош ембер), які лікують людей, розмовляють з померлими. Вони, також як і шамани, часто народжувалися з зубами. Це стосується території Південного Ясшаґу. Також немає у ясів способу ворожіння за допомогою бобів на ситі, який угорські дослідники пов'язували із шаманізмом. Деякі вчені на підставі цих даних вважають, що північна частина Ясшаґу є споконвічною територією розселення ясів, а південна перейшла до Ясшаґу тільки за доби турецьких завоювань, а раніше заселена була угорцями і частково печенігами.

### Повір'я
Характеризуючи дохристиянські вірування ясів, Ласло Сабо вказує на те, що хліб вони вважали святим. «Залишки хліба, — пише угорський етнограф, — не викидали, а спалювали. Крихти хліба на великих релігійних святах використовували для лікування. Якщо шматок хліба впав, дитина повинна була підняти його й поцілувати». Чимало аналогій, що стосуються пошанування хліба, можна знайти і в осетинських віруваннях. Дослідники вказують на те, що осетинський бог грому і хлібних злаків Уацілла з усією суворістю карає тих, хто недбало поводиться з хлібом, напускаючи посуху або градобій на їхні ниви. Про святість зернових злаків свідчить і осетинське повір'я, згідно з яким якщо з хлібом (зерном) поводитися нешанобливо, то з нього закрапає кров.
Яси вірять в зурочення. У 1902 р. в Ясберені одна стара жінка, що поспішала до церкви на Різдвяну обідню, спіткнулася і з цього моменту почала скаржитися на сильний біль у нозі. Жінка стверджувала, що її «зурочили». Сім'я запрошувала до хворої знахарку і «вчену людину», але все марно; ті нічим не могли допомогти. Знахар передбачив, що хвора у суботу помре. Вся родина, а особливо 42-річний син померлої, з цього часу почали боятися злої душі, яка вбила його матір. Страх цього чоловіка дійшов майже до божевілля. Серед білого дня він напав на вулиці на абсолютно ні в чому не винну літню жінку, в якій підозрював злу душу, що погубила його матір, і великим молотком убив її. Під час допиту, коли окружний суддя не виправдав його за те, що він «убив злу душу», він щиро обурювався.
У ясів, як у багатьох інших осілих народів, кінський череп слугував оберегом. У осетинів та інших народів Кавказу кінські черепи на двірських огорожах зустрічалися як засіб, що захищав від дії лихого ока.

## Традиційні танці
Дослідники відзначають багато спільного і цікавого в народному танцювальному мистецтві угорців і осетинів, що має знову-таки давню основу. Наприклад, в Угорщині поширений пастушачий танець, який зображає боротьбу на палицях. Угорські етнографи припускають, що його ранньою формою був танець з шаблями, який відомий у осетинів як танець з кинджалами.
У народних танцях ясів осетинський хореограф-професіонал може знайти багато схожого з осетинськими танцями. Поряд з загальноугорськими танцями у ясів зберігаються традиційні танці: чоловічі і жіночі, групові, сольні, пастуші, войовничі й інші. Деякі яські танці супроводжуються співом, як у осетинів при виконанні танців «хонгæ кафт» і «чепена».

## Традиційна музика
Народна музика угорців в цілому, за визначенням фахівців, «східного походження», в ній багато елементів музики стародавніх народів, що населяли Євразію, в тому числі й іраномовних. Вважають, що мелодії, споріднені з угорськими, виявляються у фінно-угорських і тюркомовних народів Поволжя. Виявлення подібних елементів в народній музиці всіх угорців і горян Північного Кавказу, зокрема осетин, очікує ще свого вирішення.
Великий вплив на формування народної музики угорців в цілому справила музика оточуючих народів, а також циганська музика, носії якої мешкають у великій кількості в Угорщині з часів турецького панування. Циганські оркестри і музиканти тут здавна користуються великою популярністю.
Із традиційних музичних інструментів, спільних для осетинів і ясів, збереглася тільки пастуша сопілка, іменована останніми загальноугорською назвою — фурулуа, притаманна також багатьом іншим народам. Мабуть, давно втрачена і популярна 12-струнна арфа осетинів, винайдена, як випливає з нартовского епосу, знаменитим героєм Сирдоном, згідно археологічним знахідкам сягаючи корінням у скіфську добу. Можна припускати наявність арфи й у аланів, оскільки це побічно підтверджується епосом, сформованим за аланської доби. У всякому разі, в післямонгольський період арфа мала велике поширення на території колишньої Західної Аланії, звідки вийшли угорські яси. Із загальноугорських народних музичних інструментів, крім сопілки, ясам відомі також цитра — різновид української бандури, і волинка (дуда), яку виготовляють зі шкіри вівці або кози. Дуже рано пізнали угорці, в тому числі яси, скрипку, кларнет, контрабас, різні види гармоніки.

## Декоративно-ужиткове мистецтво
Вельми цікаве яське декоративно-прикладне мистецтво: обробка кістки, виготовлення зі шкіри різних предметів, різьблення по дереву тощо.. З народного прикладного мистецтва найбільший розвиток отримало художнє різьблення по дереву, добре представлене на стендах Ясберенського музею в роботах яського пастуха з Ясопатів Міклоша Надьпола, виконаних ним в 1931 р., і видатного етнографа з Ясшаґа Блаже Четі, створених в 1948 р. У цих роботах яскраво відображені етнічні особливості ясів у сфері матеріальної культури, зокрема в житловому і господарському будівництві, у характері зовнішнього вигляду будівель і оформлення житла. В роботі Блаже Четі представлені розрізи будинків, укладання стін житла, арки з художнім різьбленим орнаментом, дахи з християнськими хрестами на самому версі для оберега, види огорож, будівельних матеріалів і т. д. Не меншу цікавість викликають вироби Міклоша Надьпола, що становлять собою різні художні сцени, вирізьблені на дерев'яних предметах: пастух із палицею з гачком на кінці і люлькою в роті, там само отари овець, череди великої рогатої худоби, стадо свиней, табуни коней, які скачуть, на передньому плані видно церкву і житлові квартали Ясбереня. Втім, різьблення по дереву було однією з розвинених галузей народного мистецтва всіх угорців.
На відміну від інших районів Угорщини в Ясшаґу широке поширення має своєрідний рослинний орнамент, що поєднується з геометричним, яким прикрашають дахи будинків, карнизи вікон, дверей, арки воріт і навіть огорожі садиби. Дослідники вважають, що цей орнамент занесений ясами зі Сходу. Можна лише відзначити, що він аналогічний орнаменту деяких народів Північного Кавказу. Застосовуючи цей квітковий рослинний орнамент у поєднанні з простим геометричним, різьбленням прикрашали також предмети домашнього вжитку, посуд тощо, накладали візерунки вишивкою на тканини і шкіру. Особливо славилися прикрашені вишивкою (або аплікацією) різнокольоровими нитками Ясський кожухи-накидки і ошатні кожушки, що зустрічаються майже всюди в музеях Угорщини. Відомі за джерелами з XVIII ст. і виготовлені майстрами-кушнірами високої кваліфікації, вони відрізняються великим художнім смаком, виглядають вельми красиво і витончено. На предмети зі шкіри та тканини наносили широкі і вузькі смуги, прості геометричні фігури, що нерідко поєднувалися із зображенням квітів. Колір зображень різноманітний. Однак переважає червоний, синій, рідше чорний. Квітковий орнамент відбив, особливо на тканині, різні види домашніх птахів — гусей, півнів, індиків, птахів із піднятими крилами. Декоративні мотиви композиції добре простежуються і на кушнірських виробах, в яких широко використовувалися майстрами багатобарвні шовки. На стенді музею можна побачити фрагмент розшитого кожуха-накидки зі зшитих у довжину цілих баранячих шкур, пофарбованих у жовтуватий колір уздовж швів із червоних, жовтих, синіх, зелених, фіолетових, білих, чорних, світло- і темно-зелених вовняних ниток. Тут же представлена спинка жіночого кідмена — вибілений смушок із аплікацією з білої овечої шкіри та вишивкою двома видами — червоним і синім — «кушнірським шовком».
З орнаментів усім угорцям відомі тільки квітковий, що був у них найпоширенішим, і геометричний. Обидва вони сягають доби бронзи й могли бути знайомі ясам на їхній прабатьківщині, що підтверджується, зокрема, пам'ятками зі Змійських середньовічних аланських катакомбних могильників Північної Осетії. Однак тут немає найпоширенішого у сучасних осетинів, як і у деяких їхніх сусідів, рогоподібного орнаменту, який широко зустрічається на гірських виробах з тканини, шкіри, дерева, металу, каменю, що датуються приблизно IX—XII ст. Залишається тільки сподіватися, що наявність цього орнаменту у північнокавказьких аланів буде підтверджена знахідками інших їхніх пам'яток. Вважають, що рогоподібний орнамент, загублений ясами, був сприйнятий осетинами від їхніх прямих предків — аланів. Значне поширення цього орнаменту у казахів, киргизів, деяких народів Алтаю, Сибіру, на переконання етнологів, пояснюється також давньоіранським субстратом в їхньому етногенезі.
Народне образотворче мистецтво відбилося і на виробах гончарного виробництва місцевого угорського походження. Посуд прикрашається квітковим або геометричним орнаментом, часто із зображенням людей, супроводжуючись кумедними написами, на кшталт таких, наприклад, на глечику для палинки або вина: «Ім'я моє сулія, а в мені палінка, відпий, приятелю, з мене, тільки потім не впади» або «Нема на землі кращого вина, ніж у рідній вітчизні, на моїй рідній землі, прекрасній Угорщині».

## Фольклор
Усна народна творчість ясів викликала до себе інтерес особливо після відкриття «Яського словника» і отримання завдяки цьому ясами статусу етнічної групи Угорщини. З угорської хроніки (XVII—XVIII ст.) відомий переказ про вождя Лела. Крім того, слід ще визначити, що могли зберегти яси з багатого фольклору північнокавказьких аланів, у тому числі з нартівського епосу, що, як відомо, переважно сформувався за середньовічної доби. За даними Інституту мовознавства Угорської Академії наук, сліди цієї пам'ятки виявляються і в самому угорському фольклорі, мабуть, сприйняті угорцями від алан в період їхніх контактів на Сході. Проте вивчення цього питання гальмує те, що досі нартівський епос не повністю перекладений угорською мовою. Фольклор ясів багатий і різноманітний: перекази, легенди, різні пісні, казки, прислів'я, приказки.
Велике місце в усній народній творчості ясів посідають пісні — історичні, героїчні, любовні, сатиричні, а також пастуші і пісні сільських ремісників (ткачів, ковалів, шевців). Кожна з них відповідає своєму призначенню. У пастуших піснях, наприклад, звучать похвали пастухівського вільного життя, тривога за худобу, гордість за свою професію. Особливо вирізнялася за манерою виконання і мелодійності хорова пісня «Яскунмачі» («Я хлопець із Яскуна»), що яскраво відображала вікову дружбу ясів і кунів. Широко відомий в Угорщині та за її межами Яський фольклорний ансамбль, який виконує поряд із загальноугорськими яські пісні і танці.
У ясів особливо багато казок, які висміюють вади людського характеру: дурість, лінь тощо. Чимало в записах прислів'їв і приказок на різні теми. У них відбиті найбільш важливі події угорської історії, у тому числі періоду турецького панування.

## Просвіта
Ті яси, що прийшли в Угорщину, по ідеї повинні були мати свою писемність. Однак це поки що не підтверджується джерелами. У той же час добре відомо, що на прабатьківщині ясів писемність була створена, за припущенням Васо Абаєва, що ґрунтувалося на аналізі давньоосетинського Зеленчукського напису Х—ХІІІ ст., з використанням грецької абетки. Пам'ятка ця була виявлена у Західній Аланії, тобто на тій території, звідки вийшли угорські яси. Там само в 80-ті роки XIX ст. Всеволод Міллер знаходив «значну кількість християнських могильних пам'ятників також із написами грецькими літерами», що дає можливість з великою часткою впевненості говорити про наявність у аланів (ясів) писемності.
За археологічними знахідками пам'яток у яських поселеннях, яси протягом тривалого часу зберігали християнство східного обряду, з яким до них прийшла писемність. Хай там що, за визначенням лінгвістів, укладач «Яського словника» (1422 р.) не був дуже майстерним писарем. Його робота стоїть нижче за середній рівень документів того часу, виконаних в Угорщині. У його знаннях також були прогалини. Він не завжди знає латинську назву деяких повсякденних предметів і тоді вставляє замість латинського угорський переклад яського слова. Латинські слова він пише не завжди грамотно. Угорську він, мабуть, знав добре, хоча в орфографії «зазнавав труднощів. Зате відмінно знав він яську мову. Тут він допускає лише несуттєві помилки». З цього можна зробити висновок, що яси в цей час були, якщо не три-, то двомовними, мали свої школи, де міг здобути освіту упорядник словника. Викладання в школах могли вести двома мовами — яською та угорською, якими яси, судячи з аналізу «Словника», прекрасно володіли.
Нарешті, складання «Словника» латинськими буквами вказує на те, що латина тоді, як і набагато пізніше, була державною мовою Угорщини, мовою навчання в школах і вищих навчальних закладах. Деякі угорські дослідники на противагу вищенаведеним фактам відносять появу перших шкіл в Ясшаґу до більш пізнього періоду, пов'язуючи з діяльністю ченців ясберенського францисканського собору (1472 р.). За відкриттям в ньому школи, на їхню думку, першої в Ясшаґу, відбулося відкриття інших церковних шкіл, у міру спорудження храмів у яських селах. У цілому, як і всюди, церква відігравала провідну роль в народній освіті Угорщини, мала монопольний вплив до 80-х років XVIII ст., до реформи Йосипа II, за якою права її були обмежені в цій сфері. Визначною подією для ясів стало відкриття своєї гімназії яським капітаном Джоєм Талом у 1797 р. в Ясберені, що стала їхнім великим центром просвіти й освіти, підготовки вчителів для початкових класів яських шкіл. Будучи свого роду єдиним чотирикласним навчальним закладом в Ясшаґу, що носить нині ім'я національного героя Лела, ця гімназія дала за час свого існування безліч грамотних людей, діячів у різних галузях господарського, суспільно-політичного і культурного життя Угорщини. Гімназія займає великий триповерховий старовинний опрічний будинок у центрі міста.
Ясберень, що став за турків (1550 р.) великим адміністративним центром, не міг не мати своїх шкіл. Проте про них немає ніяких даних про цей період. Лише після вигнання турків стає відомо, що в 1705 р. у місті було 4 вчителя, багато священників і чиновників, в ньому проживало 5250 осіб. Найбільш конкретне уявлення про розвиток народної освіти дають відомості, що стосуються села Ясдожа. За переписом 1550 року, тут не було жодного грамотного; в 1740 р. у селі згадується ім'я першого вчителя — свідоцтво того, що в ньому вже була школа; в 1767 р. тут була двокласну церковна школа з одним учителем, у 1805 р. у селі за наявності 243 дітей шкільного віку в школі навчалося 214 осіб. Нарешті, 1925 р. у селі було 8 вчителів і 2 двокласні школи — чоловіча і жіноча. Найбільші успіхи розвитку шкільної освіти в Ясшаґу досягнуті після революції 1848 р., коли була прийнята низка законів щодо подальшого удосконалення народної освіти Угорщини. Так, прийнятий в 1869 р. закон про загальне обов'язкове навчання «в елементарних чотирикласного школах» мав важливе значення для підвищення грамотності. Однак, попри ці заходи, в 1898 р. в країні було неграмотно 50 % населення, в 1941 р — 12,3 %. Основою порівняно високого відсотка неписьменності була бідність. 1930 р. серед неписьменних налічувалося 54,9 % бідних селян, 14 % — робітників.
Після закінчення другої світової війни і проведення новою владою культурної революції діти робітників і селян-угорців вперше отримали широкий доступ в середні та вищі навчальні заклади, була ліквідована неписьменність серед дорослого населення. Уже в 1950/1951 навчальному році, за офіційними даними, 67 % в середніх школах і 58 % в вищих навчальних закладах становили вихідці з робітників і селян. Успіхи народної освіти Угорщини, досягнуті в післявоєнний період, добре ілюструються, наприклад, у Ясшаґу даними Яської гімназії. 1989 р. тут працювало 45 вчителів, які мали університетську освіту, і 520 учнів. Щорічно гімназія випускає з атестатами зрілості понад 130 осіб, з яких 60 % вступають до інститутів та університетів. За успішністю гімназія займає в системі Міністерства освіти дев'яте місце, а за окремими показниками — одне з перших. Зокрема, 1988 р. на Всеугорській олімпіаді з вивчення російської мови вона посіла третє місце. У тому ж році Яська гімназія входила до числа трьох гімназій Угорщини, в яких відкрилися два двомовні класи навчання угорською й російською. Далеко за межами Угорщини уславилася гімназія і своїми художньо-самодіяльними і спортивними колективами. Її танцювально-хоровий гурток побував в Іспанії, а жіноча волейбольна команда — в Туреччині. Післявоєнний період був ознаменований і відкриттям в Ясберені дворічного педагогічного інституту для підготовки вчителів початкових класів сільських шкіл. 1989 р. в ньому навчалося понад 300 студентів. З інших великих осередків культури ясів слід згадати Ясберенський музей — найважливіший центр зберігання їхніх історичних пам'яток, що створювалися багатьма поколіннями. Це найстаріший культурно-просвітницький центр ясів, що зумів за короткий час встановити дружні зв'язки з багатьма вченими Осетії.
З музейних даних відомі імена Рози Камарамі Надь і Янки Зірзен — відомих просвітителів середини XIX ст. в Угорщині, вихідців з Ясшаґу, котрі вперше відкрили приватні школи в Ясберені й низці інших місць. У них отримали можливість навчатися дівчатки, які не мали доступу до інших навчальних закладів. 1868 р. в Ясберені був заснований перший друкований орган яскунів — щотижнева газета «Яс-Куншаґ» (1868—1948), а пізніше безліч інших щотижневих і щоденних газет «Яс-Кунський оглядач» (1872—1873), «Яс-Кунський міщанин» (1874), «Ріг Лела» (1873—1881), «Світ жінок» (1879—1880), «Яська газета» (1910—1914), «Цілина» (1914—1944), «Яський католицький вісник» — свідчення зростання грамотності основної маси населення Ясшаґу того періоду і його зрослих духовних потреб. На це вказує і те, що видання періодики, її поширення Ясшаґом не обмежувалися тільки містом Ясберень.
Майже кожне велике яське село видавало кілька газет під різними назвами, які виражали інтереси різних соціальних категорій населення. Вельми показовим в цьому відношенні є Ясапаті, відоме виданням таких газет, як «Ясапатський вісник» (1890—1948), «Яська округа» (1903), «Сільські плітки» (1913), «Ясапатська газета» (1916), «Яська народна газета» (1906—1918), «Католицький вісник» (1918—1919), що випускалися як сільським суспільством, так і приватними особами.
У той же час бібліотечна справа ясів не відповідала своєму призначенню, про що, зокрема, свідчить повна відсутність у них громадських бібліотек до закінчення Другої світової війни і встановлення соціалістичної влади. До цього в Ясберені існувала лише одна платна приватна бібліотека та дві-три бібліотеки, що належали комерційним установам. Розвиток бібліотечної справи в Ясшаґу за післявоєнного періоду став одним із великих досягнень ясів у сфері культурного будівництва. Значною подією стало відкриття розташованої у великому сучасному двоповерховому будинку Ясберенської міської бібліотеки, книжковий фонд якої становить кілька сот тисяч примірників. Послугами бібліотеки користуються не тільки маси містян, а й мешканці навколишніх сіл. Якщо до цього додати, що свої бібліотеки мають і педінститут, і гімназія, і великі підприємства, а також великі селища Ясшаґу, то можна судити про розмах культурної революції ясів за ці роки.

## Охорона здоров'я
Тільки з XVIII ст. у джерелах зустрічаються відомості, що стосуються медицини і періодично повторюваних спалахів різних епідемічних хвороб у Ясшаґу, що забирали безліч людських життів. У 1702 р. в Ясапаті від чуми померло 602 людини, у 1831 р. — 200, у 1837 р. — 290, у 1873 р. — 150 чоловік тощо; у с. Ясдожа в 1709 р. померло від холери 425 чоловік, від чуми у 1764 р. — 110 осіб, у 1849 р. — 126, у 1873 р. — 27 осіб. У 1892 р. в Ясберені черговий спалах холери дав поштовх до будівництва лікарні в місті, що, згідно з документом, вважалася найзначнішою в Сольнокській окрузі. У XVIII ст. відзначається й поява у ясів своїх професійних лікарів. 1794 р. в Ясапаті, наприклад, згадується про такого лікаря-хірурга. У 1844 р., згідно з іншим джерелом, лікарі перебували на утриманні сільських громад. У XIX ст. медичне обслуговування охоплювало населення всього Ясшаґу, де майже кожне село мало свого лікаря і аптеку. Тоді ж великим лікувальним центром стає Ясберень. У 1930 р. тут працювало 17 лікарів, велике число молодшого медперсоналу, 6 аптекарів. Охорона здоров'я ясів найбільший розвиток отримала після Другої світової війни, особливо за роки соціалістичної влади, у період великих змін у різних сферах життя всіх угорців.

## Зв'язки з іншими народами
Інший приклад аланської міграції — це масове переселення аланів в Монголію за часів правління великого хана Мунке (1251—1259), який підкорив Аланію, і заселення ними її східних районів (недалеко від м. Сайншанд), де вони були відомі під назвою «асут» («аси»). Однак, на відміну від угорських ясів, унаслідок змішування з місцевим населенням «асут» загубили свою самоназву і омонголилися.
Можна вважати твердо встановленим фактом, що яси прийшли до Угорщини разом з половцями (вони ж — кипчаки, кумани, куни), з якими були пов'язані старими етнокультурними контактами в степах півдня Русі і Передкавказзя. «Безсумнівно, що половці, приймаючи аланів у своє середовище, вважали їх не тільки чудовими воїнами, але давніми друзями і союзниками в боротьбі проти монгольських завойовників. У всякому разі, відтоді вони залишилися назавжди нерозлучними, розділяючи і радості і печалі». З кунами яси пов'язали свою долю з найдавніших часів, «розділяючи радості перемог і горе поразок особливо в період майже 150-річного турецького панування в Угорщині». За усними переказами, відокремлення ясів від кунів не вплинуло на їхні традиційні дружні відносини. Вони разом в одній частині продовжували нести службу, пережили півторастолітній гніт турецького ярма, а після вигнання турків разом селилися на спустошеній окупантами території Кішкуншага.
Крім кунів, в Угорщині є ще одна етнічна група, тюркська за походженням, — палоці (палоцок). Їхня близькість до Ясшаґу дозволяла палоцам перебувати в тісному контакті з ясами, укладати з ними шлюбні союзи.
Не тільки в угорській, а й у румунській та деяких південнослов'янських мовах чимало слів, особливо ті, що позначають деякі харчові компоненти, предмети сільського побуту, продукти скотарсько-молочного господарства, промислів тощо, мають північноіранське кореневе звучання.
Осетинські етнографи вважають також, що у ясів багато спільного в побуті та культурі зі східнослов'янськими козаками.

## В образотворчому мистецтві
З давніх пам'яток мистецтва становить інтерес картина, на якій король Лайош (1374—1376), сидячи на троні, приймає послів західних і східних країн; серед п'яти послів виділяється один із величною бородою, його вважають ясом. Тут вперше дається уявлення про зовнішній вигляд середньовічних аланів (ясів).

## Етнографічне вивчення
Початок вивчення ясів пов'язано з відкриттям «Яського словника» в 1957 р. Тільки тоді вони привернули увагу фахівців суміжних наук. Характерно, що, в порівнянні з ясами, їхні найближчі сусіди і співучасники багатьох історичних подій, куни, досліджуються з XVIII ст. На відміну від них, як і інших великих етнографічних груп (гайдуки, палоці, секеї та інші) угорців, яси донедавна не вважалися такою, хоча щонайменше яскраво виділялися, ніж інші, своїми етнічними особливостями, у тому числі збереженням етнічної самосвідомості. В угорській літературі дискутувалося лише питання походження етноніма «яс». Відкриття «Словника» дало потужний поштовх вивченню ясів у різних аспектах.
Дослідженням цієї пам'ятки яси зобов'язані угорському академіку Дюлі Немету, за походженням куну, і Васо Абаєву. Виключно важливе місце у вивченні етнографії ясів слід відвести Ласло Сабо, котрий присвятив їм ряд змістовних монографій, після виходу яких ця група набула статусу яського етносу в етнографії Угорщини. Спорідненість ясів із аланами Північного Кавказу довів археолог Ласло Шельмеці на підставі своїх знахідок у яських поселеннях. Широко відомий внесок Яноша Тота і Іштвана Сабо в розробку важливих проблем історії, соціальних відносин, суспільного устрою і культурного будівництва ясів. Для глибшого вивчення велике значення мало виявлення нових архівних документів, їхня публікація у вигляді збірників. Багато зробили в цьому плані, зокрема, співробітники Сольнокського окружного архіву, що створили навіть спеціальні фонди документів з ясів і кунів, що включають і записи старих церковних книг, дуже цінних і в той же час не вивчених джерел. Інтерес до цих етнічних груп угорців настільки великий, що ними зацікавилися навіть співробітники архіву Ватикану, відкривши по них фонди документів.

## Сучасне становище
Сучасні яси значною мірою асимільовані угорцями: ще в XVII столітті вони повністю втратили свою яську мову та перейшли на угорську. Але вони не загубили суттєві риси своєї національної, етнічної, самобутності, антропологічний тип, зберегли автономний характер поселення, суттєві риси своєї колишньої військової організації, певні форми суспільного побуту й укладу життя, властиві аланам на їхній далекій батьківщині. Це дало їм можливість виступати в політичному і культурному житті Угорщини як самостійному етнічному підрозділу.
Нічого подібного немає у кунів, у яких етнічна самоназва зникла, збереглося лише якоюсь мірою усвідомлення свого походження, головним чином на території їхнього розселення. Причини збереження або втрати самоназви ясами та кунами пояснюються різними рівнями їхнього способу життя. Яси, зберігши войовничий аланський дух, були хоробрими воїнами. Як осілі мешканці, вони були досвідченими хліборобами і скотарями, володіли різними видами ремесла. Всі ці якості, принесені ясами з собою до Угорщини, високо цінувалися королем і вищим духовенством, які надавали їм різні привілеї, що сприяли збереженню їх як етнічної спільності, використовуючи їх до своєї користі; вони не заважали ясам зберігати власну гідність, пам'ятати про своє походження. На думку угорських учених, яси помітно виділяються серед інших етнічних груп угорців порівняно високим зростом, деякими особливостями побуту, матеріальною та духовною культури, збереженням самосвідомості. Хоч де мешкали представники цієї народності, в Ясшаґу або за його межами, вони називають себе ясами. За їхніми власними словами, вони найкращі серед угорців хлібороби, скотарі, ремісники і до того ж правовірні католики. Мабуть, ця їхня впевненість виправдовується багатьма фактами і традиціями, що сягають аланської доби і притаманні тільки їм. Є чимало прикладів, які свідчать про те, як ревно оберігається ними досі етнічна самоназва. Так, у 1967 р., в період створення в Ясшаґу нових сіл шляхом об'єднання хуторів, яси поставили умову, щоб назви сіл починалися з «Яс», — знак того, що вони населені саме ясами. Іншим усталеним знаком яської приналежності є «ріг Лехеля», зображення якого є обов'язковою частиною герба в кожному селі. Яси неохоче приймають у своє середовище людей, що потрапили до них, особливо на керівну роботу, з інших, неяських груп угорців.
Прагнення ясів бути завжди першими у всьому часто проявлялося і в недалекому минулому. Так, рішення ясів газифікувати власними коштами м. Ясберень було зустрінуте усіма учасниками сесії Державних зборів Угорщини з великим задоволенням. Розповідаючи про це, газета «Известия» повідомляла, зокрема: «У кулуарах сесії, як і на сторінках преси, не раз миготіло слово „Ясберень“. Це містечко, де живуть нащадки підприємливого племені ясів, спробувало самотужки вирішити проблему газифікації. Справа в тому, що газопровід „Братерство“, яким перекачують углиб Угорщини оренбурзький газ, пройшов за сімнадцять кілометрів від міста».
Останнім часом серед ясів спостерігається зростання національної самосвідомості: регулярно проводяться фестивалі яської культури, підвищується інтерес до власної історії, налагоджуються зв'язку між Ясшаґом та Осетією. В 1981 р. на запрошення кафедри історії стародавнього світу та середніх віків ПОДУ в Осетії побував угорський вчений з Ясбереньського педінституту, доктор Еден Хоргоші. Він підніс у дар кафедрі точний макет знаменитої реліквії — рогу Лехеля — у натуральну величину.
У 2008 р. владикавказькою кіностудією «Нарт-Арт-студія» випущений документальний фільм Теміни Туаєвої «Угорська Аланія» [Архівовано 4 березня 2014 у Wayback Machine.].
У травні 2009 р. делегація угорських ясів відвідала Північну Осетію. Після повернення до Угорщини члени делегації направили на ім'я повноважного представника Північної Осетії Олександра Тотоонова лист подяки. У ньому, зокрема, говориться:

«Під час п'ятиденного візиту до Північної Осетії ми ознайомилися з життям та побутом сучасних аланів-осетинів. На землі предків ми, угорські осетини, відчували себе комфортно, влада Північної Осетії зробили все для цього. Перший та важливий крок у встановленні братерських відносин між осетинами та ясами вже зроблений.
Уклінно дякуємо Вам ще раз за допомогу, надану під час нашого перебування в Москві.
З глибокою повагою Ласло Добош — голова товариства ясів; Едіт Х. Батхо — директор музею ясів; Бела Ковач — літературознавець; угорські алани».